# Pedro Santana
Pedro Santana Familias, I marqués de las Carreras (Hincha, Departamento Norte, 29 de junio de 1801-Santo Domingo, Distrito de Santo Domingo, 14 de junio de 1864) fue un hacendado, febrerista, militar, político, exmasón, noble y caudillo hispano-dominicano que se destacó en la guerra de independencia dominicana infligiendo derrotas decisivas a las fuerzas haitianas, se desempeñó en tres ocasiones como presidente constitucional de la República Dominicana, siendo el primero en ejercer el cargo y fue el artífice de la reincorporación de Santo Domingo a la monarquía hispánica ante la permanente amenaza de una nueva invasión haitiana. Fue condecorado como caballero de la Orden de Isabel la Católica y de Carlos III.
Firmaría el manifiesto del 16 de enero y proclamaría la independencia dominicana el 27 de febrero de 1844, asumiría la jefatura de la armada expedicionaria de la frontera sur y comandaría la batalla del 19 de marzo donde saldría derrotado el ejército haitiano. Dirigió un golpe de Estado contra la Junta Central Gubernativa y fue nombrado presidente de ella bajo carácter de provisional. Durante su Gobierno se promulgaría la primera constitución del Estado, se le designaría como el primer presidente constitucional de la República Dominicana. Finalmente, en 1848, Santana presentó su renuncia, a pesar de la oposición del Congreso. Las intrigas políticas internas y el descontento popular desempeñaron un papel importante en su decisión.
Después de la muerte del presidente haitiano Jean-Baptiste Riché en 1847, el general Faustino Soulouque se convirtió en el presidente de Haití y lideró una expedición hacia la República Dominicana en marzo de 1849. La inacción del presidente dominicano, Manuel Jimenes, ante la amenaza haitiana generó caos y miedo en la capital. Ante la incapacidad del Gobierno dominicano, el Congreso convocó a Santana para repeler la exitosa invasión. Santana lideró una defensa exitosa contra las fuerzas haitianas en la batalla de Las Carreras en abril de 1849. Seguidamente depondría al presidente Jimenes y ejercería la jefatura del Estado bajo el título de Jefe Supremo en calidad de provisional hasta que se eligiera un nuevo presidente. El Congreso le otorgaría el cargo de general en jefe de los ejércitos de la República Dominicana y el título de Libertador de la Patria por su victoria en Las Carreras.
En 1853 retomaría la presidencia, promulgaría una nueva constitución en 1854, conseguiría el reconocimiento de la independencia del Estado dominicano por muchos países y en 1856 nuevamente renunciaría. Medio año después de renunciar al cargo fue desterrado del país por el presidente Ramón Buenaventura Báez Méndez pero volvería meses después tras iniciarse la guerra civil, uniéndose en el bando alzado y días después acabada la guerra volvería a hacerse con la magistratura del Estado cuando consiguió deponer al presidente José Desiderio Valverde Pérez en 1858.
En 1861 durante su última presidencia constitucional proclamó la anexión de Santo Domingo a la monarquía española, convirtiéndose en el último presidente de la Primera República, pasando a ser el trasantepenúltimo gobernador superior civil y capitán general de Santo Domingo. También se le nombraría como senador del Reino.
En 1862 la reina Isabel II de las Españas le otorgó el título del marquesado de las Carreras por la reincorporación de Santo Domingo a la nación española.

## Primeros años

### Nacimiento y familia
Nació el 29 de junio de 1801 en la ciudad de Concepción de Hincha, la tercera mayor ciudad de Santo Domingo, excolonia española que había sido recién anexionada por Francia el 16 de enero de 1801.
Sus padres fueron Petronila Familias Carrasco y Pedro Santana, ambos de origen canario y propietarios de tierras en el valle del Artibonito. Durante la reconquista española de Santo Domingo, su padre destacó al perseguir por cuatro horas al gobernador general de la Colonia de Saint-Domingue, Jean-Louis Ferrand, después de la batalla de Palo Hincado, hasta que Ferrand se suicidó. Santana decapitó el cadáver y llevó la cabeza como trofeo a la ciudad de Santa Cruz del Seibo, donde se la entregó al caudillo Juan Sánchez Ramírez. En 1818 fue nombrado Comandante de Armas de Hincha por el gobernador, intendente y capitán general de Santo Domingo, don Carlos de Urrutia y Montoya. Tuvo un hermano gemelo llamado Ramón y otro hermano llamado Florencio, que era discapacitado (mudo, demente y paralítico).
Los terribles sucesos de los que la región cercana a la ciudad de Hincha fue teatro finales del siglo XVIII determinaron que su acomodada familia se trasladase a la región del Cibao y luego radicándose en El Seibo, donde finalmente se dedicarían a la ganadería.

### Juventud y matrimonio
Pedro se dedicaría en haciendas y cortes de madera, tras haber asistido a la escuela seybana donde aprendió a leer de corrido, la caligrafía y realizar operaciones matemáticas básicas. Durante su adolescencia, solo leyó el catecismo.
En 1821, Santo Domingo se independizó de España gracias a la revolución liderada por José Núñez de Cáceres, no obstante, Jean-Pierre Boyer, presidente de la vecina República de Haití, aprovechó la falta de un Gobierno sólido y las divergencias de opinión entre los dominicanos para apoderarse del territorio. Según relata Pedro en una carta de 1848, el pueblo dominicano se vio obligado a someterse a la dominación haitiana: «para sustraerse de las fatales consecuencias de una guerra civil, que hubiera estallado a finales del año 1821». Los haitianos oprimieron a los dominicanos, especialmente a los blancos, y Pedro fue uno de los más impacientes ante estos ultrajes y no permitió que los haitianos cometieran robos en su hacienda. Se dice que el Gobierno haitiano lo reprendió por las quejas de los haitianos sobre su comportamiento.
Pedro fue incorporado en la Guardia Nacional haitiana, ya que era obligatorio, y se desempeñó en la caballería, llegando a ascender a capitán. También obtuvo el cargo de vocal del consejo de notables o regidor del ayuntamiento de la ciudad del Seybo.
La primera novia de Santana fue la doncella María del Carmen Ruiz, apodada Maruca, descrita como muy hermosa y simpática. Desafortunadamente, cuando todo estaba listo para su matrimonio, Ruiz viajó hacia la villa de San Dionisio de Higüey para cumplir una promesa a Nuestra Señora de la Altagracia y cuando regresaba al Seybo, su caballo se asustó y ella se estrelló contra una roca y murió. La muerte de su prometida le causó una profunda depresión y tristeza a Pedro, por lo que su hermano Ramón decidió llevarlo consigo a visitar su novia Froilana Febles Rivera, que residía en el Seybo. Pedro se enamoró de la suegra de su hermano, doña Micaela Antonia Rivera de Soto, la rica viuda del hacendado Miguel Febles Valenilla (quien fuera uno de los hombres más ricos del territorio dominicano), y se casó con ella. Este matrimonio fue muy infeliz pero le otorgó a Pedro poder e influencia en el Sureste dominicano.

### La Reforma e intriga independentista
En el año 1843, la isla experimentó por una revolución conocida como la Reforma, liderada por el general Charles Rivière-Hérard para derrocar a Boyer. La insurrección se inició en la ciudad de Los Cayos y se extendió a la parte española, contando con la participación de Pedro, quien ya ocupaba el cargo de coronel de la Guardia Nacional del Seybo. Pedro hizo referencia a su papel en la Reforma en un manifiesto emitido en mayo de 1844, donde expresó:

“todo el mundo sabe, que no tuvimos otros, que las persecuciones, calumnias y atropellamientos. Yo mismo (como otros muchos) os lo compruebo, recordandoos que despues que adherido à su causa, hice pronunciar las comunes de Higuey, Seybo y Llanos que les hubieran sido imposibles contar con ellas, cuanto obtuve, fue persecucion y desprecio; y estas mismas comunes que tan de buena fé como yo, procedieron, se pusieron bajo el duro mando de los suyos para que las oprimieran y subyugaran mas y mas.”

El 3 de mayo de 1843, el capitán Juan Pablo Duarte y Díez llamó a Ramón para la conspiración que buscaba la separación de la parte española de la isla de la República Haitiana. Ramón aceptó unirse a esta causa y fue nombrado coronel de las tropas en el Seybo. Sin embargo, Ramón expresó: «El jefe debe ser mi hermano Pedrito, que le gusta mandar y sabe entender bien a la gente; yo me conformo con servir bajo sus órdenes».
A través de Juan Esteban Aybar y Bello, se comunicó el plan independentista a Pedro y se le pidió su colaboración. Pedro respondió: «Sí, estoy dispuesto a contribuir a la Revolución, pero yo mando».
En julio de 1843, el nuevo presidente haitiano, Charles Rivière-Hérard, dirigió un poderoso Ejército hacia la parte española de la isla, donde los patriotas dominicanos se estaban preparando para liberarse del dominio haitiano. El presidente haitiano persiguió a los miembros del movimiento independentista, y entre los perseguidos se encontraban los hermanos Santana, a quienes acusaron de intentar sublevar a los habitantes del Seybo. El líder haitiano obligó a los hermanos Santana a trasladarse a la ciudad de Santo Domingo, cerca de la Plaza de Armas, y desde entonces debían presentarse diariamente en el Palacio de Borgella. Cuando conoció a Pedro, Charles Hérard comentó ante sus oficiales que Pedro podría ser el único capaz de liderar un movimiento separatista.
El jefe de Estado haitiano ordenó que fueran detenidos y llevados a la ciudad de Puerto Príncipe. Sin embargo, mientras los trasladaban hacia Haití, lograron escapar de sus guardianes y huyeron en Sabana Buey, cerca de la ciudad de Baní. Fueron ocultados en un lugar llamado Matanzas, por la pareja conformada por Luis Tejeda y Rosa Pimentel, quienes luego los llevaron a la pequeña localidad de Los Médanos, cerca de las Salinas de Puerto Hermoso. Posteriormente, se refugiaron en la hacienda de Pedro, llamada El Prado, donde permanecieron ocultos, ya que el Comandante de Armas del Seybo había recibido órdenes de arrestarlos. A pesar de que Hérard había ofrecido un empleo militar y 200 gourdes como recompensa por información sobre su paradero, no fueron delatados, gracias a su gran influencia, según el historiador haitiano Thomas Madiou.
Posteriormente, Juan Contreras fue enviado al Seybo para que los hermanos Santana firmaran el manifiesto del 16 de enero de 1844.

## Campaña y ascenso al poder de 1844

### La Campaña del Este y la Expedición a Azua

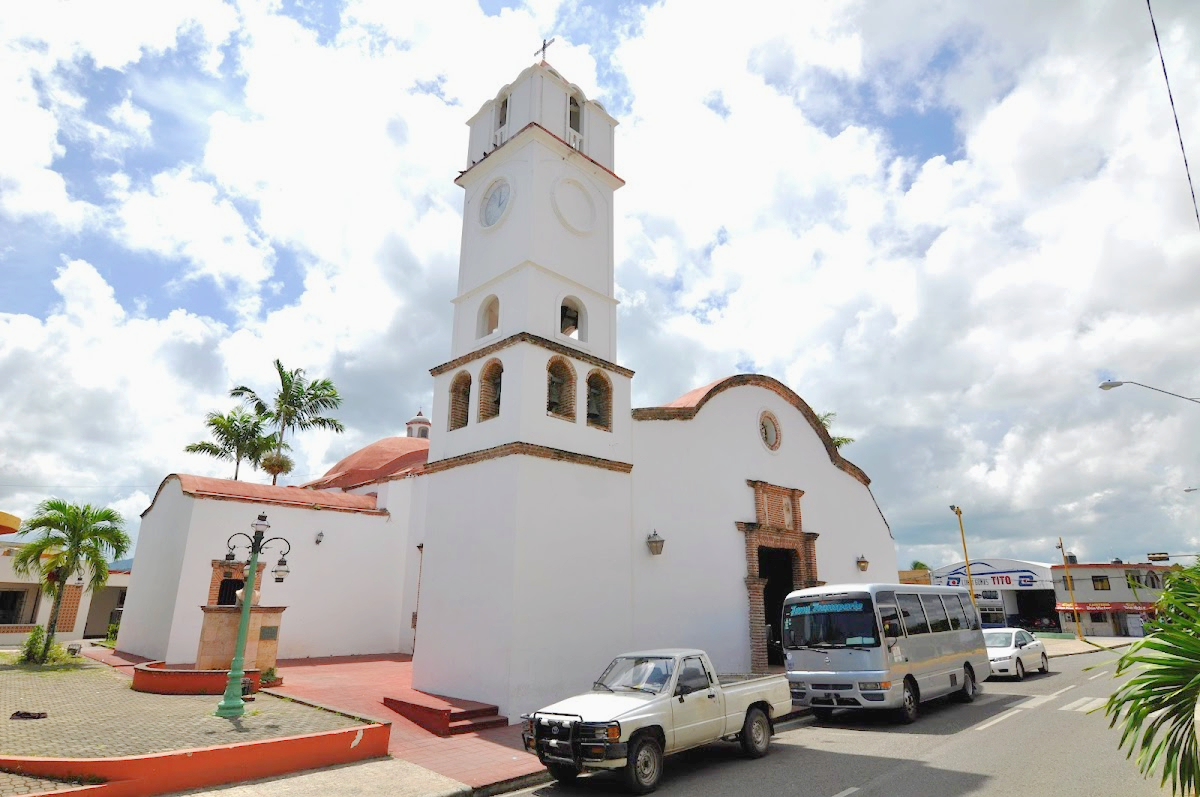
Proclamaron la independencia dominicana los hermanos Santana frente a la actual Basílica de la Santísima Cruz en El Seibo.

En la noche del 25 de febrero de 1844, la gente de la Candelaria, Magarín, Isabelita, San Francisco y de la Higuera, bajo el mando de Pedro, ingresó en la población por el lado del Cementerio y por Asomante, asaltaron la Comandancia de Armas del Seybo al grito de «¡Viva la libertad!» y apresaron al comandante haitiano Félix Richiez, amarrándolo en la hamaca en la que dormía. Los haitianos se llenaron de pavor y los muertos cayeron en las calles empedradas. Movido por la compasión, Ramón exclamó: «no maten más».
Proclamaron la independencia por primera vez frente a la vieja Iglesia del pueblo y fueron aclamados como coroneles. Luego, emprendieron una operación contra San Dionisio de Higüey, que inicialmente resistió, pero finalmente cedió, logrando que la villa se pusiera del lado de los rebeldes dominicanos. Además, hicieron que las villas de San José de Los Llanos y Hato Mayor se pronunciaran a favor del movimiento.
Los hermanos Santana marcharon al frente de 600 lanceros hacia Santo Domingo, donde también se declaró la insurrección después de que los rebeldes supieran que las tropas de los hermanos Santana se dirigían allí. La noticia se propagó en la ciudad gracias a José Cedano y tres seybanos.
En la madrugada del 28 de febrero, los hermanos Santana ingresaron a Santo Domingo. Allí, fueron recibidos por el presidente de la Junta Central Gubernativa de la República Dominicana, Tomás Bobadilla y Briones, quien era el jefe del Estado revolucionario. La llegada de estas tropas causó regocijo en todas partes, y la Junta Gubernativa se apresuró a proveerlos de armas para enfrentar a las fuerzas haitianas. La primera visita de Pedro fue al cónsul del Reino de Francia, Eustache Juchereau de Saint-Denys, para ponerse a disposición de dicho país y expresar su devoción, adhesión y admiración por los franceses. Pedro y Ramón eran partidarios del protectorado francés en el país.
El 7 de marzo de 1844, la Junta de Gobierno ascendió a Pedro Santana Familias al rango de general de brigada y lo nombró jefe de la Armada Expedicionaria de la frontera Sur, dándole el derecho de reclutar hombres en edad de integrarse a la milicia. Su nombramiento como jefe de la Armada Expedicionaria del Sur se debió a su capacidad para congregar en torno a su persona a un gran número de hombres.
La noticia del movimiento rebelde se propagó rápidamente en Puerto Príncipe, donde se recibieron cartas del coronel Deo Hérard y del Consejo municipal de la ciudad de Compostela de Azua, presidido por el corregidor Ramón Buenaventura Báez Méndez. Estas cartas llevaron a la Asamblea haitiana a autorizar a Charles Hérard a sofocar la rebelión en la parte española de la isla. El 9 de marzo, la Junta fue convocada de urgencia para discutir la reconquista de Hérard y tomar los preparativos necesarios para defender el territorio bajo posesión del Gobierno revolucionario. En un ambiente tenso, Tomás Bobadilla preguntó: «¿cuál de los presentes se brinda a comandar las tropas dominicanas para tratar de repeler la invasión?». Todos los presentes guardaron silencio, y el jefe de Estado dominicano repitió la misma pregunta sin éxito. Entonces, el general Pedro Santana respondió: «Si no hay quién vaya yo voy, mi ejército me acompaña».
El 13 de marzo, Pedro Santana salió hacia Compostela de Azua con un Ejército de 2 000 hombres, entre los que contaba hateros y monteros del Seybo, Hato Mayor e Higüey.
El 16 de marzo, los dominicanos recibían la noticia de que el general haitiano Alexandre Souffront llegaba a la villa de Santa Cruz de Neyba con 10 000 soldados. Un mensajero enviado a Santana, desde El Maniel, informaba que el Ejército haitiano «invade ya el territorio». Santana se entera así de que las tropas de Alexandre Souffront han sido retrasadas por las emboscadas, pero las tropas de Hérard ya se encontraban cerca de la ciudad de Azua.
A las cuatro de la madrugada del 17 de marzo, una carta llegó desde Azua que alertaba sobre la cercanía de las numerosas fuerzas haitianas. A la misma hora, Santana envió una carta al comerciante anglo-judío Abraham Cohen, prestamista de la Junta y representante de la Casa Rothschild en la isla, informándole que Hincha, las villas de Las Matas de Farfán y San Juan de la Maguana no habían declarado la independencia debido a la llegada del Ejército de Haití y le pidió que intercediera ante Eustache de Saint-Denys, para que: «vea si hay posibilidad de poner a mi disposición las tropas francesas que necesitamos para contrarrestar los enemigos para cuando yo les avisé».
Al día siguiente, Santana y sus hombres llegaron a Azua para unirse a las tropas de la región Sur. Estaban bajo el mando de coroneles como Manuel de Regla Mota y Álvarez, Antonio Duvergé Duval y José María Cabral y Luna, y el teniente Vicente Noble, reunidos todos en Azua.
A las tropas que ya estaban al principio en el campo de combate, se unieron más refuerzos recibidos desde Jacmel, que era la zona que más soldados había «aportado al ejército haitiano en esta campaña». La llegada de estos refuerzos indicaba que los haitianos sabían la disposición de ser enfrentados por parte de los dominicanos.
Las operaciones del Ejército dominicano estaban bajo el control superior de Santana. Se hizo acompañar del coronel Antonio Duvergé Duval, quien estaba encargado de velar por los diferentes flancos durante la batalla, y contó con refuerzos llegados desde Baní y de la misma Azua. El Ejército dominicano combatió con dos cañones, uno manejado por el capitán Francisco Soñé y el otro por el teniente José del Carmen García.
Al amanecer del 19 de marzo, se libró la batalla homónima. La vanguardia haitiana, bajo el mando del general Tomás Héctor, intentó un asalto contra los insurgentes dominicanos. Los haitianos pronunciaron su «¡Quién vive!» al que los dominicanos respondieron con el grito de «¡dominicanos libres!».
La batalla fue feroz y costosa para los haitianos. Sufrieron grandes pérdidas debido a los disparos de los insurgentes dominicanos y a la emboscada de los fusileros. La derecha de Tomás Héctor fue particularmente diezmada por el fuego de los fusiles dominicanos y se vio obligada a intentar desalojar a los tiradores rebeldes. Sin embargo, fueron sorprendidos por una ráfaga de metralla proveniente de un cañón de menor calibre cerca del antiguo convento de Las Mercedes, lo que los forzó a retirarse en desorden.
A pesar de las bajas sufridas, los haitianos, alentados por la valentía de Héctor y otros oficiales, volvieron al ataque y la lucha se extendió por toda la línea oeste, incluso llegando al recinto de la plaza por el camino del Barro. Allí, las tropas haitianas se enfrentaron a las tropas fusileras lideradas por Antonio Duvergé Duval y Vicente Noble. En la retaguardia, el regimiento de macheteros del teniente Nicolás Mañón resistió los ataques haitianos en el Fuerte Resolí.
Después de tres horas, las fuerzas haitianas se retiraron por órdenes de Hérard, siendo perseguidas por los pocos fusileros de Santana hasta el río Jura, donde se atrincheraron, llevándose sus heridos y dejando unos 50 cadáveres de oficiales y tropas. De los hombres de Santana, solo 800 entraron en acción, habiendo sido sus pérdidas insignificantes, con un total de tres muertos, incluyendo a Nicolás Mañón. Era la primera vez que Santana se vio dirigiendo operaciones militares, y sus disposiciones no pudieron corresponder con exactitud a las indicadas por el arte de la guerra; pero contaba con el esfuerzo común, con el anhelo de vencer y aquello que hizo que la victoria fuera espléndida.

### La retirada de Azua y su regreso a la Capital

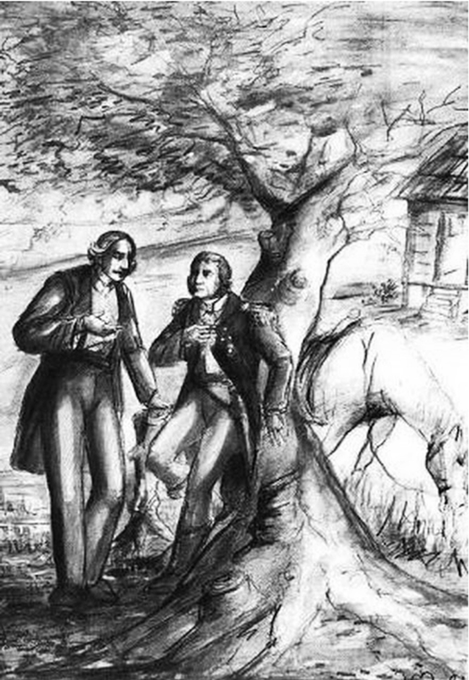
Duarte y Santana en Sabana Buey.

En la noche del 19 al 20 de marzo de 1844, Pedro Santana abandonó el campo de batalla de Azua y se retiró a Sabana Buey en Baní, después de asegurar los puestos avanzados de El Número, El Memiso y El Maniel, posibles rutas que podrían utilizar los haitianos en su avance hacia la capital. La salida de Azua se debió a factores como la inferioridad militar y numérica de las tropas sublevadas y a la falta desesperante de armamento. La actuación de Santana en relación con la retirada de Azua le valió críticas por parte de sus futuros enemigos. Cuando Hérard y Souffront se enteraron de la retirada de Santana, ingresaron a Azua acompañados de refuerzos de dominicanos leales a Haití provenientes de la ciudad de San Gabriel de las Caobas, Las Matas de Farfán, San Juan de la Maguana y Santa Cruz de Neyba. Los haitianos se apoderaron de los cañones y otras provisiones que Santana había dejado.
El 23 de marzo, Santana se reunió con el general de brigada Juan Pablo Duarte, líder de los filorios o duartistas, quien había llegado con órdenes de la Junta para cooperar o reemplazar a Santana en caso de necesidad en la jefatura de la Armada Expedicionaria del Sur. El líder de los duartistas sugirió un ataque a Hérard por la retaguardia, pero Santana decidió consultar a los jefes y oficiales bajo su mando antes de tomar una decisión. Los oficiales de Santana deseaban atacar a Hérard sin la intervención del general Juan Pablo Duarte. El caudillo de los duartistas se impacientó y presentó quejas ante la Junta, pero fue cesado de su labor en Baní.
Después de su ascenso al empleo de general de división, Santana se comunicó con Bobadilla en una carta del 14 de abril de 1844. En dicha misiva, Santana expresó su preocupación acerca del ataque haitiano en El Maniel y planteó la posibilidad de que entre las fuerzas enemigas hubiera una «multitud de españoles [dominicanos]; y posesionados ellos de seis pueblos españoles [dominicanos], nos harán la guerra con los nuestros ya nuestros gastos, en tanto que nosotros nos arruinamos, con nuestros trabajos todos paralizados y con la fatiga de un arte tan penoso como el de la guerra ya que los nuestros no están acostumbrados». Además, Santana reconoció la necesidad de buscar ayuda externa para asegurar la victoria, mencionando que «mientras mas dure la lucha, mas incierta tenemos la victoria. Si como hemos convenido y hablado tantas veces, no nos proporcionamos un socorro de ultramar...».
En Haití, se desató una rebelión en Los Cayos contra Hérard, quien envió a los generales Jean-Baptiste Riché y Guillaume Fabre Nicolas Geffrard para sofocarla. Sin embargo, los generales Jean-Louis Pierrot y Philippe Guerrier se pronunciaron en contra de Hérard, y Guerrier logró tomar el poder en Haití. Ante su destitución, Hérard se retiró a Puerto Príncipe y dejó el mando de las tropas a Souffront y Héctor. El 9 de mayo de 1844, el Ejército haitiano abandonó Azua y la incendió, junto con una parte de la villa de San Juan. Después de la retirada haitiana, Santana cambió su postura de inseguridad y llegó a escribir en una proclama: «Ellos están impotentes y no pueden resistir. El triunfo es nuestro».
Durante una corta visita a la capital, Santana se entrevistó con el cónsul Saint-Denys el 19 de mayo. Santana declaró que él, su hermano y sus tropas estarían dispuestos a enfrentar cualquier propuesta que amenazara cambiar el proyecto de protectorado francés a su estado original, incluso mediante el uso de la fuerza, en caso de que Francia aceptara su oferta. Expresó su oposición a cualquier dominación extranjera que no fuera francesa, y también afirmó que el país sería feliz si fuera apoyado por Francia y administrado por sus consejos. Sin ella, el país solo tiene perspectivas de guerra civil, desorden y emigración.
El 9 de junio de 1844, la República Dominicana experimentó un evento tumultuoso cuando los duartistas liderados por su caudillo y el coronel José Joaquín Puello Castro, perpetraron un golpe de Estado que destituyó al presidente José María Caminero y Ferrer. Aunque el golpe de Estado parecía ser antifrancés, en realidad no afectó la posición del protectorado francés en el país ni la de Saint-Denys, no obstante los duartistas hicieron propaganda en el Cibao diciendo que la parte española había sido vendida a Francia. Esto creó una imagen negativa de los franceses en la ciudad de Santiago de los Caballeros, lo que afectó a algunos líderes militares de dicho origen como el general José María Imbert, jefe de la batalla del 30 de marzo.
La nueva Junta nadie la quería obedecer, causando aquello que reinase la anarquía en el país e incluso nacería una corriente que buscaría independizar el Cibao de la república. Seis días luego del golpe de Estado, falleció su hermano Ramón y a raíz de ello solicitaría a la Junta que le dieran de baja en su cargo de general en jefe del Ejército del Sur, para retirarse a la capital por algunos días a reponer su salud y encargarse de los negocios de su difunto hermano.
El 3 de julio de 1844, en la Plaza de Armas de Azua, Santana se presentó dispuesto a entregar su mando de jefe del Ejército del Sur al coronel José Esteban Roca y Comas, quien fue destinado provisionalmente a ejercer la jefatura hasta la llegada del ahora presidente Francisco del Rosario Sánchez, designado por la Junta para ocupar el cargo el 23 de junio. El traspaso no se pudo efectuar debido a que las tropas del Ejército del Sur se negaban a consentir en separarse de Santana, como lo expresó el coronel Manuel Mora con el grito: «¡No queremos al coronel Roca ni permitiremos que nos quiten a Santana!». Al no poder efectuarse el cambio de mando, Santana y José Esteban Roca y Comas convinieron en suspenderlo para dar cuentas a la Junta. De forma espontánea, el Ejército acompañó a Santana y lo proclamó Jefe Supremo de la República, aunque él declinó aceptar el título. Al día siguiente, se produjo la proclamación de Juan Pablo Duarte como presidente de la República en Santiago de los Caballeros, por parte del general de brigada Ramón Matías Mella Castillo, quien desconoció la autoridad de la Junta de su propio compañero.
Desde que se supo de la partida y próxima llegada de Santana, la Junta se vio influenciada por el general de brigada José Joaquín Puello. Los rumores difundidos por los aliados de Santana, que aseguraban públicamente que él venía a enseñarles una lección, llevaron a la Junta a tomar una decisión: Santana sería recibido si llegaba solo, pero sería rechazado con fuerza militar si intentaba ingresar a la ciudad con sus tropas. Se hicieron preparativos secretos durante varios días en previsión de este posible enfrentamiento. La alarma se propagó rápidamente y los seguidores de Santana se apresuraron a buscar armas, aumentando así la probabilidad de un conflicto inminente. La situación se tornó crítica, especialmente para los franceses que se encontraban en peligro. El cónsul de Francia intervino enérgicamente, llegando incluso a amenazar con retirarse junto a los ciudadanos franceses si la Junta persistía en usar la fuerza contra Santana. Esta acción audaz tuvo un impacto significativo en la capital y llevó a la Junta y al general José Joaquín Puello a adoptar una postura más moderada y conciliadora. Francisco Sánchez, tras hablar con Saint-Denys sobre la entrada de Santana, se dirigió a la villa de San Cristóbal para coordinar con él los preparativos de su entrada en la capital. El 12 de julio, ingresó a la capital en medio de vítores y se unió al Estado Mayor del Ejército del Sur para ratificar el reconocimiento de la Junta a la independencia y la protección por parte de Francia.

### Golpe de Estado de julio
El 13 de julio, a las siete de la mañana, Santana se presentó en la Plaza de Armas de la ciudad con todas sus tropas reunidas y les dirigiría una alocución de abnegado patriotismo. Manifestó sobre su deseo de retirarse de la vida pública y ofreció su dinero y servicios para defender nuevamente al país si fuera necesario. Invito a todos los ciudadanos a la concordia y a la unidad, y al concluir expresó: «Yo no tengo ambición alguna, yo no deseo otra cosa que vuestra felicidad y la gloria de mi pais. Si mis charreteras pueden ser perjudiciales á los intereses de la patria, yo las entregaré á vosotros, mis compañeros de armas, que me las habéis confiado». Un grito de entusiasmo surgió del Ejército del Sur, enteramente devoto de Santana; este hizo el movimiento de arrancar de sus hombros las charreteras, pero los oficiales de su Estado Mayor se opusieron; en la Plaza de Armas y por todos lados se oían los gritos de aclamaciones diciendo: «viva el general Santana! viva el salvador de la patria! viva el presidente Santana!». Inmediatamente, miles de personas gritaron «Abajo la Junta», y con el apoyo del Ejército y del pueblo, Santana fue investido con poderes dictatoriales ilimitados bajo el título de Jefe Supremo, desconociendo así la Junta. Tras consultar con su Estado Mayor, Santana anunció al pueblo que no deseaba gobernar solo el país y que procedería de inmediato a establecer un Gobierno provisional hasta la formación de un Gobierno definitivo. La noticia de esta declaración fue bien recibida.
El 14 de julio, Santana leyó entre vítores su proclama en la que declinaba la dictadura, llamándole: «el peligroso cargo de dictador, tan funesto a aquellos pueblos que se han visto en la necesidad de ensayarlo». Decidió también que se procedería sin demora a la convocatoria de los Colegios Electorales para nombrar una Asamblea constituyente y proceder a la formación del Gobierno definitivo. Finalizaría llamando a la unidad con el lema triádico: «¡Indulgencia, paz, unión!». Esto fue resultado de la conversación que tuvo en la noche pasada con Saint-Denys, quien le aconsejó volver a los principios del manifiesto del 16 de enero, rechazar la dictadura, restituir a los miembros de la Junta que habían sido expulsados por el golpe del 9 de junio, conservar la Junta y asumir la presidencia de la misma pero conservando sus poderes. A pesar de la oposición de sus consejeros íntimos que estaban a favor de una dictadura completa sin Junta, Santana se mantuvo firme en su decisión y redactó apresuradamente esa noche la proclama donde rehusaba la dictadura. El 15 de julio, Santana se reunió con la Junta para informarles de su reforma.

### Presidente de la Junta Central Gubernativa
El 16 de julio de 1844,, cuando se reorganizó la Junta y Santana ocupó la presidencia, conservando el título de Jefe Supremo. La Junta se declaró permanente hasta restaurar el orden, y estuvo conformada por figuras como Tomás Bobadilla, Carlos Moreno, Toribio Mañón, José Ramón Delorve, Félix Mercenario, los generales Manuel Cabral Bernal, Francisco del Rosario Sánchez y Manuel José Jimenes González, y el coronel Lorenzo Santamaría como secretario. Sin embargo, el general de brigada Sánchez no permaneció mucho tiempo debido a su negativa a enfrentarse a Juan Pablo Duarte. La nueva Junta se dedicó incansablemente a restablecer el orden y la confianza, y al día siguiente ratificó el decreto del 1 de marzo anterior, que abordaba la esclavitud y la declaraba «contraria a la libertad natural, a los principios eternos de la Religión, de la razón y de la sana política». Además, se estableció la pena de muerte para aquellos ciudadanos involucrados en la compra o venta de esclavos africanos.
El 24 de julio, el doctor Tomás de Portes e Infante, vicario general de la arquidiócesis de Santo Domingo, publicó una carta pastoral, validando el régimen, afirmando que no obedecer a Santana y la Junta era una ofensa a Dios, amenazado con excomunión a aquellos que no acataran sus designios.
Mientras tanto, la Junta convocó a elecciones para un Congreso Constituyente y reafirmó su posición en contra de restablecer la esclavitud, la cesión de territorio a otros países y el reconocimiento de Juan Duarte como presidente. En aquellos instantes, Duarte contaba con la adhesión de ciudades como Santiago, Moca, Puerto Plata y Concepción de la Vega, pero su facción era minoritaria y carecía de un soporte militar significativo.
El general Ramón Matías Mella Castillo, convencido de la imposibilidad de enfrentarse a Santana y temiendo una guerra civil desfavorable, propuso la idea de celebrar elecciones con Duarte como candidato a la vicepresidencia y Santana como candidato a la presidencia. Sin embargo, esta propuesta fue rechazada por Santana.
El 28 de julio, Santana hizo una proclama en la que acusó a Duarte de ser colombianófilo y le reprochó su nula participación en la conformación de la república, debido a que se hacía llamar «libertador de los dominicanos»:

“ese libertador de nueva especie se encontraba en Curazao tranquilo y seguro, cuando el pronunciamiento de los dominicanos; ese libertador de nueva especie no ha contribuido ni con un solo maravedí para las exijencias de la República; ese libertador de nueva especie, se paseaba sosegadamente por las calles de la Capital, mientras que los buenos patriotas, los verdaderos héroes, hacian todo genero de sacrificios y arrastraban á la muerte en los combates para darnos patria y libertad.”

El apoyo a Duarte en el Cibao fue retirado cuando Ramón Matías Mella Castillo dejó Santiago y fue arrestado. El general Francisco Antonio Salcedo, inicialmente leal a Duarte, promovió un pronunciamiento en Santiago y Moca que devolvió el control de esas ciudades a la Junta, y fue respaldado por el comandante Bartolo Mejía en Concepción de la Vega. En agosto, la Junta declaró a los principales líderes duartistas (Mella, Sánchez y Duarte) como «traidores e infieles a la Patria», destituyéndolos de sus cargos y condenándolos al exilio perpetuo junto con los últimos remanentes duartistas.

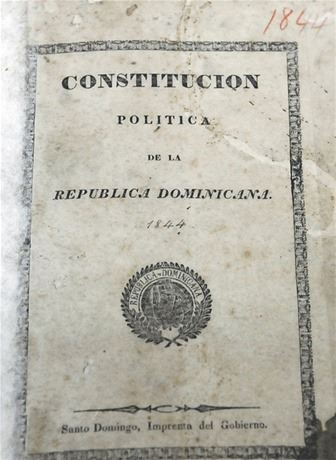
Constitución de San Cristóbal.

Tras superar los conflictos internos, el Congreso se estableció el 24 de septiembre de 1844 en San Cristóbal con el propósito de redactar una nueva Constitución que reemplazara al manifiesto de enero, que hasta entonces había servido como Constitución provisional. La nueva ley fundamental estuvo influenciada por las constituciones estadounidense, la española de 1812 y la haitiana de 1843. El primer artículo de la Constitución estableció que el Gobierno del Estado sería esencialmente civil, republicano, popular, representativo, electivo y responsable. Sin embargo, Santana insistió en mantener un Gobierno militar mientras durara la guerra, y la Asamblea condescendió a través del artículo 144, que permitía a los generales ejercer funciones de jefes políticos superiores (gobernadores) con atribuciones militares y civiles.
Se estableció la fe católica como la religión oficial del Estado y se mantuvo la libertad de culto impuesta por Haití en la década de los 20s. Casi al finalizar la redacción de la Constitución, se incluyó el controvertido artículo 210, que establecía: «Durante la guerra actual y mientras no esté firmada la paz, el Presidente de la República puede libremente organizar el ejército y armada, movilizar las guardias de la nación; pudiendo, en consecuencia, dar las órdenes, providencias y decretos que convengan, sin estar sujeto a responsabilidad alguna». Aunque existen diferentes versiones sobre su origen, solo Saint-Denys se atribuyó la autoría del artículo 210 en su carta del 30 de noviembre de 1844 dirigida al ministro de Asuntos Exteriores de Francia, François Pierre Guizot:

“El proyecto de Constitución negaba al presidente, reservándolo exclusivamente al Congreso, el nombramiento de los oficiales de un grado superior al de teniente–coronel. Mis consejos han prevalecido y la Constitución definitiva le ha acordado no solamente atribuciones muy extensas, sino también un poder casi dictatorial y sin responsabilidad para el caso en que la salud de la República pudiera ser comprometida, hasta la conclusión de la paz con los haitianos. La contradicción que existe con motivo de la responsabilidad del presidente, entre el párrafo 13 del artículo 102 y el artículo 210 atestigua la precipitación con la cual han sido discutidos y votados los últimos artículos de esta carta constitucional de los dominicanos.”

El artículo 210 transformó el régimen liberal original en un régimen híbrido. El 6 de noviembre de 1844 se promulgó la Constitución, y dos días después Santana fue electo presidente constitucional por la Asamblea y de modo excepcional fue nombrado por dos períodos consecutivos de cuatro años, por lo que debía gobernar hasta el 15 de febrero de 1852.

## Primera Presidencia (1844-1848)

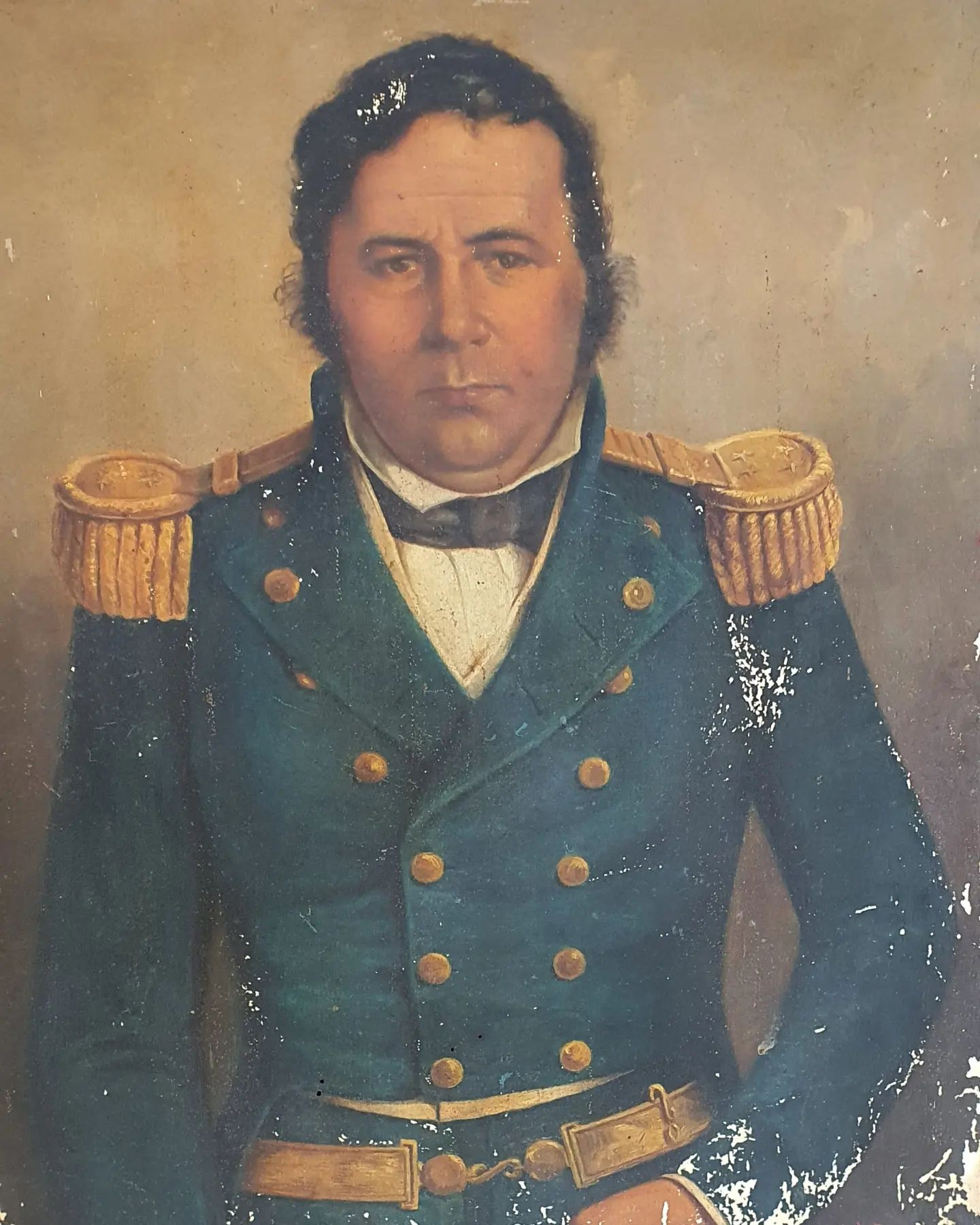
Retrato del General Pedro Santana. Obra de Tuto Báez.

El 13 de noviembre de 1844, Pedro Santana prestó juramento constitucional ante la Asamblea, jurando guardar y hacer guardar la Constitución y las leyes del pueblo dominicano, respetar sus derechos, y mantener la independencia nacional. El 14 de noviembre, conformó su primer gabinete de Gobierno, que reemplazó la estructura de la Junta. Designó a Tomás Bobadilla, considerado por Saint-Denys como la personificación del gabinete, como ministro de Relaciones Exteriores, Justicia e Instrucción Pública; a Ricardo Ramón Miura Logroño en Hacienda y Comercio; a Manuel Cabral Bernal en la cartera de Interior y Policía; al genera de división Manuel José Jimenes González como encargado de Guerra y Marina.
Durante su gestión se llevaron a cabo diversas acciones para establecer un Gobierno regular en la recién proclamada República Dominicana. Se convocaron los colegios electorales para elegir a los miembros del Tribunado y del Consejo Conservador, que comenzaron sus funciones en mayo de 1845. Durante esa legislatura, se promulgaron leyes fundamentales que abarcaban áreas clave como la organización electoral, la administración provincial, el sistema judicial, la educación pública y la abolición de patronatos y vinculaciones. Una de las medidas más destacadas fue la adopción de los códigos de la Restauración francesa, que eran una adaptación del Código Napoleónico a la carta otorgada de 1814 de Luis XVIII de Francia. En ese momento, no era factible elaborar códigos específicos para el país, pero se procuró ajustarlos a las circunstancias locales. Esto dotó a la República Dominicana un marco legal que facilitó su consolidación y progreso.
Durante este periodo, la guerra con Haití continuaba, con enfrentamientos en el norte y el sur. Sin embargo, las tropas dominicanas lideradas por los generales Francisco Antonio Salcedo, José María Imbert, José Joaquín Puello y Antonio Duvergé lograron repeler las invasiones haitianas gracias a su energía y valentía, lo cual contribuyó a mantener la tranquilidad interior y la seguridad del país. No obstante, Haití continuó ocupando diversas poblaciones, entre ellas las ciudades de Hincha, San Gabriel de las Caobas, San Miguel de la Atalaya y San Rafael de la Angostura, a pesar de que se lograron breves intentos por parte de las fuerzas dominicanas para tomar el control de algunas de estas ciudades, no se logró mantener su dominio en ellas.
Durante su mandato, Santana se vio envuelto en intrigas palaciegas y conspiraciones. En febrero de 1845, enfrentaba dificultades debido a errores, impopularidad y ambiciones egoístas de sus ministros, así como amenazas de contrarrevolución. Consciente de su incapacidad para liderar el país y preocupado por evitar derramamiento de sangre, buscaba apoyo en Francia, pero con menos certeza que antes. Durante ese mes, se descubrió una conspiración en la que estaban implicados la tía y el medio hermano del expresidente Francisco Sánchez, María Trinidad y Andrés. Fueron acusados de planear cambiar el gabinete y proclamar a Santana como dictador vitalicio, con el objetivo real de dar un golpe de Estado y traer de vuelta a los exgenerales Sánchez y Ramón Matías Mella a la isla. Los conspiradores se negaron a revelar la identidad de otros implicados y fueron condenados a muerte, siendo ejecutados el 28 de febrero. Aunque Santana fue acusado por sus enemigos de ser el autor e instigador de las muertes, Sánchez nunca culpó a Santana y, de hecho, lo elogió públicamente en 1853, llamándole: «el Padre del pueblo, el elegido de la Providencia por tantas veces para salvar la Patria». Se presume que el genera Manuel José Jimenes González, el único ministro que no sería echado tras el cambio ministerial, estuvo detrás de esta conspiración.
Bobadilla, por su parte, mostró desconfianza hacia los gestos de simpatía francesa por su país y pasó de ser un ardiente partidario de Francia a defender los intereses de España. Según Saint-Denys, se debió a su creciente impopularidad y a su deseo de presentarse como víctima de su devoción al para ganarse el favor del Gobierno de la isla de Puerto Rico. Este cambio coincidió con la llegada de su padre y hermano desde aquella isla. Posteriormente, en diciembre de 1845, la falta de confianza y unidad en el gabinete condujo a la indecisión del líder dominicano, generando descontento y esperanza entre sus opositores. Santana, desconfiando cada vez más de Bobadilla, intentó distanciarse de él sin apartarlo abiertamente al nombrar a Joaquín Puello como ministro del Interior, pero esto solo aumentó la división. Bobadilla finalmente reconoció el fin de su tiempo en el poder y presentó su renuncia en abril de 1846. El prestigio de Santana declinó, siendo culpado por las dificultades y desgracias que enfrentaba el pueblo y el Ejército. Mientras tanto, Manuel José Jimenes González aprovechó la oportunidad para ganar seguidores, aunque mostraba poca ambición y prefería mantener la paz y el orden.
A finales de 1847, se descubrió otra conspiración, ahora encabezada por Puello, ministro de Hacienda, con el objetivo de derrocar a Santana. Varios conspiradores, incluyendo al exministro Puello, fueron condenados a muerte y ejecutados. Ante el hecho, el presidente de Haití, Faustino Élie Soulouque, expresó su asombro diciendo: «Saben Ustedes que ese hatero tiene carácter! Ha hecho fusilar a su primer Ministro. Si, ese hatero tiene carácter!». La conspiración era peligrosa debido a la influencia de su líder en el Ejército y en la población negra, y se sospechaba de su intención de establecer una federación con los haitianos. Sin embargo, hay discrepancias sobre la participación real de Puello en esta conspiración.
En 1848, se aprobaron varias leyes importantes. Entre ellas se destacan la Ley Orgánica de Tribunales, necesaria para aplicar correctamente el código de procedimientos de la Restauración borbónica adoptado por la República Dominicana. Además, el presidente tomó medidas para combatir el agio del papel moneda, realizando un cambio de papel por metálico en el tesoro, lo cual generó una acusación contra el ministro de Hacienda que fue desestimada.
A pesar de que se han calificado algunas de las medidas tomadas por Santana como arbitrarias y violentas, especialmente por sus opositores, se argumenta que estas decisiones respondían a la necesidad de mantener el orden y la paz pública frente a conspiraciones que buscaban socavar las instituciones y apoderarse del poder. Santana demostró su disposición a regirse por las leyes generales cuando fue posible, como se evidencia en la derogación de un decreto sobre policía y comisiones militares cuando consideró que las leyes ordinarias eran suficientes para abordar las causas penales.

### Política Exterior (1844-1848)

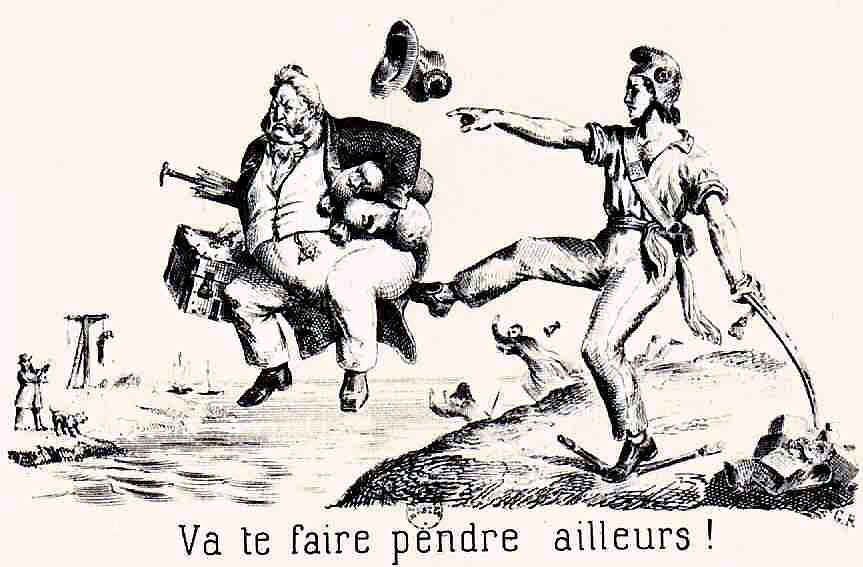
Caricatura de un republicano con gorro frigio pateando al depuesto rey de los franceses don Luis Felipe de Orleans a través del Canal de la Mancha hacia Inglaterra y le grita: «¡Hazte ahorcar en otro lugar!».

En el mes de diciembre del año 1844, Santana remitió la Constitución dominicana a diversos Gobiernos. Las cartas fueron despachadas a los Estados Unidos de América, Venezuela, Nueva Granada, Reino Unido de Gran Bretaña e Irlanda, la Capitanía General de Puerto Rico perteneciente al Imperio español, la Colonia de Curazao y Dependencias de los Países Bajos, la isla de Santo Tomás gobernada por Dinamarca, y también a Haití. Este acto buscaba demostrar la independencia de la parte española y afirmar la soberanía de la recién creada nación. En el mes de marzo de 1845, la Constitución fue enviada también a los Estados Pontificios.
No obstante, el Gobierno del rey Luis Felipe I de Francia, se negó a reconocer la independencia dominicana hasta que Haití lo hiciera. Según el tratado de 1838, Francia había reconocido la independencia de toda la isla como una entidad haitiana, y por ende, consideraba al Gobierno de la parte española como un Gobierno insurrecto. François Guizot sugirió que la República Dominicana asumiera parte de la deuda contraída por Haití con Francia, dado que el territorio dominicano había sido parte de dicha nación hasta 1844. Esta propuesta beneficiaría los intereses económicos y la influencia de Francia en el Caribe, y a su vez, disminuiría las posibles preocupaciones del Reino de Gran Bretaña e Irlanda. A pesar de que Santana rechazó en abril de 1845 las condiciones propuestas, el Gobierno dominicano posteriormente consideró la posibilidad de una compensación económica. En dicho año 1845, Francia rechazaría la propuesta de protectorado.
En mayo de 1846, se envió una misión a Europa con el fin de buscar el reconocimiento de la independencia por parte del Reino de España, Gran Bretaña e Irlanda y Francia. Sin embargo, tras un año de infructuosas negociaciones, en agosto de 1847 se tomaron nuevas medidas para buscar la intervención extranjera y poner fin a la guerra.
Fue después de la revolución francesa de 1848, que llevó a la abdicación del rey Luis Felipe I y a la proclamación de la República Francesa, cuando Santana vio la oportunidad de establecer un contacto directo con los miembros del Gobierno provisional francés en abril de 1848. Su objetivo era solicitar ayuda para evitar una inminente agresión por parte de Haití. Los emisarios del Gobierno dominicano, incansables en sus gestiones, lograron alcanzar un éxito inicial en mayo del mismo año, cuando el vizconde de Palmerston, secretario de Relaciones Exteriores del Reino Unido, concedió credenciales como cónsul británico en Santo Domingo a Robert Hermann Schomburgk, un ciudadano prusiano. Se le otorgaron poderes para negociar el reconocimiento de la república, tras las discusiones preliminares planteadas por los emisarios dominicanos en Londres.
Aunque Santana ya no se encontraría al frente del Gobierno desde agosto, sus esfuerzos diplomáticos lograron resultados positivos, obteniendo el reconocimiento de la independencia del Estado dominicano por parte de una nación por primera vez. Fue Francia quien tuvo el honor de hacerlo el 22 de octubre de 1848.

### Política Religiosa (1844-1848)

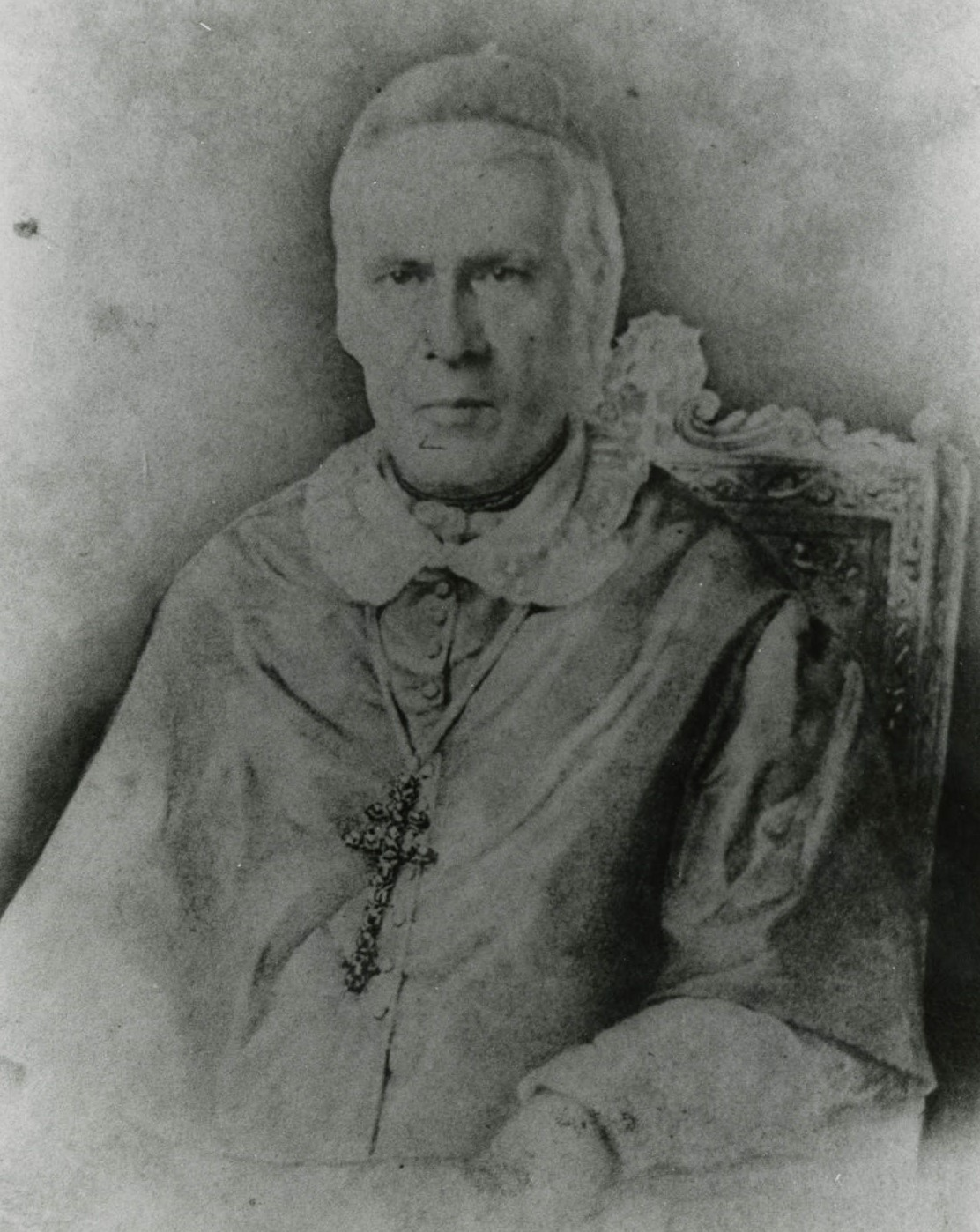
Portes fue opositor a la constitución y partidario de reformarla por socavar los derechos de la Iglesia.

Santana siempre fue muy católico y gran devoto de la patrona de la isla, Nuestra Señora de las Mercedes; en muchas de sus proclamas vitoreaba a la religión y en diciembre de 1846 realizó una visita a Higüey con el propósito de contemplar la imagen de la Virgen de la Altagracia, no obstante eso no lo liberaría de tener encontronazos con la Iglesia católica, siendo su principal adversario el vicario Tomás de Portes e Infante. La férrea oposición de Tomás de Portes e Infante se originaba a causa de los artículos 38, 94, 208 y 211 de la Constitución que abolían las capellanías, privilegios de fuero y los bienes eclesiásticos, los cuales eran contrarios y perjudiciales a la religión y la Iglesia. Aunque Santana no era anticlerical, no cedió ante las demandas del jefe del clero dominicano debido a su personalidad y ruda concepción del orden, que no permitían poner la posición de la Iglesia por encima de la constitución.
El 26 de marzo de 1845, Santana envió una carta al papa Gregorio XVI, junto con una copia de la constitución, en la que solicitaba que Tomás de Portes fuera designado arzobispo de Santo Domingo, primado de Indias, (como lo dispuso la Junta Central Gubernativa en 1844) incluyendo darle a Portes u otro presbítero, las facultades para un Concordato en los términos: «que está previsto por el articulo 208 de nuestro Pacto Fundamental, para arreglar el modo de presentación de las prebendas y para la organización del régimen espiritual».
La solicitud de Santana no sería respondida por Gregorio XVI, pero después de su muerte y la ascensión del papa Pío IX, Santana envió una carta similar con la constitución al nuevo pontífice.
El 22 de febrero de 1848, el papa enviaría una carta a Santana anunciándole la elección de Portes como arzobispo metropolitano de Santo Domingo. En la carta, el papa expresó su preocupación por algunos artículos del código constitucional de 1844, enviado por Santana, los cuales contradecían la autoridad y la libertad de la Iglesia. Con su lenguaje diplomático y paternal, el papa instó a Santana para que, en su condición de católico devoto, hiciera todo lo posible por corregir o eliminar los artículos, confiando en su piedad y deferencia hacia la Santa Sede Apostólica.
A pesar de las suplicas del papa y Portes, Santana no realizó cambios en la Constitución, pero continuó persiguiendo un acuerdo concordatario. Las relaciones entre Santana y Portes se volvieron tensas, pero el gobernante, con el objetivo de obtener reconocimiento por parte de la Sede de Roma, hizo que el Congreso de la República Dominicana promulgara el Decreto-Ley del 13 de julio de 1848, que establecía la obligatoriedad del matrimonio canónico, disposición que se mantuvo vigente hasta 1897.

### Renuncia de 1848
El 24 de febrero de 1848, Pedro Santana emitió una resolución en la que, aconsejado por los médicos de la ciudad, se trasladó a su hacienda El Prado en el Seybo para recibir tratamiento debido a la escarlatina que había padecido el mes anterior. De acuerdo con el artículo 99 de la Constitución, el poder ejecutivo sería ejercido por el Consejo de Secretarios de Estado durante su ausencia a partir del 28 de febrero.
Sin embargo, la situación política se volvió más complicada con la renuncia del ministro de Interior, Policía, Justicia e Instrucción Pública, Ricardo Ramón Miura. Este suceso marcó el último cambio de gabinete el 31 de julio de 1848, con el doctor José María Caminero asumiendo el ministerio de Relaciones Exteriores, Félix Mercenario designado en la secretaría de Interior y Policía, y el general Domingo de la Rocha y Angulo ocupando el ministerio de Justicia e Instrucción Pública.
Más allá de problemas de salud, el gabinete de Santana estaba sumido en intrigas políticas, donde sus miembros eran enemigos declarados entre sí. Estas luchas internas llevaron finalmente a Santana a presentar su renuncia al Gobierno. Estas intrigas políticas y el creciente descontento popular, principalmente debido a la miseria generalizada, desempeñaron un papel fundamental en su decisión de renunciar.
A pesar de no haber cumplido ni siquiera la mitad de su período presidencial de ocho años, Santana dio un carácter irrevocable a su renuncia, sin prestar atención al deseo del Congreso de que desistiera de su propósito. El Congreso de la República, en respuesta a la renuncia, expresó su profundo pesar y argumentó que la enfermedad aducida por el presidente no era motivo suficientemente probado para aceptar su dimisión según el artículo 99 de la Constitución. Sostenían que Santana podría haber confiado temporalmente la dirección del poder a los Secretarios de Estado, lo que habría permitido conciliar su interés personal con los intereses generales. Además, el Congreso consideraba que las circunstancias actuales de la república no eran adecuadas para aceptar la renuncia de Santana. El país aún se encontraba en medio de la lucha contra el enemigo que los había obligado a levantarse en masa para liberarse del yugo de la tiranía y reclamar sus derechos. El Congreso Nacional temía que la separación de Santana del poder condujera a divisiones públicas, descontento y a un estado casi disoluto. También temían que su renuncia pudiera ser aprovechada por los enemigos de la nación para intensificar sus esfuerzos de desestabilización.
A pesar de los argumentos presentados por el Congreso, Santana mantuvo su decisión de renunciar. A pesar de los esfuerzos de sus amigos, Francisco Javier Abreu, Manuel Joaquín Delmonte y Torralba y Francisco Sardá Carbonell, por retirar la dimisión, el presidente les respondió: «¿Y qué quieren ustedes, que haga yo para sostenerme en la Presidencia; que acabe con la juventud de Santo Domingo? Quieren gobernar; pues dejemos que se ensayen». El 4 de agosto de 1848, el Congreso finalmente aceptó su renuncia. En la misma fecha, Santana emitió una proclama dirigida a los dominicanos, informándoles sobre su dimisión y exhortándolos a mantener la unidad y el patriotismo:

“Dominicanos: El estado de enfermedad en que me encuentro hace ya más de dos años, y la tranquilidad que goza la República, me han hecho determinar a dimitir y renunciar solemnemente el cargo de Presidente de la República (...) Funcionarios públicos, ciudadanos todos, y vosotros mis compañeros de armas, formemos una cadena tan sólida que sea capaz de alentar a todos los dominicanos, y de aterrar a nuestros enemigos, que sólo por medio de nuestra desunión podrían mejorarse y aun vencernos; cerremos los oídos a cualquiera sugestión de los que se propongan, por miras particulares, turbar nuestra paz, para hacernos fuertes y poder decir con orgullo, soy dominicano, y sin más auxilio que nuestro patriotismo, hemos reivindicado nuestros derechos y formado una Patria que nos habían usurpado.”

Conforme al artículo 99 de la Constitución, el Consejo de Ministros asumió provisionalmente la jefatura del Estado, siendo integrado por los ministros Domingo de la Rocha y Angulo, Mercenario, José María Caminero y Manuel José Jimenes (el único ministro original del gabinete de 1844). Santana se retiró a El Prado. El Consejo de Ministros convocó a los colegios electorales y Manuel Jimenes fue elegido como presidente. El nuevo presidente disolvió las fuerzas armadas, especialmente la infantería de línea, y otorgó amnistía a todos los duartistas expulsados en 1844. Juan Pablo Duarte fue el único amnistiado que no regresó al país.

## Campaña y crisis de 1849

### Llamado del Congreso
Después de la muerte del presidente haitiano Riché en febrero de 1847, el general Faustino Soulouque asumió la presidencia de Haití. En marzo de 1849, lideró una expedición con un contingente de 18 000 soldados hacia la parte española de la isla. Su intención era tomar por sorpresa a la República Dominicana, que en ese momento estaba buscando el reconocimiento de su independencia a nivel diplomático.
Ante esta ofensiva haitiana, los generales dominicanos Remigio del Castillo, Ramón Mella y Valentín Alcántara abandonaron sus posiciones, lo que permitió a los haitianos ocupar Las Matas y San Juan, dejando solo a Azua como defensa. La situación era crítica, y el nuevo cónsul de Francia, Victor Place, expresó su inquietud al ministro de Exteriores francés, Édouard Drouyn de Lhuys.
En medio del temor y la indecisión en el Congreso Nacional, Santo Domingo se llenó de refugiados del Sur que relataban los horrores perpetrados por los haitianos, lo que generaba miedo y caos. La inacción del presidente Manuel Jimenes, quien se mantenía tranquilo e indiferente ante la amenaza, desconcertaba. A pesar de las repetidas sugerencias para que tomara medidas defensivas, seguía en su estado pasivo.
La entrada de Faustino Soulouque en Santo Domingo parecía inminente, y en medio de esta angustia, surgió un clamor popular para que Pedro Santana enfrentara a los haitianos. Frente a la falta de acción del Gobierno dominicano, el cónsul Place sintió la necesidad de actuar junto al Congreso de la Nación y tomó la iniciativa de convocar a Santana para defender el país.
El 2 de abril de 1849, aprovechando la ausencia de Jimenes, el Congreso, presidido por el coronel Buenaventura Báez Méndez, solicitó a Santana que se pusiera bajo las órdenes de Jimenes y movilizara todas las fuerzas disponibles en la Provincia Santa Cruz del Seybo. Santana aceptó de inmediato, pero esta orden fue revocada al día siguiente cuando Jimenes regresó a la capital. A pesar de esto, Santana y sus leales seguidores llegaron a la capital justo cuando se informó de la victoria haitiana en el asedio de Azua, lo que generó gran preocupación. Inicialmente, Jimenes no deseaba que Santana participara en el conflicto, pero la amenaza haitiana lo hizo cambiar de opinión y lo envió a la frontera, aunque sin tropas disponibles en ese lugar.
Preocupado por posibles ataques por parte de Jimenes y sus seguidores, Santana se alojó en el Palacio Arzobispal, conocido como la Casa del Sacramento. Consciente de la importancia de su misión, Santana buscó fortaleza espiritual, confesándose, oyendo misa y recibiendo la Eucaristía de manos del arzobispo dominicano. Santana se preparó para la lucha, expresando a Place que esperaría la decisión de Francia. Sin embargo, si la situación bélica se agravaba y Francia no respondía, buscaría apoyo del Reino de Gran Bretaña. Al despedirse, Tomás de Portes pronunció una bendición profética, utilizando un pasaje bíblico del Antiguo Testamento que auguraba la victoria de Santana a pesar de la desventaja numérica. Santana se alejó casi sin esperanza y al dejar la ciudad le dijo a Place: «Voy a tratar de detener a los haitianos hasta que Francia llegue en nuestra ayuda; en todo caso, si soy vencido, usted no me verá más». Santana reunió a 300 soldados seybanos que habían sido derrotados en Azua y estableció su Cuartel General en Sabana Buey. Algunos desertores del Ejército dominicano al enterarse de que Santana lideraba la resistencia se unieron a él.

### Las Carreras

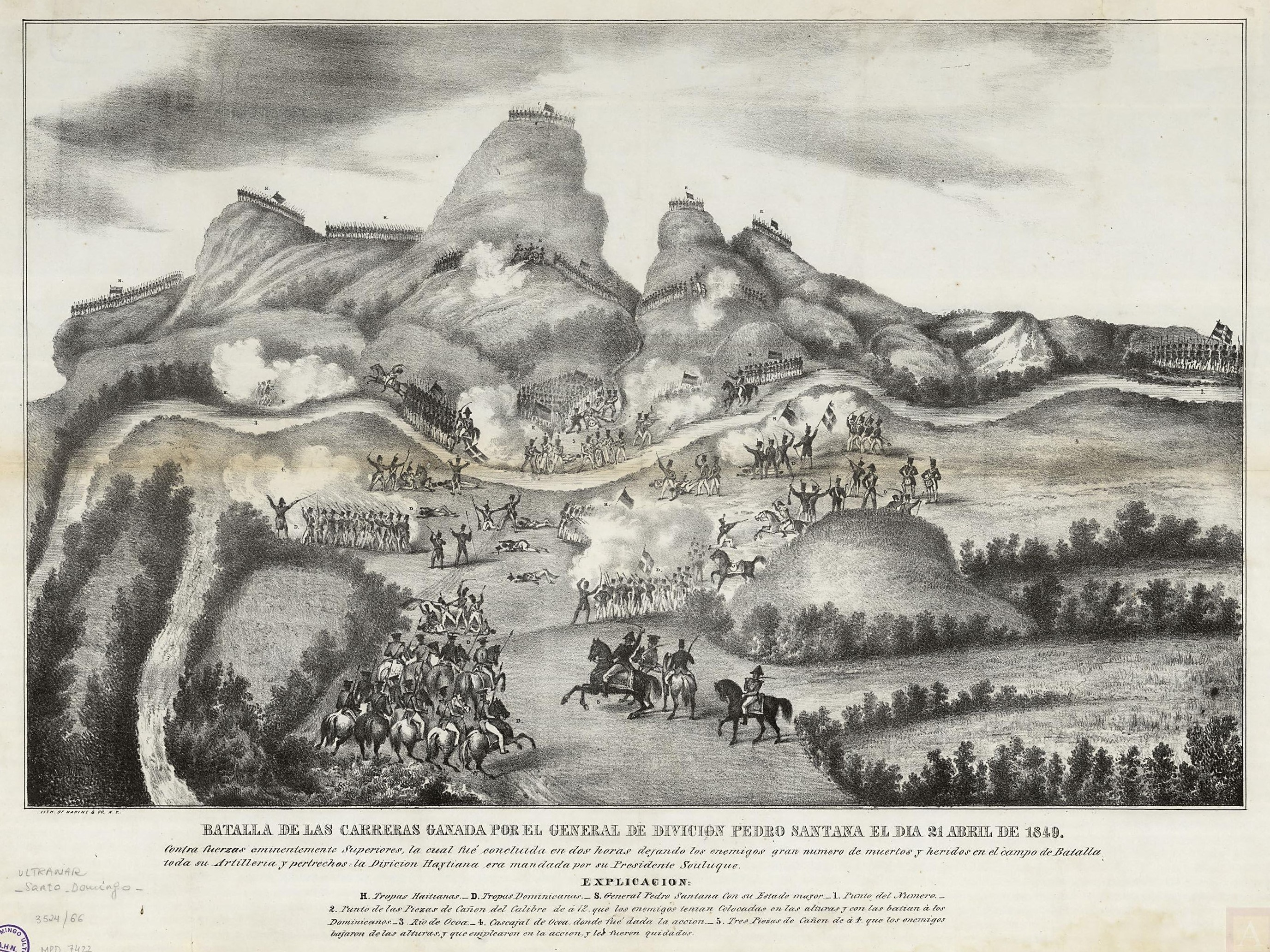
Litografía de la batalla de Las Carreras.

Afortunadamente, debido a un retraso inexplicable, las fuerzas haitianas perdieron un valioso período de diez días en la localidad de Azua, al mismo tiempo que descuidaron la seguridad de la cordillera que los separaba de Santo Domingo. El 17 de abril de 1849, el general de división Antonio Duvergé infligió una derrota a las tropas haitianas en la batalla de El Número, marcando así el primer revés para el contingente haitiano.
A pesar de la victoria obtenida sobre el enemigo, el general Antonio Duvergé tomó la decisión estratégica de retirarse hacia Las Carreras y cruzar el río Ocoa, entregando posteriormente el mando al general Antonio Abad Alfau y Bustamante. El 19 de abril, las fuerzas haitianas se situaron frente a Las Carreras. Pedro Santana mantuvo su residencia en Sabana Buey hasta la madrugada del 20 de abril. Fue entonces cuando recibió informes sobre la derrota sufrida por los haitianos el día anterior, cuando intentaron cruzar el río en su primer asalto.
En respuesta, Santana movilizó su campamento al norte, en las proximidades de Las Carreras, en previsión de nuevos ataques haitianos. El día 21, la batalla de Las Carreras se desató con el inicio de un intenso bombardeo por parte de las fuerzas haitianas. Utilizaron un cañón de gran calibre, seguido de la colocación de tres cañones más en formación, los cuales abrieron fuego directo contra las cuatro divisiones del Ejército Libertador posicionadas en la margen este del río Ocoa. Estas divisiones estaban al mando directo de cuatro coroneles.
Los generales de brigada Antonio Abad Alfau y Bernardino Pérez lideraban la estrategia del Ejército, mientras que el general Merced Marcano desempeñaba el cargo de Comandante de Armas del cantón. Las fuerzas haitianas, respaldadas por el fuego de su artillería, el cual las fuerzas dominicanas no podían contrarrestar debido a la falta de su propia artillería, se lanzaron al ataque, cruzando el Ocoa y concentraron su ofensiva en los flancos del Ejército Libertador. En respuesta, los generales mencionados, junto con los comandantes de las columnas, llevaron a cabo un feroz contraataque alrededor de las cinco y media de la tarde.
En el momento culminante, Santana envió a la batalla a su escolta y a la caballería dirigida por el coronel Pascual Ferrer, en una impresionante carga de lanceros. A pesar de estar en clara desventaja numérica, los soldados dominicanos lograron capturar los cañones haitianos mediante ataques audaces con machetes. La mayor parte del Ejército haitiano, bajo la dirección de Faustino Soulouque, comenzó su retirada, mientras Santana cambió su táctica y utilizó unidades de guerrillas móviles para hostigar a los haitianos desde los flancos, infligiendo graves daños a las fuerzas haitianas.
Al caer la tarde del 22 de abril y durante la noche, el resto del Ejército haitiano, sumido en el terror, abandonó sus últimas posiciones en una desordenada retirada. Santana persiguió al enemigo y estableció su campamento en la montaña de El Número el 23 de abril de 1849, dejando una guarnición en el lugar bajo el mando del coronel Marcos Evangelista y enviando espías para rastrear a los haitianos.

### Crisis política de 1849
Después de su triunfo contra los haitianos, Pedro Santana tomó la decisión de enviar a Santo Domingo banderas, armas, equipos y otros trofeos de guerra capturados al enemigo con el objetivo de destacar la magnitud de la victoria y asegurar que el pueblo conociera su logro. Sin embargo, el presidente Manuel Jimenes eligió mantener un silencio total en lugar de dar la debida publicidad a este éxito de las fuerzas dominicanas y rendir honores al general triunfante. Esta falta de reconocimiento generó tensiones en el país.
La situación se agravó cuando el 6 de mayo de 1849, el Gobierno instruyó a Santana entregar las fuerzas bajo su mando a un general y regresar a la capital junto con su Estado Mayor. Santana se mostró dispuesto a obedecer, pero su Ejército, entusiasta por la brillante victoria obtenida, se negó a permitir que fuera desairado de manera indecorosa. En cambio, aclamaron a Santana como Jefe Supremo de la República, aunque este cargo fue aceptado por Santana provisionalmente para disipar cualquier sospecha de ambición.
El 9 de mayo, los oficiales al mando en Azua se sublevaron contra el Gobierno de Jimenes. El general de división Manuel de Regla Mota, amigo incondicional de Santana en Baní, se unió a la rebelión. Además, el almirante Juan Bautista Cambiaso, líder de la flotilla, y todos los comandantes de los buques, se sumaron al levantamiento. Esta acción privó al Gobierno de un recurso estratégico crucial para su defensa.
La revuelta rápidamente se expandió por todo el país, y el elemento militar, casi unánimemente, apoyó el movimiento que desconocía a Jimenes y favorecía al exitoso líder de Las Carreras. Mientras tanto, en el Gobierno, las profundas diferencias exacerbaban la situación, llevando al país al umbral de una guerra civil. El 11 de mayo, Jimenes enfrentó una crisis grave. El Ejército y la flota dominicana estaban molestos porque les negaron suministros de municiones y alimentos, por lo que se refugiaron en el Arsenal de Santo Domingo y se rebelaron contra el Gobierno.
Al mismo tiempo, las provincias, que habían sido invadidas por Haití y luego liberadas por Santana, pidieron al Congreso Nacional que intervenga para proteger la nación. En la capital, personas respetadas expresaron su descontento. El Congreso, dirigido por Buenaventura Báez Méndez, también cuestionó la autoridad de Jimenes, quien había perdido prestigio debido a su falta de liderazgo en momentos críticos. Al día siguiente en una sesión del Congreso, Jimenes fue llamado para explicar los problemas que enfrentó el Ejército al comienzo de la invasión haitiana.
Jimenes tuvo la oportunidad de abordar la situación de manera honorable colaborando con el Congreso, que aún tenía legitimidad. Sin embargo, cedió a la presión de su facción y destituyó a uno de sus ministros que compartía la misma opinión, nombrando en su lugar a otro con acusaciones de malversación de fondos por parte del Congreso. A medida que la tensión creció, Jimenes amenazó con emular el asalto al Congreso de Venezuela de 1848. Cuando fue llevado ante el Congreso, la discusión se volvió intensa y surgieron armas blancas y pistolas.
Afortunadamente, el presidente del Congreso evitó una tragedia y se decidió trasladar el Congreso fuera de la ciudad en conflicto, que estaba llena de armas. Jimenes respondió cerrando las puertas de la capital y declarando el estado de sitio. La situación continuó empeorando, y las personas que lideraban la capital comenzaron a tomar represalias personales, lo que era común en tales circunstancias. Aprovecharon la situación para imponer exacciones de diferentes tipos, lo que generó miedo entre las personas respetables en toda la ciudad.
El 13 de mayo de 1849, Santana emitió un manifiesto en su Cuartel General en Baní, en el que desconoció al Gobierno de Santana y lanzó graves acusaciones en su contra. La disensión civil no fue iniciada por Santana, ya que existía en potencia. Más bien, fue la consecuencia esperada de la hostilidad del Congreso hacia Jimenes, el descontento causado en el pueblo por sus errores y su evidente fracaso frente a la invasión.
Estos factores impulsaron a Santana a tomar acción, respaldado por figuras como los generales Bernardino Pérez, Merced Marcano, Juan Esteban Aybar, Ramón Mella, Felipe Benicio Afau y Antonio Abad Alfau. A partir de aquel mismo día, comenzaron los arrestos, incluyendo familiares de quienes formaban parte del Ejército de Santana, como padres y esposas. Simultáneamente, los consulados de Inglaterra, Estados Unidos y Francia ofrecieron refugio a personas que huían debido al aumento de la crisis y la represión en la capital. Jimenes acusó a Santana de querer causar una guerra civil y ordenó que se le juzgara como «conspirador y traidor a la patria».
Santana, avanzando con determinación, sitiando la ciudad el 19 de mayo, utilizando tres columnas de soldados veteranos y estableciendo su Cuartel General en Guibia. Envió su primera comunicación a los miembros del Gobierno, exigiendo que el presidente deponga el mando como único medio para evitar un derramamiento de sangre. Tras un intercambio de comunicaciones acaloradas que duró varios días, los fuertes de la ciudad iniciaron un bombardeo sobre los cantones sitiadores, lo que resultó en la destrucción por el fuego de una parte de la villa de San Carlos el 22 de mayo.
Sin esperanzas de una victoria en este enfrentamiento, Jimenes optó por una Convención a través del agente comercial estadounidense y los cónsules francés y británico. Esta Convención se firmó en el Cuartel General de Guibia el 29 de mayo de 1849. De acuerdo con lo establecido en uno de los artículos de esta Convención, Jimenes renunció a su cargo tras ocho meses de su mandato presidencial. Ese mismo día, Jimenes dejó su país para siempre a bordo del bergantín inglés Hound, facilitado por el cónsul Schomburgk.

## Jefe Supremode facto(1849)

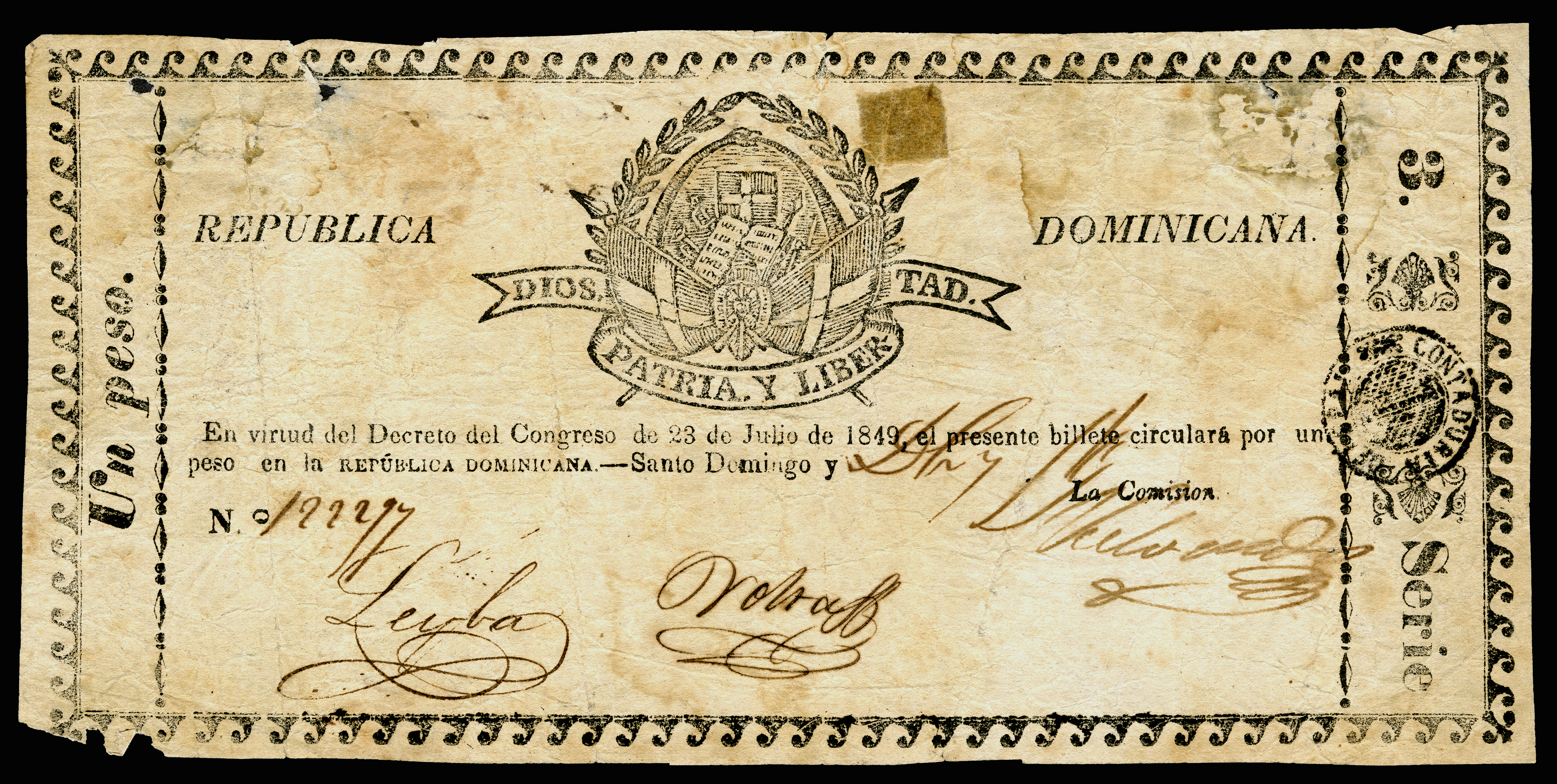
Billete dominicano de un peso de 1849.

El 30 de mayo de 1849, Pedro Santana, llegó triunfalmente a la ciudad capital de la República Dominicana. El pueblo lo aclamó y su prestigio creció aún más. En la Plaza de Armas, Merced Marcano lo recibió con vítores de «¡Viva el Libertador! ¡Viva el Libertador!». En ese momento, asumió el cargo de Jefe Supremo de la República. Su primer acto oficial fue cancelar los rangos otorgados por el expresidente Manuel Jimenes desde el 13 de abril hasta el 29 de mayo. Además, convocó una elección presidencial para el 4 de junio de 1849.
Santiago Espaillat fue elegido el 5 de julio de 1844, pero renunció antes de tomar el cargo una semana después, argumentando razones de edad y salud que le impedían asumir la presidencia.
El 6 de julio, Santana asistió a una sesión especial del Congreso y presentó un informe sobre su campaña contra los haitianos y sus acciones como Jefe Supremo. Propuso la necesidad de iniciar una guerra ofensiva contra Haití como la única forma de obtener resultados duraderos y positivos. Este plan se puso en práctica más tarde ese año por la Armada de la República Dominicana.
El 18 de julio, el Congreso le otorgó el título de Libertador de la Patria, el cargo de general en jefe de los Ejércitos de la República, y una casa en la calle El Conde. Además, su retrato sería colocado en el Palacio Nacional, actualmente el Museo de las Casas Reales, junto a los de Cristóbal Colón y Juan Sánchez Ramírez. Finalmente, Buenaventura Báez fue elegido presidente, sugerido por Santana, quien, debido a una enfermedad, no pudo asistir al Congreso el 24 de septiembre de 1849, donde Báez prestó juramento.

## Elecciones de 1853
Las elecciones para elegir al próximo presidente fueron convocadas el 14 de diciembre de 1852 por el presidente Buenaventura Báez. Luego, el 27 de enero de 1853, fue elegido el Libertador Pedro Santana como el nuevo presidente de la República Dominicana. Pedro Santana obtuvo la presidencia para el período 1853-1857.
El 14 de febrero de 1853, el Congreso Nacional emitió un Decreto en el que le ofrecía una espada de honor con el puño de oro, en la que se grabarían el escudo de armas de la República y las palabras: «La Patria agradecida a su ilustre Libertador». También se dispuso que se pusieran a su disposición 16 000 pesos fuertes como reparación por sus sacrificios económicos.

## Segunda Presidencia (1853-1856)

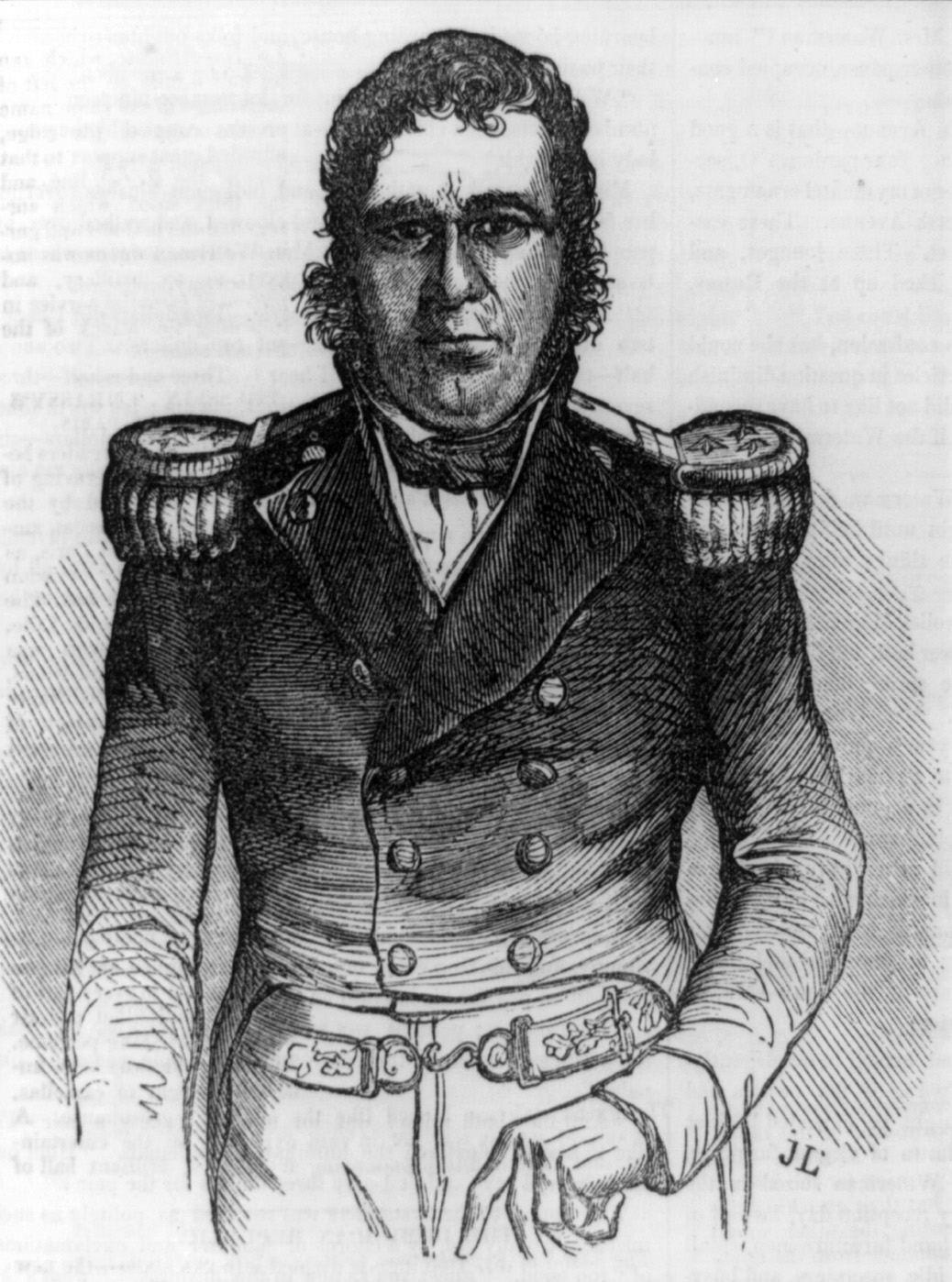
Ilustración de Pedro Santana en Gleason's Pictorial de 1854.

El Libertador Pedro Santana asumió por segunda vez la presidencia de la República el 15 de febrero de 1853, prestando juramento ante el Congreso Nacional, que se había reunido en sesiones extraordinarias desde el 26 de enero.
La instalación del presidente Pedro Santana en el cargo fue notable porque fue la primera vez que se llevó a cabo una transición presidencial pacífica y de acuerdo con la Constitución. En su discurso, Santana prometió respetar la propiedad y las familias, así como obedecer las leyes. También expresó su deseo de mantener relaciones diplomáticas con otras naciones y promover el desarrollo económico y moral del país. En un gesto conciliador, instó a la reconciliación y el olvido del pasado, enfocándose en aprender lecciones de él. Durante la ceremonia de asunción de Santana, se notó la ausencia de Tomás de Portes, quien estaba programado para asistir.
Para demostrar su sinceridad, Santana decretó una absolución para gran número de exiliados políticos que habían apoyado al expresidente Manuel Jimenes. Esta amnistía fue bien recibida por la opinión pública y generó esperanzas de un cambio positivo en el país. Sin embargo, las diferencias ideológicas y las rivalidades personales entre los miembros del Gobierno pronto surgieron, lo que hizo que las expectativas de un Gobierno armonioso se desvanecieran.
Comenzaría a gestarse la distancia entre Santana y el expresidente Buenaventura Báez debido a una serie de circunstancias. A pesar de que ambos líderes compartían el anhelo de consolidar el poder en sus manos, sus perspectivas sobre cómo lograrlo tomaban rumbos opuestos. Santana mostraba una inclinación hacia un Gobierno autoritario, mientras que Báez abrazaba una política más liberal.
El conflicto empezó a intensificarse tras la asunción presidencial de Santana, y en lugar de adoptar un enfoque conciliatorio, optó por enfrentarse a su predecesor, Báez. Lo acusó de mal Gobierno, desaciertos, influencia clerical para proclamarse presidente vitalicio y abusos durante su mandato, lo cual creó una brecha insalvable entre ambos líderes.
En un momento crítico del conflicto, Santana, antes aliado de Báez, se transformó en acusador y juez de este último, llevando a cabo el juicio y exilio de Báez. Con el respaldo de autoridades civiles y militares, en julio de 1853, Báez fue desterrado de manera perpetua del territorio dominicano, y algunos de sus seguidores también enfrentaron las consecuencias. Esta medida formal marcó un quiebre significativo en la relación entre ambos líderes, generando una profunda división en la población y dando origen a una polarización política que perduró por mucho tiempo.
El 14 de marzo de 1853, Santana convocó al Congreso al arzobispo Portes. Argumentando que la intervención del clero en asuntos políticos sumía al país en anarquía, Santana buscaba establecer un único poder en el Estado. El arzobispo rechazó jurar una Constitución que consideraba "maldita" y "herética". La discusión entre Santana y el arzobispo se intensificó, llevando a que Portes anunciara su intención de abandonar el país. Incluso, Santana le entregó un pasaporte al arzobispo para su partida. Santana explicó su decisión ante el Congreso, señalando que la interferencia del clero era perjudicial y su deber era preservar la tranquilidad pública. Aunque el Congreso respaldó la acción de Santana, lamentaron la futura ausencia de Portes. Después de reflexiones dolorosas y al comprender los posibles males que su ausencia podría causar a la Iglesia, el arzobispo, motivado por la caridad cristiana, perdonó los agravios recibidos. Para poner fin al conflicto, aceptó someterse a las exigencias de Santana. En su nombre, el presbítero Antonio Gutiérrez, partidario de Santana, juró la Constitución en la Catedral Nuestra Señora de la Anunciación el 4 de abril de 1853. 
En 1854, se convocó el Congreso Revisor para reformar la Constitución. Originalmente programado en la villa de San Antonio de Guerra, se trasladó a Santo Domingo debido a condiciones precarias. Este Congreso evidenció un avance de corrientes liberales en conflicto con la hegemonía política de Santana. Introdujo cambios significativos, como simplificar la adquisición de la nacionalidad dominicana por extranjeros. Asimismo, se amplió el número de miembros en el Poder Legislativo, creando una Cámara del Senado con dos representantes por cada provincia y una Cámara de Representantes con cinco representantes por cada provincia. Estas innovaciones incluyeron también la eliminación del polémico artículo 210 y la imposición de limitaciones al poder presidencial, reduciendo los extensos poderes casi dictatoriales que ostentaba el soberano dominicano.
Se introdujo la figura del vicepresidente para asegurar una transición fluida en caso de ausencia o incapacidad del presidente. Esta reforma fue particularmente significativa, ya que permitió que Santana se retirara de la presidencia en busca de una mejor salud y vida privada, como él mismo afirmó en 1862. El presidente asumió nuevas responsabilidades, como designar jueces de residencia y solicitar prórrogas de las sesiones legislativas, así como promover la educación pública. La Constitución otorgó al presidente funciones relacionadas con justicia, recaudación de ingresos y otorgar licencias, incluyendo poderes como amnistías, indultos individuales (excluyendo delitos graves y funcionarios culpables de delitos en el ejercicio de sus funciones) y conmutación de la pena de muerte. Se estableció la posibilidad de revisiones futuras de la Constitución mediante autorización del Congreso para modificar artículos y disposiciones.
Además de estas reformas sustanciales, la nueva Constitución amplió la presidencia de Santana a dos períodos constitucionales, que debían concluir el último día de febrero de 1861. Tras la promulgación de la Constitución de febrero de 1854, se inició el proceso para elegir al vicepresidente. Inicialmente, el general Felipe Alfau y Bustamante fue elegido pero renunció, llevando a la elección del general Manuel de Regla Mota como vicepresidente a finales de agosto de 1854.
No obstante, estas reformas liberales se toparon con trabas notorias, como las estrictas regulaciones gubernamentales impuestas por Santana y la desconfianza de sus seguidores. El 25 de septiembre de 1854, Tomás Bobadilla, fungió como portavoz de Santana en el Congreso, solicitando una petición de reforma constitucional, redactada por el mismo Santana, donde expresaba su compromiso con el bienestar del pueblo.
A principios de noviembre de 1854, el Congreso celebró una reunión extraordinaria convocada por Santana, quien destacó la necesidad de una nueva Constitución que garantizara la estabilidad del país y los derechos fundamentales de los dominicanos. Presentó un proyecto de reforma constitucional que fue aceptado por el Congreso debido al temor a la influencia de Santana, lo que llevó a la creación de una Constitución antiliberal en diciembre de 1854. Esta nueva Constitución limitó las garantías individuales, las cuales ahora estaban sujetas a leyes especiales y podían ser modificadas a discreción de los gobernantes. También impuso deberes a los dominicanos, como acatar y cumplir las leyes, respetar a las autoridades legítimas, servir a la patria y contribuir financieramente al Estado cuando fuera necesario.
La Carta Magna estableció un Congreso unicameral llamado Senado Consultor, compuesto por siete miembros apodado como el «Senado de los Siete». Este Senado tenía carácter permanente y desempeñaba funciones legislativas, consultivas y judiciales. Los miembros eran designados por representantes de las provincias y tenían un mandato de seis años, con la posibilidad de ser reelegidos indefinidamente. En cuanto al Poder Ejecutivo, se le otorgaron facultades para promulgar leyes y decretos, nombrar empleados públicos y supervisar la administración del Estado.
Santana, al igual que Buenaventura Báez, se dedicó a hacer gestiones para lograr un protectorado de Estados Unidos. España, que hasta entonces no había mostrado gran interés en República Dominicana, se preocupó por el espacio que Estados Unidos podía ganar en el país. Esto motivó que España se apresurara a firmar varios reconocimientos.
Antonio María Segovia, cónsul español, se dedicó a entorpecer las negociaciones de Santana con Estados Unidos, apoyó a los sectores enemigos del gobierno. Además, en 1856 ofreció la nacionalidad española a todos los dominicanos que la solicitaran. Una avalancha de opositores se beneficiaron de la llamada Matrícula de Segovia, pasando a actuar libremente bajo el amparo español.
Los problemas diplomáticos con España, la crisis financiera y el descenso de la popularidad de Santana hicieron que este renunciara el 26 de marzo de 1856. El vicepresidente Manuel Mota, ocupó la presidencia de la República y por un acuerdo político, Báez fue nombrado nuevo vicepresidente, para luego proceder a la renuncia del presidente, y Báez asumir el poder. Báez estaba fuera del país desde 1853 por órdenes de Santana. Báez retornó al país para asumir el cargo gracias a las gestiones realizadas por el cónsul Segovia.

### Política Exterior (1853-1856)
En el Gobierno de su predecesor se había logrado el reconocimiento del Estado dominicano en 1850 por parte de Victoria I durante el Gobierno del primer ministro John Russell, conde de Russell y en 1851 el rey Federico VII de Dinamarca se sumaría al reconocimiento de la república bajo el Gobierno del primer ministro Adam Wilhelm Moltke.
Santana siguiendo la política de conseguir el reconocimiento formal de la independencia por naciones enviaría nuevamente diplomáticos: a Europa se enviaría para que se reconociera la independencia a José Fontana para conseguirlo de parte del Reino de Cerdeña y al venezolano Rafael María Baralt para que España hiciera lo correspondiente; en América el presidente de la Suprema Corte de Justicia, Manuel Joaquín Delmonte, se le encomendó ir a Curazao para el tratado con los Países Bajos, mientras que para los Estados Unidos estarían Bobadilla y Jacinto del Rosario de Castro.
El primer jefe de Estado con el que conseguiría estrechar relaciones diplomáticas Santana sería con el rey Guillermo III de los Países Bajos el 30 de noviembre de 1853 por medio del gobernador de Curazao, Isaac Joahnnes Rammelman. En el año 1854, reconocería la independencia dominicana el rey Víctor Manuel II de Cerdeña el 22 de marzo bajo el Gobierno del presidente del Consejo de Ministros Camillo Benso, conde de Cavour y luego el presidente de los Estados Unidos Franklin Pierce lo hizo el 5 de octubre. En el año 1855, Isabel II de España reconoció el Estado el 18 de febrero durante el Gobierno del presidente del Consejo de Ministros Baldomero Espartero, duque de la Victoria, duque de Morella, conde de Luchana y vizconde de Banderas; los últimos jefes de Estado que reconocerían la soberanía dominicana en el año 1855 fueron los alcaldes de las Ciudades Libres y Hanseáticas de Bremen y Hamburgo (miembros de la Confederación Germánica), Johann Smidt y Nicolaus Binder, siendo este tratado hecho en la república debido a que los cónsules de dichas ciudades se hallaban en el país y se ordenaría que Domingo Daniel Pichardo firmara el tratado, siendo firmado el 12 de mayo.

### Campaña de 1855-56

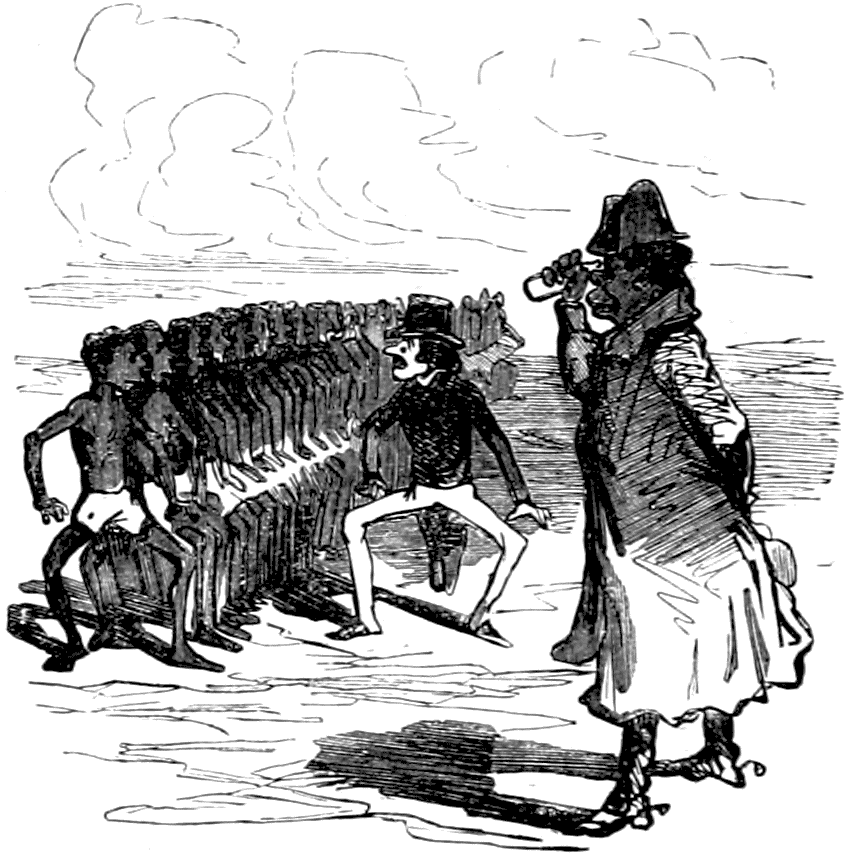
Caricatura donde don Faustino I deseoso de hacer la guerra contra sus vecinos y sin dinero para comprar armas, trae de Francia un maestro especial que les enseñó cómo pasar la pierna a un ejército enemigo.

Faustino I tenía preparada otra expedición contra la parte española y a pesar de la oposición del Reino Unido, el Imperio Francés y España, en noviembre de 1855 organizó otra vez su ejército y lo dividió en dos cuerpos: uno comandado por el general Garat, conde de La Petite Riviere Rousseaux, que saldría de Verrettes con dirección a Santa Cruz de Neyba y otro comandado por el mismísimo Faustino I que saldría de San Gabriel de las Caobas hacia Cachimán.
Santana conocedor de aquella expedición dejaría a Mota encargado del Poder Ejecutivo el 28 de noviembre y se trasladaría al cuartel general de Compostela de Azua para organizar la defensa. Encomendaría la defensa de la línea de San Juan de la Maguana al general de brigada Contreras y ordenaría auxiliar al general de brigada Francisco Sosa en Santa Cruz de Neyba.
El ejército libertador vencería a los haitianos el 22 de diciembre en las batallas de Santomé y Cambronal. Santana al conocer lo acontecido le comunicaría al ministro de Guerra y Marina el día 26 lo siguiente:

“Señor ministro: Me cabe la gloria de anunciar al Gobierno, por el órgano de usted, que ya la nube oscura que venía cubriendo nuestro territorio, ha desaparecido enteramente; y nuestras tropas se hallan posesionadas de nuestros puntos fronterizos. De ese ejército de vándalos, el que ha escapado va bien escarmentado, pues no lleva consigo sino el pellejo; así es que hoy podemos contar con la existencia de la República Dominicana: no necesitamos de más paz, porque ya está garantizada y afianzada por el triunfo de nuestras armas: ¡Viva la religión! ¡Viva el Ejército vencedor! ¡Viva la República Dominicana!”

El 26 de enero de 1856, los haitianos serían vencidos nuevamente en Sabana Larga, siendo esta la última acción que cesaría definitivamente las hostilidades beligerantes de Haití contra la república, más esto no significaba que no se siguiera reclamando la totalidad de la parte española por el Imperio Haitiano.

## Durante la segunda presidencia de Báez

### Apresamiento
El 2 de enero de 1857, el Consejo de Ministros presidido por Báez acusó al general Santana de la rebelión ocurrida en Santa Cruz de Neyba, de ocultar en su casa una gran cantidad municiones junto a otros objetos y que «la sociedad, que aún no ve completamente derrocada la tiranía, mientras el tirano pueda a mansalva causar trastornos», decretándose seguidamente que el general división Cabral llevase a la capital al general Santana. El 8 de enero, la caballería encabezada por los generales Cabral y Santana entraron a la capital. El Comandante de Armas y gobernador de la Provincia de Santo Domingo, Sánchez, le ofrecería por prisión al general Santana su alojamiento de la Comandancia de Armas.

### Destierro
El día 11, el Gobierno decidió expulsar del país al general Santana; en la madrugada del otro día fue llevado por el ministro de Guerra y Marina, Aybar, los generales José Antonio Hungría, Antonio Batista y Sánchez a la goleta Ozama, siendo embarcado hacia la isla de Martinica (Francia) junto a su sobrino Manuel, bajo la custodia del coronel Simón Corso, los comandantes Jacinto Peynado Tejón, Juan Andrés Gatón y José María Moreno. Su salida de la isla fue un día de júbilo para sus enemigos, mientras que para él fue amargo y triste. Tras su salida sus enemigos lanzaron contra él burlas e insultos en el Boletín Oficial y en El Eco del Pueblo incluso lo calumniaron diciendo que estaba desecho llorando y en lamentaciones afeminadas, que en las batallas se encontraba en la retaguardia para protegerse, que recibía de forma indiferente madres y esposas de hombres desterrados, y que su maldad era superior a la de Juan Manuel de Rosas y José Gaspar Rodríguez de Francia.
Al llegar a Martinica no se encontraba allí el gobernador Louis Henri, conde de Gueydon, a cuya disposición se pondría al general Santana; el coronel Corso al no serle posible desembarcarlo se vio en la necesidad de regresar a la capital pero al llegar no se aceptó el desembarco del general Santana, decidiéndose nuevamente que zarpe la Ozama pero que se mantuviera barloventeando sin rebasar la isla Saona. Tras varios días retorno la Ozama a la capital y el general Santana se le trasbordo a la fragata francesa Iphignemie que salió rumbo a la isla de Guadalupe (Francia); saldría el 26 de abril de Guadalupe con destino a Saint Thomas, donde estaría acompañado durante sus primeros días por el británico Teodoro Stanley Heneken, y teniendo como compañero de paseos y tertuliano a Robles de los Rothschild; decidiría escribirle el 1 de junio a Báez para decirle que solo quiere retirarse a su hogar.
El Gobierno dominicano por temor a las actividades del general Santana enviaría para investigarlo a José María González y mandaría sus informes al ministro de Relaciones Exteriores, Félix María Del Monte. En sus comunicaciones González diría que «Santana aquí, pasa por un verdadero caído» y también declararía: «no deja percibir en su conducta nada que revele a un hombre ocupado en conspirar y que al contrario parece más bien dispuesto a suplicar por su vuelta al país». El día 18, el general Santana para poder conversar con González mentiría sobre estar enfermo; el general Santana lo había llamado para preguntarle sobre si era cierta la noticia de la muerte de su esposa, Micaela Antonia Rivera, pero González diría desconocer si era cierto y en seguida el general Santana le contaría sobre su travesía, lo fastidioso que era Saint Thomas y concluiría pidiéndole a González que interpusiera su valimiento con el Gobierno para que le permitiesen retornar porque solo quería vivir en el país sin involucrase en política, no obstante González le mentiría sobre que no tenía valimiento del Gobierno pero que hablaría sobre su situación; el general Santana no caería en la trampa debido a que Robles en la noche le diría sobre la misión de espionaje de González. Ese mismo día el general Santana ingresaría en la secta de la francmasonería, conformada en su mayoría por jóvenes. Aquello lo calificaría González como: «un movimiento reaccionario que dará por resultado el triunfo de Santana».

## Tercera Presidencia (1858-1861)

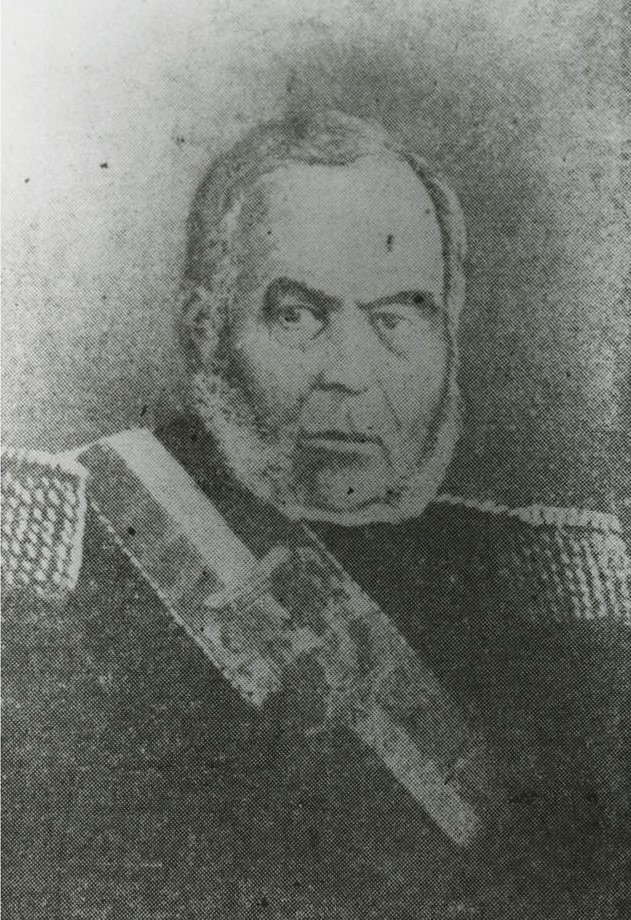
Retrato de Santana portando la banda presidencial.

En agosto de 1858 Santana dio un golpe de Estado al gobierno de Valverde, en Santiago de los Caballeros. Bajo este gobierno de facto que se extendió hasta enero de 1859, el general Santana procedió a reubicar la sede del gobierno en la Ciudad de Santo Domingo y luego a legitimar su mandato, convocando a unas elecciones en las que resultaron elegidos como presidente Santana y vicepresidente Abad Alfau, iniciando su nuevo mandato constitucional el 31 de enero de 1859.
Durante este gobierno, el país enfrentó una grave crisis económica como resultado de la Revolución de 1857. Los cortes de madera, que eran el principal renglón de exportación, se redujeron considerablemente. La explotación era la principal forma de recaudación del pueblo dominicano, por lo que el gobierno estaba sin recursos.
Un problema económico, heredado por Santana de la gestión de Báez, era la gran cantidad de papel moneda devaluada circulante. Este dinero había sido emitido por Báez para estafar a los tabaqueros de El Cibao, en 1857.
ESantana siguió haciendo en secreto grandes cantidades de emisiones monetarias sin respaldo, perjudicando las finanzas nacionales. La justificación para estas emisiones era la necesidad de prepararse militarmente para resistir una posible invasión haitiana.

### Masonería
Antes de integrarse en la masonería tuvo encontronazos con ella en su primera presidencia, durante la cual no fue bien vista. El masón haitiano y delegado del Supremo Consejo de Francia, Juan Hipólito Fresnel, intento convencer a Santana de iniciarse pero este se negó, no obstante en 1846 Hipólito Fresnel lo colocaría en una lista de masones como si de un miembro se traste y figurando con el grado 18. Fresnel y su delegado en San Felipe de Puerto Plata harían propaganda para reclutar miembros diciendo que Santana era masón y que les protegía. Aquello causaría que Santana hiciese el 16 de diciembre de 1847 un documento dirigido a todas las autoridades, con el propósito de desmentir lo dicho por los masones:

“Enemigo por mis principios de todo lo que, tenga hasta el mas mínimo viso de engaño, no he podido menos de indignarme al saber que el Sr. Juan Hipólito Fresnel, haitiano acogido en esta ciudad, y el Sr. Josué Naar, como agente suyo en Puerto Plata, con el objeto de hacer prosélitos para la Masonería, hacen creer a los que quieren atraer a su gremio, que yo no solo pertenezco a esa asociación, sino que soy su Gran-Protector en esta República de sus Logias, lo que es totalmente falso.

Conforme lo que dicta la prudencia, me guardaré bien de calificar la Masonería, cuyos principios ignoro; pero tampoco puedo dejar de advertir a los incautos, que se guarden de unos hombres, que en vez de dejar a cada seguir en esa materia las inspiraciones de su conciencia, se valen para reclutar prosélitos de una impostura que a la vez compromete mi nombre, burla la buena fé de los que sencillamente le presten crédito, y excita la indignación de todos los hombres honrados, sobre todo de aquellos que por su convicción, y sin miras interesadas de ninguna clase, perteneciendo a esa Sociedad, han renunciado a ella por semejantes abusos.”

Fresnel se le hizo prisionero, suceso que descabezo a la masonería en el país, la cual quedó disuelta el 16 de marzo de 1848. Al estar integrado Santana en la masonería les brindo protección y cedió en 1858 un local a la Logia Cuna de América, anexo a la Iglesia de Las Mercedes. En 1859 se le confirió el grado 32 por José Díez Jiménez (tío de Duarte), José María Leyba Ramírez, Gabriel José de Luna, David León y el venezolano Antonio Delfín Madrigal. Nuevamente José Díez, José María Leyba, Gabriel de Luna, León y Antonio Madrigal elevarían a Santana de grado con autorización Andrés Cassard, siendo para dicha ocasión al grado 33, el escalón más alto de la masonería. Jacinto de Castro se referiría aquel acto con lo siguiente.

“…fue más un plan político el que les movió; con el fin de dar estabilidad y fuerza a la Masonería combatida por el clero y un pueblo, como todo pueblo latino de origen, supersticioso y enemigo del Arte Real.”

El 16 de febrero de 1861, fundó el Supremo Consejo del Grado 33 junto a Madrigal, De Castro, Joaquín Delmonte, José Leyba, De Luna, León, Díez y el ministro Miguel Antonio de Jesús Lavastida Fernández Palomares, adoptando las constituciones del rito escocés antiguo y aceptado, sancionadas en 1786 por el rey Federico II de Prusia. A pesar de que Santana fuera parte de la sociedad secreta se conspiraba en las logias contra él.

### Política Exterior (1858-1861)

#### Protectorado (1858-1861)
En 1859, Miguel Antonio de Jesús Lavastida le manifestaría al cónsul sardo, el almirante Cambiaso, sobre que tenía la intención de pedir la protección de Cerdeña sobre la república y el 24 de octubre del mismo año el cónsul sardo le escribió al ministro de Negocios Extranjeros de Cerdeña sobre la idea. Dicha idea fue apoyada por los cónsules francés y británico de la república que hicieron llegar a sus respectivos países sobre la viabilidad de aquel protectorado como solución a la supervivencia del Estado dominicano desde el punto de vista económico y de su seguridad frente a Haití pero la guerra austro-sarda relacionada con los sucesos de la unificación italiana truncaron dicho proyecto.

#### De Protectorado a Anexión

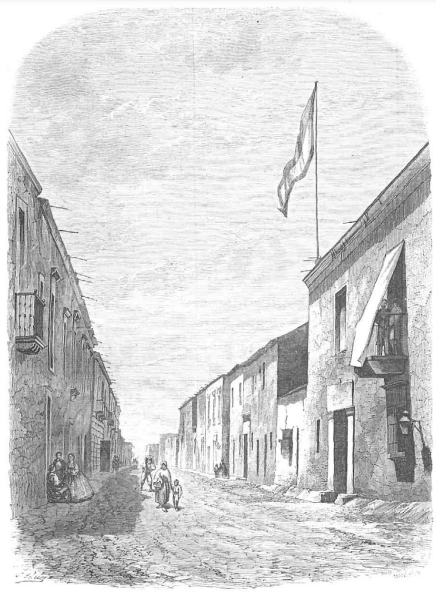
Legación española en la capital.

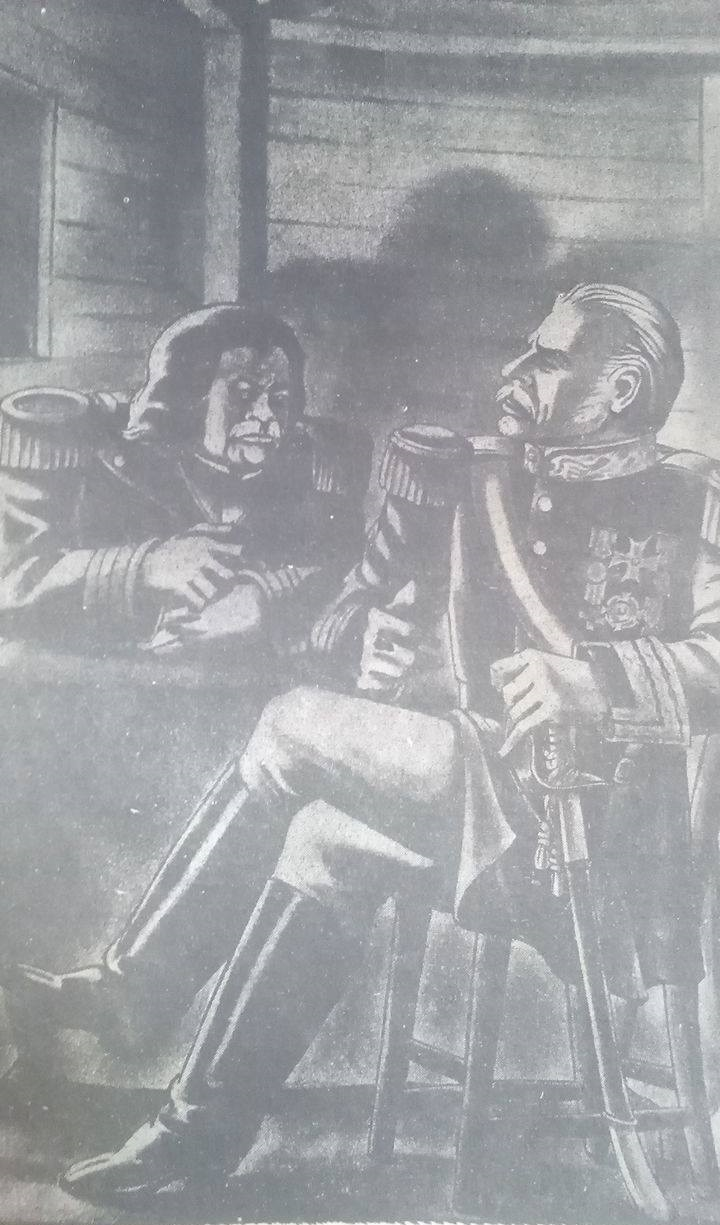
Entrevista de Santana y el brigadier Peláez en San José de Los Llanos. Obra de José Alloza.

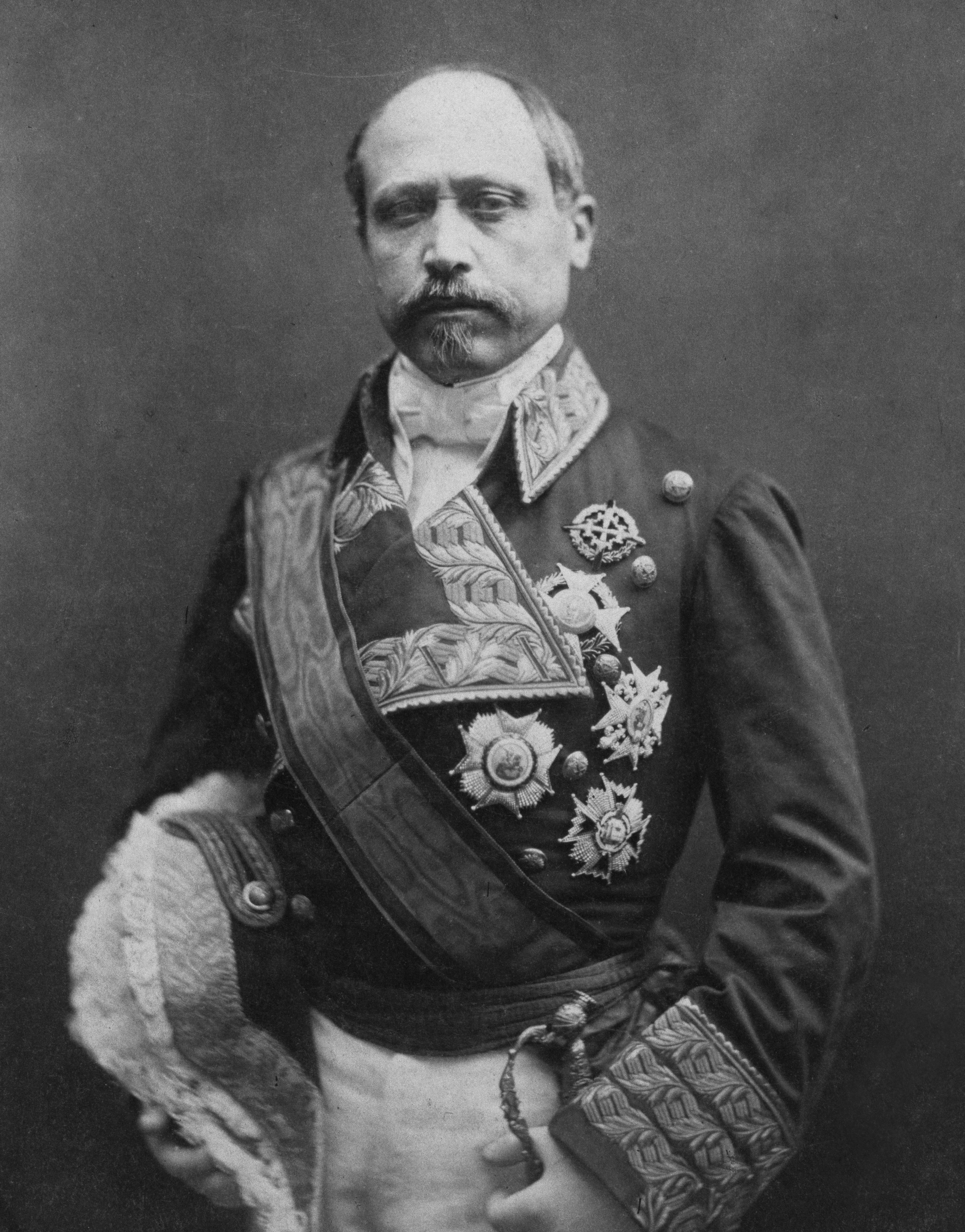
Serrano tuvo un papel relevante para la anexión de Santo Domingo.

El 20 de mayo de 1859 el general de división Felipe Alfau viajó a España como enviado extraordinario y ministro plenipotenciario ante la villa y corte de Madrid para gestionar un protectorado con España para sostener la independencia del Estado dominicano.
El 14 de febrero de 1860 el general Alfau dice en recepción con Isabel II:

“Como colonia de España hizo Santo Domingo por ella, a principios del siglo, tales sacrificios, que la historia los recuerda como ejemplo inimitable de fidelidad, abnegación y afecto, y aunque libre, independiente y soberano, no ha cambiado de sentimiento respecto de ella ni de su gloriosa dinastía, pues si ha sido leal como colonia, lo es y quiere serlo como aliado a su antigua Metrópoli, siempre fiel y agradecido.”

El 27 de abril, Santana escribió una carta a Isabel II en la que le expresaba su interés, no en un simple protectorado, sino en la anexión.

#### Tregua y conflicto con Haití
El 15 de enero de 1859 Faustino I fue destronado por el general Guillaume Fabre Nicolas Geffrard, duque de Tabara, proclamándose la República de Haití y volviéndose él en presidente de la misma. El presidente Fabre Nicolas Geffrard le ofreció espontáneamente a los cónsules británico y francés en Puerto Príncipe concluir con una tregua de cinco años con la República Dominicana y estaba dispuesto a restablecer las relaciones comerciales entre ambos países, sin embargo no era una reconciliación definitiva. El Gobierno dominicano no había aceptado la oferta de inmediato, sino que había manifestado algunas dudas acerca de cómo responder a la misma, y en vez de una tregua por cinco años se exigía por diez pero finalmente Miguel Lavastida, comunicó al cónsul francés de la capital que Santana aceptaba la proposición, respuesta que había transmitido a su homólogo en Puerto Príncipe.
En cuanto a la posibilidad de alcanzar un tratado de paz y comercio por parte del cónsul francés de la capital lo consideraba difícil, debido a que la República Dominicana no se querían a ningún precio relaciones comerciales por la frontera, ante el temor de una propaganda haitiana. De parte de los cónsules británico y francés en Puerto Príncipe buscaban el reconocimiento del Estado dominicano pero tenían como obstáculo el artículo cuarto de la constitución de 1846 y vigente en Haití que establecía que la isla era una e indivisible.
Si bien el Gobierno haitiano había manifestado la mejor voluntad de no retomar la parte española de momento no por eso fue menos activo y eficaz el género de hostilidades que emprendió contra el estado dominicano, proponiéndose Fabre Geffrard llevar a cabo sus fines de conquista por otros medios que no habían practicado sus predecesores, y sin haber pasado un año desde la tregua dominico-haitiano el 4 de abril de 1860 el Gobierno dominicano dirigió la primera reclamación a los cónsules británico y francés por el tráfico ilícito que tenía lugar en las fronteras de Las Matas de Farfán, con el apoyo y la protección del jefe haitiano de San Gabriel de las Caobas. El nuevo ministro de Relaciones Exteriores dominicano, Francisco Pedro Ricart y Torres, informó también a los agentes europeos de que los dominicanos que explotaban sus cortes de caoba en la zona de Petit-Trou eran con frecuencia víctimas de invasiones por parte de los haitianos, que entraban en el territorio dominicano para llevarse bueyes, caballos y todo lo que encontraban. Francisco Pedro Ricart comunicó estos hechos a fin de que convenio fuese cumplido por Haití igual como lo hacia República Dominicana, y añadió que entender por armisticio simplemente como la quietud de las armas, y que mientras tanto pudieran hostilizarse las partes beligerantes por los demás medios a su alcance, sería absurdo. Haití pasaría después de sonsaca y proselitismo de las poblaciones fronterizas con objeto de hacerse amigos entre los dominicanos, y así facilitarse el medio de invadir la parte española con probabilidades de buen éxito. Tales razones habían llevado al Gobierno dominicano a movilizar sus tropas con Santana a la cabeza para poner fin a aquella situación. Los haitianos además con promesas y dinero hicieron desertar a los generales dominicanos Domingo Ramírez y Morillo, quienes obedeciendo a las pretensiones haitianas se sublevaron en sus puestos de mando pero fueron reprimidos por el Gobierno dominicano.

## Gobernador de Santo Domingo

### Anexión a la monarquía isabelina

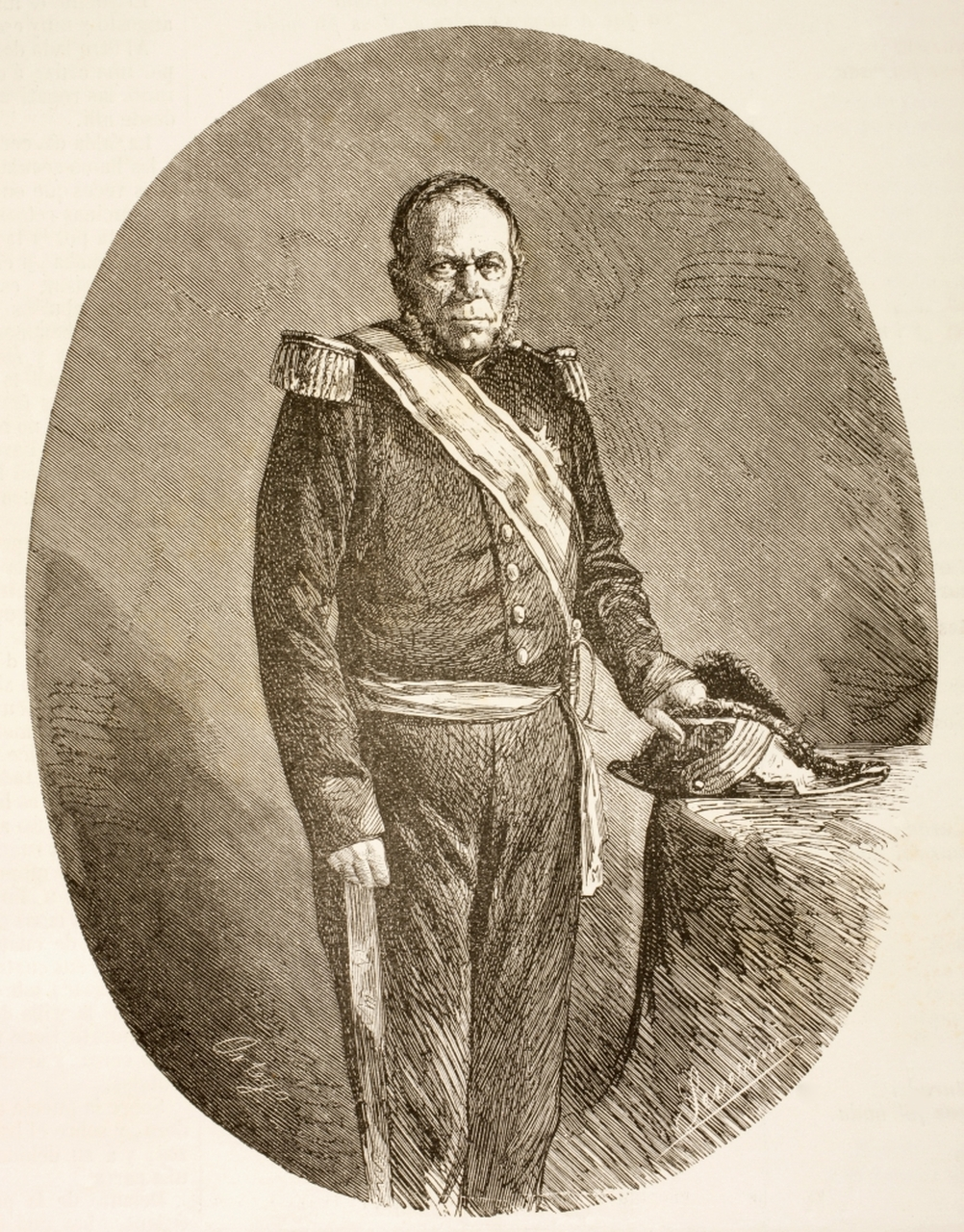
Ilustración de Santana en El Museo Universal de 1862 y que tuvo por leyenda: «el general santana, ultimo presidente de la república dominicana».

El 18 de marzo de 1861, día señalado para la proclamación de la reincorporación a la monarquía española, desde el amanecer circulaba por todos lados de las calles de la capital un numeroso gentío. A las siete de la mañana en la plaza de Armas, habían personas de toda clase, y poco después empezaron a llegar las tropas para guarnecer la ciudad, sin armas, y acompañadas de sus respectivos jefes, oficiales y se presentaría el Comandante de Armas de la capital con su Estado Mayor. Luego aparecería Santana y su séquito de ministros, senadores, generales, la oficialidad y las demás personas de distinción que debían asistir al acto. Poco después se presentó Santana en el balcón principal del Palacio de Justicia, desde el cual proclamaría la reincorporación al Reino de España a sus conciudadanos con la siguiente alocución:

“Dominicanos: No hace muchos años que os recordó mi voz, siempre leal y siempre consecuente, y al presentaros la reforma de nuestra Constitución política, nuestras glorias nacionales, heredadas de la grande y noble estirpe á que debemos nuestro origen.
Al hacer entonces tan viva manifestación de mis sentimientos, creia interpretar fielmente los vuestros, y no me engañé: estaba marcada para siempre mi conducta; mas la vuestra ha sobrepujado á mis esperanzas.
Numerosas y espontáneas manifestaciones populares han llegado á mis manos; y si ayer me habéis investido de facultades extraordinarias, hoy vosotros mismos anheláis que sea una verdad lo que vuestra lealtad siempre deseó.
Religión, idioma, creencias y costumbres, todo aún conservamos con pureza, no sin que haya faltado quien tratara de arrancarnos dones tan preciosos; y la nación que tanto nos legara, es la misma que hoy nos abre sus brazos cual amorosa madre que recobra su hijo perdido, en el naufragio en que ve perecer á sus hermanos.
Dominicanos: solo la ambición y el resentimiento de un hombre nos separó de la madre patria: dias después el haitiano dominó nuestro territorio; de él lo arrojó nuestro valor; !los años que desde entonces han pasado, muy elocuentes han sido para todos!
¿Dejaremos perder los elementos con que hoy contamos, tan caros para nosotros, pero no tan fuertes como para asegurar nuestro porvenir y el de nuestros hijos?
Antes que tal suceda; antes que vernos, cual hoy se ven esas otras desgraciadas Repúblicas, envueltas incesantemente en la guerra civil, sacrificando en ella valientes generales, hombres de Estado, familias numerosas, fortunas considerables y multitud de infelices ciudadanos, sin hallar modo alguno de constituirse sólida y fuertemente; antes que llegue semejante dia, yo que velé siempre por vuestra seguridad; yo que, ayudado por vuestro valor, he defendido palmo á palmo la tierra que pisamos; yo que conozco lo imperioso de vuestras necesidades, ved lo que es nuestro en la nación española, ved lo que ella nos concede.
Ella nos da la libertad civil que gozan sus pueblos, nos garantiza la libertad natural y aleja para siempre la posibilidad de perderla; ella nos asegura nuestra propiedad, reconociendo válidos todos los actos de la República; ofrece atender y premiar el mérito, y tendrá presentes los servicios prestados al país; ella, en fin, trae la paz á este suelo tan combatido, y con la paz sus benéficas consecuencias.
Sí, dominicanos; de hoy más descansareis de la fatiga de la guerra y os ocupareis con incesante afán en labrar el porvenir de vuestros hijos.
La España nos protege, su población nos cubre, sus armas impondrán á los extraños; reconoce nuestras libertades, y juntos las defenderemos, formando un solo pueblo, una sola familia, como siempre lo fuimos; juntos nos prosternaremos ante los altares que esa misma nación erigiera; ante esos altares que hoy hallará cual los dejó, intactos, incólumes y coronados aún con el escudo de sus armas, sus castillos y leones, primer estandarte que al lado de la cruz clavó Colon en estas desconocidas tierras, en nombre de Isabel I, la Grande, la Noble, la Católica; nombre augusto que al heredarle la actual Soberana de Castilla, heredó el amor á los pobladores de la isla Española: enarbolemos el pendón de su Monarquía, y proclamémosla por nuestra Reina y Soberana.
¡Viva Doña Isabel II! ¡Viva la libertad! ¡Viva la religión! ¡Viva el pueblo dominicano! ¡Viva la nación española!”

### Jura y renuncia como Capitán General

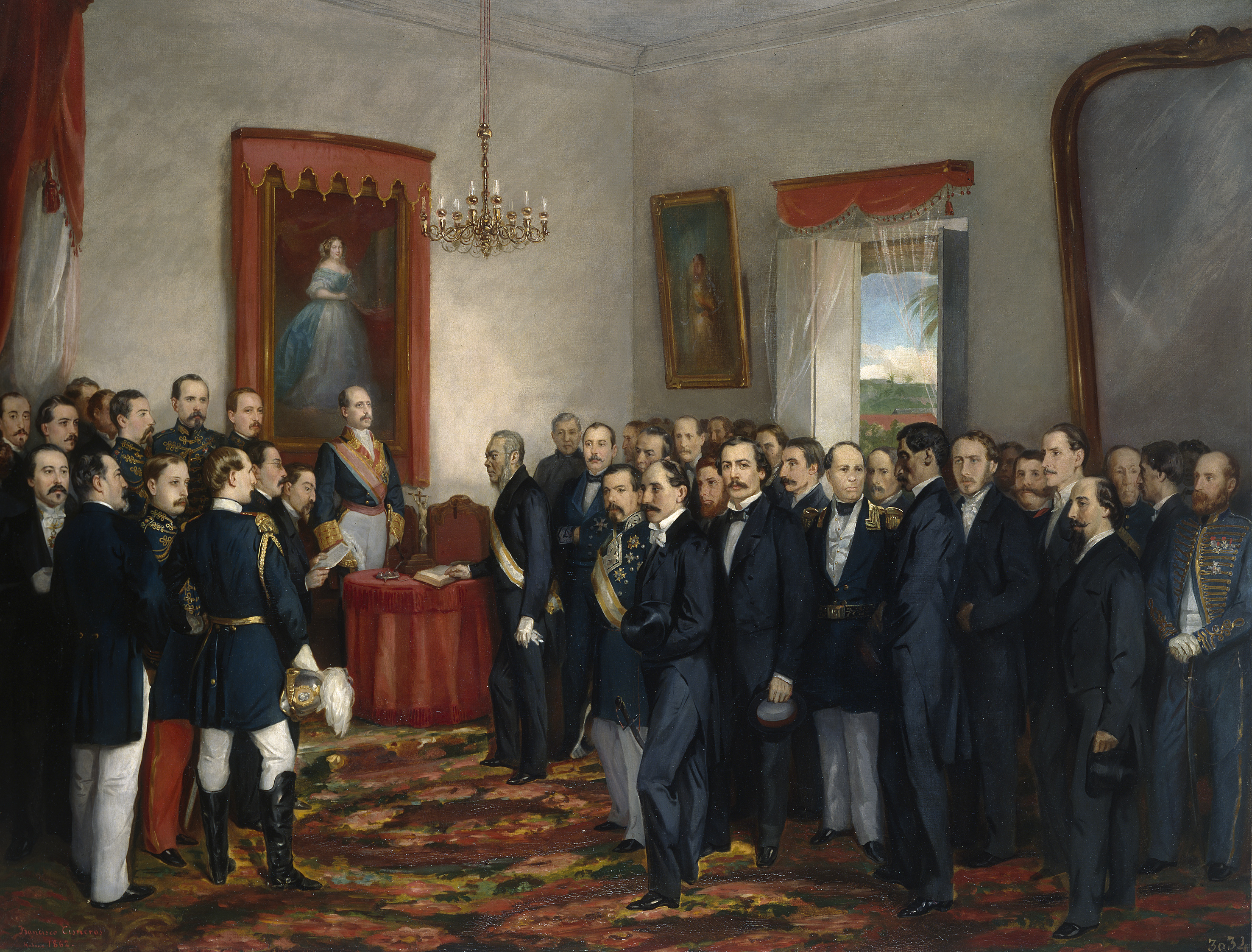
Jura del gobernador capitán general de Santo Domingo, don Pedro Santana (1862). Obra de Wenceslao Cisneros (Museo del Prado, Madrid).

El 8 de agosto durante su juramentación como teniente general de los reales ejércitos, gobernador superior civil y capitán general de Santo Domingo estuvieron presentes Serrano, quien le estaba tomando juramento a Santana, Pedro Ricart, Abad Alfau, Modesto Díaz, Eusebio Puello y Lavastida, Eugenio Gómez Molinero, José Malo de Molina y Fernando Arturo de Meriño.
El 18 de marzo de 1861, cuando se proclamó la anexión a España, el pueblo dominicano confirmó los rumores que habían corrido durante meses. Inmediatamente empezaron a salir los manifiestos de apoyo, tal y como había sido acordado por los seguidores de Santana. Santana fue nombrado gobernador de Santo Domingo, pero pronto descubrió que las cosas no serían como él había planeado, ya que las directrices españolas tomaban todas las decisiones.
El descontento alcanzó incluso a los sectores anexionistas que no lograron conseguir los beneficios que esperaban. El mismo Santana se sentía incómodo con la pérdida de su influencia y autoridad. Alegando quebrantos de salud, renunció a su cargo el 20 de julio de 1862.

## Últimos años

### Incompatibilidad entre el Altar y la Logia
El 2 de agosto de 1863, llegó a la isla en la fragata de guerra Princesa de Asturias el obispo ultramontano Bienvenido Monzón y Martín Puente, acompañado por la mayor parte del clero destinado a apoyarlo en sus funciones. Dos días después, el obispo realizó su entrada solemne en la ciudad, llevando a cabo la toma de posesión del arzobispado dominicano en presencia del capitán general José Felipe Rivero y Lemoine, el general Pedro Santana, marqués de las Carreras, y otras autoridades relevantes. Más tarde, Pedro Santana regresó al Seybo el 27 de agosto.
El arzobispo Bienvenido Monzón, firme defensor de la doctrina católica alineada con el magisterio de la Iglesia, destacaba por su personalidad fuerte, generando enemistades debido a su preocupación por la moral en el país. Enfrentaba problemáticas como parejas amancebadas, relaciones adúlteras y poligamas, separaciones no autorizadas, hijos ilegítimos y sacerdotes con descendencia. La inmoralidad se manifestaba en reuniones públicas y bailes. Algunos sacerdotes se quejaban del desorden y la corrupción en sus comunidades, donde incluso la autoridad cometía abusos de poder, y la población se entregaba a la embriaguez y la prostitución.
La aversión del obispo a la masonería y su firme propósito de declarar ilegales a las sectas protestantes, compuestas por extranjeros anglosajones, en su misión de salvaguardar la unidad católica de España, llegó al extremo de proclamar la fe católica como única religión del pueblo. No limitándose a condenar la masonería, el arzobispo instó a Santana y a los sacerdotes pertenecientes a las logias masónicas a abandonar esta sociedad secreta, condenada en repetidas ocasiones por la Iglesia y por las leyes españolas. Hasta hace poco, Santana, siendo gobernador y capitán general, continuó siendo protector de la masonería, y el 23 de diciembre de 1861, se erigió una Logia llamada "Fe No. 7". La Gran Logia Nacional, liderada por Jacinto de Castro, el gran maestre masón, decidió suspender las actividades masónicas el 6 de septiembre de 1862.
La inflexible actitud ortodoxa del obispo, asemejada a la de un "inquisidor moderno", tuvo consecuencias inesperadas al provocar que los dominicanos abandonaran muchos templos, inclusive en días festivos.
El arzobispo, en su percepción, llegó a comprender la esencia y naturaleza de la masonería en Santo Domingo, considerándola como un riesgo significativo en el ámbito político y una amenaza para el Gobierno y la tranquilidad del país. Los individuos influyentes que formaban parte de la masonería con un enfoque político mantenían estrechas relaciones y compromisos entre sí. Al contar con los medios de comunicación y acción proporcionados por esta organización secreta, dispersa por toda la isla, poseían la capacidad de incitar conflictos, propiciar revoluciones e incluso instigar cambios políticos.
En vísperas de llevar a cabo su primera visita pastoral en la arquidiócesis, el obispo de Santo Domingo se enfocó en abordar los problemas en el distrito de Santa Cruz del Seybo, donde llegaban noticias preocupantes sobre una sociedad afectada por vicios y donde la Iglesia desempeñaba un papel secundario. La falta de comunicación eficiente con la capital dificultaba la intervención religiosa y la administración de los sacramentos, dando lugar a matrimonios no católicos y niños sin bautizar.
Ante este panorama, el 1 de enero de 1863, se emitió una pastoral que incluyó un cuestionario con 10 preguntas, destacando dos sobre la situación de los matrimonios, indagando sobre su legitimidad y estado, y otra sobre la presencia de protestantes cerca de las parroquias, además de investigar la presencia de masones. Durante su visita, el obispo Bienvenido Monzón se enfocó en resaltar los beneficios del matrimonio sacramental y condenar la masonería. Gracias a la pastoral y la visita, se impulsó la celebración de miles de matrimonios católicos, implementando la doctrina del Concilio de Trento que no reconocía el matrimonio civil.
El 21 de febrero de 1863, en las orillas del río Soco, a las afueras del Seybo, Santana, junto con el gobernador de la ciudad y otras autoridades locales, dio la bienvenida al arzobispo hispano, quien llegó desde Higüey como parte de su visita pastoral. Santana mostró un profundo respeto hacia el arzobispo durante su encuentro. Tras las ceremonias y festejos en el Seybo, Santana acompañó al obispo a su nueva residencia, bendecida por el prelado hispano y preparada por el párroco local. Ese mismo día, se rezó el Santo Rosario y se entonaron las letanías y la Salve. El doctor Bienvenido Monzón, con el objetivo de fomentar la devoción y la fe, decidió incorporar las letanías de los Santos después de la santa misa, teniendo un impacto positivo al llevar a la población seybana a reflexionar sobre sus flaquezas y buscar el sacramento de la reconciliación. El agente comercial estadounidense G. W. Jeager relató que durante la visita hubo un incidente entre Santana y el obispo, en el cual el arzobispo solicitó a Santana, quien había ostentado el honor de protector de la masonería, todos los documentos y archivos que contenían los secretos de la masonería. Santana rechazó la solicitud, argumentando que «la Masonería existió en los tiempos de la República, pero que España había tomado el gobierno aquí y la había abolido, y que no era un asunto adecuado para su Señoría meterse con la Masonería». Después de 12 días, y solo en el día de despedida del arzobispo el 5 de marzo de 1863, se celebraron un total de 69 matrimonios.

### Levantamientos de febrero de 1863
Días antes, el 3 de febrero de 1863, un levantamiento liderado por el comandante Cayetano Velázquez, Manuel Chiquito y Nicolás de Mesa tuvo lugar en Neyba. Durante un velorio, Velázquez y sus compañeros instaron bruscamente a la población a unirse a la causa, argumentando la necesidad de "quitar el yugo" de la anexión española, llegando incluso a amenazar con la muerte a quienes se resistieran. Con alrededor de 40 hombres, apresaron al comandante, tomaron armas y los habitantes de varias secciones se unieron a ellos, proclamándose "dominicanos libres". Las respuestas sobre los objetivos de la rebelión fueron diversas; algunos mencionaron la intención de independizarse de España, mientras que otros indicaron que Velázquez había sugerido que "serían haitianos" y Mesa que "contaban con el apoyo de los haitianos", añadiendo que "ellos no querían ser haitianos". A pesar de estas discrepancias, la mayoría de los rebeldes ingresó al pueblo coreando vivas a la República y a Pedro Santana. Sorprendentemente, para impulsar la revuelta, los rebeldes se ampararon en el nombre de Santana, a pesar de que él era el responsable de la anexión. Este hecho resalta el peso de la autoridad de Santana, que incluso un año y medio antes se rumoreaba que podría liderar una revolución contra España.
La revuelta en Neyba fue rápidamente controlada por Eusebio Puello, quien restauró el orden sin recurrir a derramamiento de sangre. Más tarde, en la Línea Noroeste, el general Lucas De Peña tomó la villa de Guayubín el 21 de febrero, y el general Santiago Rodríguez lideró una exitosa revuelta en Sabaneta el 22 de febrero. El día 24, otro levantamiento ocurrió en Santiago, donde 100 patriotas, incluyendo veteranos de la guerra de independencia y miembros activos de la reserva, proclamaron "¡Viva la República Dominicana!". Ante estos eventos, el 28 de febrero, José Felipe Rivero y Lemoine decretó el estado de sitio en el distrito de Santiago de los Caballeros.
Santana, en ese momento en Seybo, se apresuró a presentarse en la capital, aceptando la oferta del capitán general para liderar las fuerzas del Ejército y milicias del país en el Cibao. Encabezó una numerosa tropa y delegó el mando inmediato de las fuerzas del Ejército para las operaciones al mariscal de campo Carlos de Vargas y Cerveto, segundo Cabo de la provincia, y el de las milicias del país al general de las reservas provinciales José María Pérez Contreras. Partieron de Santo Domingo el 8 de marzo de 1863 hacia el Cibao y, para el 10 de marzo, ya estaban en Santiago, donde el orden se encontraba restablecido a su llegada. Santana emite una proclama en Santiago el 12 de marzo, expresando sus sentimientos sobre los acontecimientos en la región, antes de regresar a Santo Domingo
Por orden de Felipe Rivero y Lemoine, se inició un Consejo de Guerra que culminó con la condena a la pena capital de Eugenio Perdomo, Carlos Lora, Vidal Pichardo, Ambrosio de la Cruz y Pedro Ignacio Espaillat, cuya ejecución se consumó el 17 de abril. Aunque la severidad del castigo dejó impresiones palpables en la sociedad, un gesto de clemencia mitigó en cierta medida su impacto. El 27 de mayo de 1863, la reina Isabel II otorgó una amplia amnistía, abarcando tanto a aquellos que se habían sublevado contra España como a todas las personas involucradas en actividades políticas previas a la anexión. Esta medida supuso una breve pausa en la insurrección, e incluso Buenaventura Báez, desde su exilio en París, optó por aprovechar la amnistía, presentándose a Isabel II como leal súbdito y logrando que lo promoviera a mariscal de los Reales Ejércitos en octubre de 1863. Durante este tiempo, parecía incluso que el líder de las movilizaciones, Lucas De Peña, consideraría la amnistía, pero en realidad, esta marcó el reinicio de actividades conspirativas de los independentistas. Aquellos absueltos regresaron a sus hogares sin abandonar sus intrigas contra el Estado español.
El 11 de agosto de 1863, la reina concedió a Santana la Gran Cruz de la Real y distinguida Orden de Carlos III.

### Campaña de Monte Plata y Guanuma

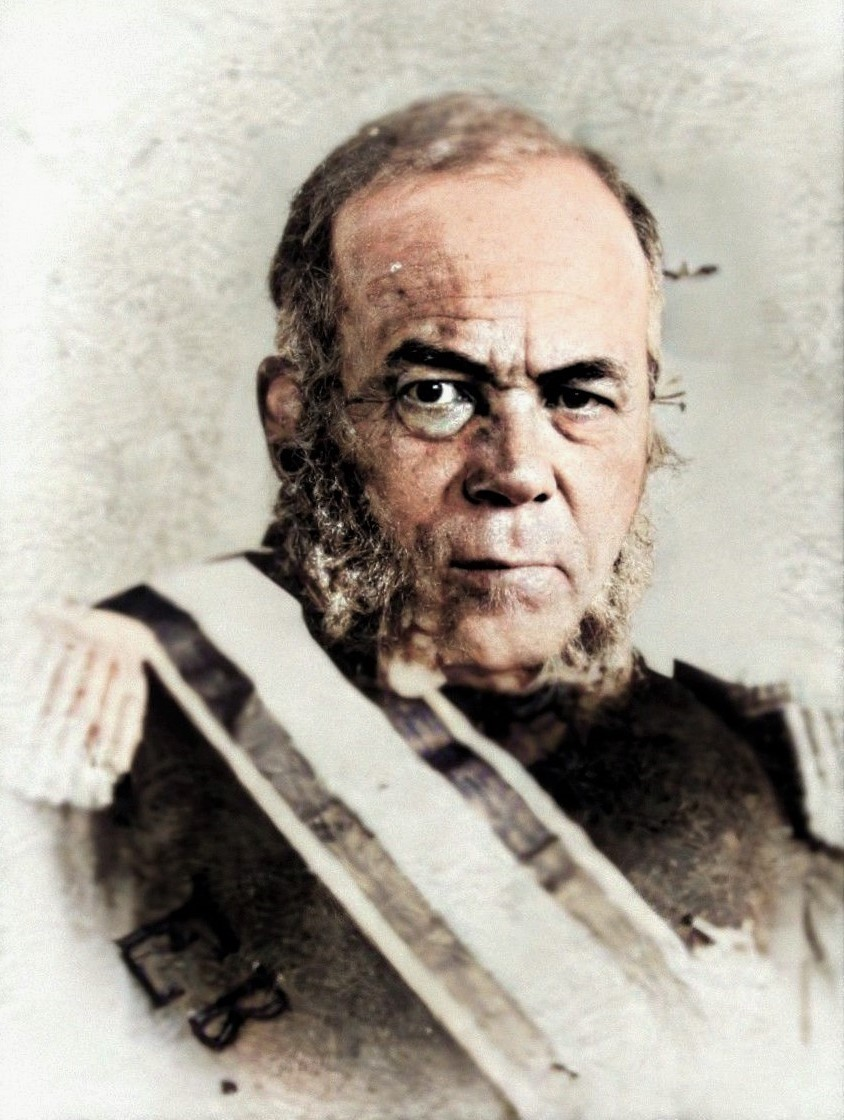
Pedro Santana portando la rojigualda como banda, fotografiado por Epifanio Billini en 1861.

En agosto de 1863, los revolucionarios dominicanos exiliados en Haití, bajo la dirección de Santiago Rodríguez, vieron una oportunidad cuando el Gobierno decidió desplazar las guarniciones fronterizas hacia Puerto Plata y Santiago. Aprovechando esta oportunidad, los insurgentes cruzaron la frontera y llegaron al cerro de Capotillo en Dajabón, donde ondearon la bandera del extinto Estado dominicano, marcando el inicio del Grito de Capotillo y la lucha contra el Gobierno español en la Primada de las Indias.
Después de pasar algunos días en territorio español, los insurgentes se apoderaron del pueblo de Guayubín, que devastaron con un incendio, y continuaron avanzando. Los conspiradores ocultos también tomaron el control de las ciudades de La Vega, Moca, San Francisco de Macorís y, por un breve período, Puerto Plata. Se acercaban cada vez más a Santiago, donde el gobernador de dicha ciudad, el brigadier Manuel Buceta, comandante general del Cibao, ya se había enfrentado a los revolucionarios en los primeros momentos de la revolución.
Al investigar el origen de los levantamientos, Santana llegó a la conclusión de que surgieron debido a decisiones locales sin una planificación adecuada. Estas medidas afectaron las costumbres y tradiciones dominicanas, generando tensiones con impuestos abrumadores, y se sumaron abusos y problemas en la administración de justicia. Asimismo, señaló el malestar causado por la pastoral de Bienvenido Monzón, que expresó conceptos afectando el orgullo de muchos sin considerar las circunstancias del país.
Las instrucciones impartidas por la pastoral a los párrocos incrementaron el descontento y generaron dificultades en una sociedad completamente católica y respetuosa de la religión. Durante el primer levantamiento de 1863, todas estas causas estaban presentes, y en ese contexto, las circunstancias eran aún más preocupantes. Desde los levantamientos de febrero, las condiciones empeoraron, persistiendo y agravándose los problemas, exacerbados por los abusos de autoridad perpetrados por Manuel Buceta, a quien Santana acusó de actuar como un tirano e insultar a los habitantes del distrito de Santiago. Aseguraba Santana que la sociedad se encontraba bajo la carga de una política inconveniente y opuesta en muchos aspectos a los intereses morales y materiales del país.
Aunque Santana no justificó la rebelión, afirmó que ambos levantamientos tuvieron su origen en la desafortunada política de las autoridades locales, que iba en contra de los objetivos del Gobierno de España. Desde su retiro privado, contempló con pesar los males que aquejaban al país, por cuyo bien se esforzó desde sus primeros años. Para Santana, presenciar lo ocurrido y lo que acontecía fue un tormento. Aunque anticipaba los sucesos, no pudo evitarlos. A pesar de brindar consejos repetidamente, las consultas que sobre las cosas del país se le hicieron a Santana, fueron para liderar el Ejército en marzo y, nuevamente, en la nueva situación con la rebelión.
Conforme las noticias sobre la insurrección en la frontera y su propagación hacia Santiago se difundían, Felipe Rivero comprendió la urgencia de tomar medidas inmediatas para sofocar el foco revolucionario. Sin embargo, se enfrentaba a la falta de suficientes tropas y a información limitada sobre la situación en Santiago. Ante esta desafiante coyuntura, consultó a Santana y juntos trazaron un plan para una expedición que cruzaría la cordillera central en dirección a Santiago, con el propósito de respaldar a las fuerzas españolas y restaurar el orden. El proyecto fue anunciado en los periódicos de Santo Domingo.
El 15 de septiembre de 1863, Santana encabezó una columna de 2 100 hombres, que incluía tropas peninsulares y dominicanas, además de 500 jinetes de las reservas de San Cristóbal. Se esperaba un contingente similar de las reservas del Seybo durante la marcha. Fue recibido con entusiasmo por las tropas en Pajarito y marchó hacia el Cibao. Sin embargo, el camino hacia Santiago presentó desafíos, como la travesía de ríos y mal tiempo. A pesar de ello, la columna llegó a la villa de San Antonio de Monte Plata y se emitió una proclama instando a unirse contra la rebelión.
Las condiciones para las tropas españolas fueron adversas. El campamento militar de San Antonio de Monte Plata estaba en mal estado, con lluvias, humedad y calor agravando la situación. La falta de refugio adecuado, terrenos inundados y escasez de alimentos complicaban aún más las cosas. El retraso en la llegada de las reservas del Seybo aumentó las dificultades y el descontento, así como el número de enfermos. El 24 de septiembre, Rafael Santana llegó con 500 seybanos, pero dos días después, un alboroto estalló entre ellos. Aunque Santana calmó la situación, al amanecer, solo quedaban 300 seybanos, muchos desertaron. La evacuación de los heridos se volvió problemática debido a la falta de transporte, resultando en una acumulación de heridos y enfermos. Santana, impaciente, le rogó al capitán general que resolviera sus necesidades, pero resulta que no podía porque todos le pedían lo mismo. El descontento empezó a extenderse entre las reservas, y muchos sancristobaleños desertaron rápidamente, alentados por el exgeneral Pedro Valverde y Lara, quien se encontraba como prisionero político.
Cuando Santana decidía emprender operaciones, llegó la noticia de la capitulación de Santiago, causando impacto. A pesar de la disposición del capitán general de que la columna regresara a la capital, Santana desobedeció la orden. Convocó a los jefes de los diferentes cuerpos militares y expresó su preocupación de que cumplir la orden podría tener un impacto negativo en la reputación del Gobierno, ya que los insurgentes estaban cerca y aún no se había librado ningún combate. Expuso la idea de probar suerte y perseguir a los revolucionarios, opinión que fue unánimemente aceptada.
Finalmente, el 29 de septiembre, la expedición llegó al río Bermejo en Don Juan (Monte Plata), donde se concentraba la fuerza insurgente liderada por el coronel Dionisio Troncoso. En la batalla de Arroyo Bermejo, las tropas expedicionarias respondieron al intenso fuego enemigo, logrando vencer a los insurgentes, expulsándolos de su posición y conquistando sus campamentos. La expedición continuó avanzando hacia otras localidades, tomando San Pedro y La Luisa sin encontrar resistencia. En el río Guanuma, el 2 de octubre de 1863, se enfrentó en combate con el general de brigada Gregorio Luperón, a quien venció. Luego, fortificó el famoso campamento de Guanuma en la Sabana de Juan Álvarez.
De las victorias obtenidas en Arroyo Bermejo y Guanuma, el mariscal José de la Gándara no les atribuyó la misma trascendencia que Santana intentaba destacar. La elección de detenerse en una posición desfavorable al comienzo de la campaña y descuidar el objetivo de socorrer al Cibao no reflejó un control total de las circunstancias. Más bien, plantea dos posibilidades: un respeto excesivo hacia un enemigo que siempre resultaba vencido, o la intención deliberada de desviarse del plan de campaña. Santana, posteriormente, aprovechó estas victorias para solicitar refuerzos al Ministerio de Ultramar de manera inoportuna y para proponer su única solución: destituir a las autoridades superiores, incluyendo al arzobispo Bienvenido Monzón, cuya salida consideraba absolutamente necesaria.
El 11 de octubre, en una carta al ministro de Ultramar, criticó la decisión de Rivero de retirar las tropas españolas de Azua para reconcentrarlas en Santo Domingo, calificándola como una disposición que «echa por tierra la obra más santa inaugurada el 18 de Marzo de 1861». Después de las recientes victorias, incluida la de Eusebio Puello en la batalla del Jura cerca de Azua, Santana consideró que «se hace rehabilitar al enemigo, entregándole toda aquella provincia, porque para mí no es más que una entrega el hecho de demandar á que se replieguen á la capital las fuerzas que guarnecen aquel punto, y lo mismo que se hace en Santo Domingo con los pueblos de Baní y el Maniel, como si hubiera una determinada disposicion á perder el país».
Rivero instó a Santana a retirarse, pero este, lejos de acatar la orden, afirmó que seguiría las operaciones sobre la villa de San José de Yamasá y que no tenía la menor intención de retirarse. Desde el 3 hasta el 12 de octubre, las únicas operaciones fueron las guerrillas lideradas por el teniente Antonio Guzmán del Rosario, conocido como Antón, quien era compadre y figura de confianza de Santana. En esos días, se unió al campamento el batallón de Nápoles, elevando la fuerza del Ejército expedicionario a más de 3 000 hombres.
El 13 de octubre, Santana logró otra victoria en las Barrancas de Santa Cruz de San José de Yamasá, capturando una pieza de artillería, municiones y víveres a las fuerzas de 4 000 hombres liderados por el general José Antonio Salcedo. Este general, partidario de Buenaventura Báez, fue proclamado presidente de la República Dominicana después del Acta de Independencia Nacional del 14 de septiembre de 1863, que estableció el Gobierno Provisorio de Santiago, de orientación liberal-baecista. Santana hace su entrada triunfal en la villa de Yamasá al día siguiente.
Por su parte, el Ministerio de Guerra del Gobierno Provisorio de Santiago, bajo la órbita de Ramón Mella, expresó en un comunicado: «Nosotros sabemos, y nos parece que Ud. es de la misma opinión, que si los Españoles pasan a este lado del Cotuí, la revolución corre grave riesgo». El Gobierno de Santiago estaba convencido de que las fuerzas españolas, reconcentradas en la capital por Rivero, se dirigirían hacia el Cibao con los generales Puello y Santana. Además, desconfiaban de los habitantes de San Francisco de Macorís, Moca y La Vega, considerándolos los pueblos del Cibao más propensos a la deserción en favor de la Corona española y menos comprometidos con la causa independentista:

“El Gobierno no tiene ninguna confianza en la gente de arriba que, además de su habitual temor al Gral. Santana, se ha desmoralizado mucho con la derrota del día 13, que el Gobierno ha descubierto que fue una sorpresa, siendo muy sensible que nuestros Generales al frente del enemigo se hicieran culpables de tanto descuido (...) La ocupación de San Cristóbal es el paso preliminar para que el enemigo avance por Piedra Blanca, que pertenece a Bonao y llega a La Vega (...) Si el Gral. Santana logra penetrar en el valle del Cibao sin ser derrotado, tenga Ud. por seguro que la revolución está en peligro.”
Comunicado No. 523 a Gaspar Polanco de fecha 24 de octubre de 1863

Santana venció nuevamente a los insurrectos en Yamasá el 15 de octubre de 1863, mientras simultáneamente José María Pérez Contreras combatía a los rebeldes en San Pedro. Las tropas de Santana se quedaron inmóviles en Monte Plata y Guanuma, sirviendo como una efectiva barrera de contención, resultando más tarde en una molestia para los revolucionarios, ya que estaban decididos en expulsarle de Monte Plata para sublevar el distrito del Seybo y luego tomar la capital. En lugar de dirigirse hacia Santiago, como muchos esperaban, Santana optó por retirarse hacia Guanuma, atravesando Santa Cruz sin ser molestado por el enemigo. En esos días, implementó el despliegue de espías dominicanos leales a la corona para socavar a los insurrectos, táctica que se sospechaba había afectado a las tropas de los generales José Antonio Salcedo y Gregorio Luperón. Santana también tuvo que soportar groserías de los revolucionarios, quienes desde el bosque lo llamaban con desdén frecuentemente «gran pendejo» al desafiarle a combate.
El 21 de octubre, el marqués de las Carreras sorprendió al enemigo en Piedra Hincada, desalojándolos con rápidos disparos de artillería. Después, el 23 de octubre, el mariscal Carlos de Vargas y Cerveto asumió el mando de Santo Domingo, sucediendo a su predecesor, Rivero. El día 30, en medio de un fuerte aguacero, el capitán general de Santo Domingo se embarcó en el vaporcito Majestad, que remontó el río Ozama hasta el Isabela, llevándolo en una hora al punto conocido como La Barca de Santa Cruz. Allí esperaba Santana, quien, dejando sus tropas en Guanuma, acudió a la cita con una pequeña escolta. Al acercarse, los dos generales se abrazaron efusivamente, demostrando una amistad sincera. Compartieron un almuerzo campal y sostuvieron una larga conferencia en privado. Aunque se especulaba en los periódicos españoles que de esa reunión surgiría la paz y la felicidad para el país, el verdadero resultado de la entrevista fue la aprobación a la desobediencia de Santana a las órdenes del capitán general Carlos de Vargas y Cerveto.
El 30 de noviembre de 1863, la expedición se repitió en Santa Cruz en Yamasá, encontrando mayor resistencia. La caballería insurgente apareció por primera vez, enfrentándose al fuego español y retirándose con pérdidas. Ese día fue uno de los combates más grandes y con más bajas para el Ejército español, mientras que no se encontró ningún herido entre los rebeldes restauradores. Al día siguiente, el 1 de diciembre de 1863, los rebeldes regresaron, pero el marqués de las Carreras los derrotó en un feroz combate en el cementerio de Yamasá. Después de la batalla, las fuerzas expedicionarias se retiraron a Guanuma y solicitaron refuerzos desde la capital. Santana, al conocer la amenaza a José María Pérez en Monte Plata, marchó, enfrentó a los insurgentes y los desalojó de sus posiciones.
Fue durante este período que se produjo la deserción de Antonio Guzmán del Rosario, y los convoyes que transitaban entre la capital comenzaron a sufrir molestias. Antonio Guzmán, junto con otros de la reserva, abastecía eficazmente al campamento español, imponiendo precios elevados a los soldados. Acumuló 3 000 pesos en este negocio lucrativo y obtuvo permiso para dirigirse al Seybo con el respaldo de su compadre, Santana. Confiando en Antón Guzmán, Santana le entregó 2 000 pesos adicionales. Sin embargo, días después, se sorprendió al descubrir que Guzmán lideraba una partida de insurrectos, formada por personas que Santana consideraba amigos inquebrantables.
La noticia de la traición llegó a Santana a través de una carta injuriosa de Guzmán, quien juraba matarlo con su propio puñal. Profundamente afectado, Santana tomó medidas inmediatas, ordenando a la guardia de su casa no permitir la entrada a individuos armados de la reserva. En cuestión de días, Guzmán sublevó prácticamente todo el distrito del Seybo y ascendió al rango de general.
En plena Navidad, la campaña de Monte Plata culminó con otra acción en Yamasá, donde los rebeldes fueron vencidos y perseguidos hasta Arroyo Jaibita. Simultáneamente, el brigadier Juan Suero se enfrentó a los revolucionarios, forzándolos a abandonar Los Botados. Tras esto, todas las fuerzas españolas regresaron al campamento de Guanuma. En medio de estos eventos, el Gobierno de Santiago emitió un decreto que declaraba a Pedro Santana fuera de la ley, ordenando su ejecución por cualquier jefe militar que lo capturara.
Estos combates, que resultaron ser infructuosos, vieron al marqués de las Carreras perder un tiempo valioso en lugar de llevar a cabo operaciones militares, su objetivo primordial.

### Campaña del Seybo y declive

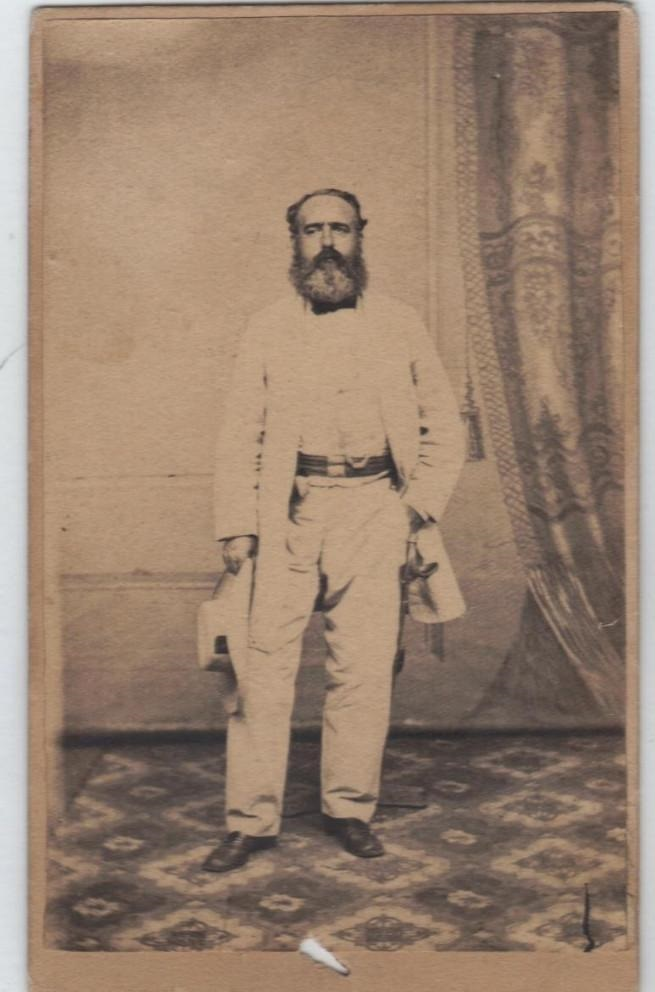
José de la Gándara, llamado por los restauradores dominicanos la Gángara, fotografiado por Epifanio Billini en enero de 1865. Inquebrantable enemigo de Pedro Santana. La narrativa de Gregorio Luperón ilustra de manera incisiva la confrontación entre ambos generales: «La Gándara, con su torpeza vino a dar a la revolución la provincia del Seibo, y todos los santanistas del país, y a afianzar más el triunfo de la revolución, cuando se prometía con gran pompa destrozarla y destruirla. Creía sin duda y de muy buena fe, que la revolución era motivada por el descontento que el pueblo tenía contra el General Santana, y no determinación irrevocable, del pueblo que él esperaba ver encorvado ir a aplaudirle y a someterse a su vasallaje por los atropellos que con odios mezquinos y con perverso estudio había ejercido contra el héroe de las Carreras; contra aquel valiente y honrado General que a fuerza de restringirle, de calumniarle y de ultrajarle de la manera más cobarde e injusta y sin ningún miramiento a sus altos méritos, y a las indiscutibles cualidades superiores que como militar le distinguían, fué por él reducido hasta la triste condición de prisionero político, como si hubiera sido un criminal para España, por lo cual el General Santana, con toda su entereza, dignidad y valor, prefirió morir antes que someterse. Con este suceso, la mayor parte de sus partidarios se pasaron a la revolución».

A fines de diciembre de 1863, Pedro Santana cayó enfermo, siendo asediado el 3 de enero de 1864 por un dolor en el estómago y la cabeza que se tornó letal. Inmediatamente se informó al general Carlos de Vargas y Cerveto, y se decidió trasladarlo a Santo Domingo. Abandono el campamento y llegó a la capital el 4 de enero, siendo reemplazado por el mariscal Antonio Abad Alfau en el campamento. Por su estado de salud, Santana no pudo recibir a las comisiones que acostumbraban felicitarlo el día de Reyes.
A pesar de su estado de salud, el 12 de enero, Santana, acompañado por un batallón de 300 hombres, una pieza de artillería y 10 dragones, abandonó Santo Domingo. En su camino, reclutó a unos 100 hombres de las reservas que se unieron a la marcha. Al día siguiente, al llegar a Los Llanos, recibió noticias del ya general Antonio Guzmán, quien había logrado sublevar a los campesinos del Seybo y las orillas del Ozama. De manera insolente, Guzmán le avisaba que lo esperaba en el lugar conocido como Pulgarín. Lleno de ira, Santana se dirigió a enfrentar a un adversario que le resultaba odioso.
El 16 de enero, en Capote, el marqués de las Carreras logró otra victoria sobre los insurgentes, dispersándolos eficazmente. Ese día, las tropas de Guzmán realizaron algunos disparos hacia la casa de Santana en Capote. Al día siguiente, la batalla por Pulgarín, una posición estratégica en la montaña, implicó cuatro horas de intenso fuego y varias cargas a bayoneta, resultando en la derrota de los defensores rebeldes a pesar de su inferioridad numérica. Este triunfo sobre Guzmán tuvo un impacto moral significativo en la región, generando la creencia de que, reconociendo su impotencia, Guzmán se uniría al Gobierno de Santiago con los pocos seguidores que le quedaban. La victoria en Pulgarín parecía allanar el camino hacia la pacificación del distrito del Seybo. De hecho, se observaron signos de este cambio, ya que, en todos los puntos donde había destacamentos de fuerzas españolas, los vencidos se presentaban en gran número, siendo bien recibidos y agasajados.
El 19 de enero, infligió graves pérdidas a los restauradores en el río de la Jina, y el 23 de enero fue recibido con expresiones exuberantes de regocijo en Hato Mayor. Es en este punto que Santana se percató de que la situación se volvía crítica para la causa de España. En el bando enemigo, el general Gregorio Luperón se esforzaba por ampliar la esfera de la revolución y cortar los caminos que conectaban con Santo Domingo. Los convoyes y los soldados españoles caían derrotados ante los rebeldes. Santana asumió la comandancia general del Seybo, dirigiendo las operaciones de las tropas del distrito seybano. 
El 9 de febrero de 1864, una columna española destacada por Santana desde Hato Mayor se enfrentó al Ejército enemigo en el paso del río Seco, causándoles heridos sin sufrir pérdidas. El 12 de febrero, el general de las reservas Juan Contreras, retrocedió ante el ataque de rebeldes en el desfiladero de Maluco en Boyá. Durante la retirada, el coronel Olegario Tenares desafió a Contreras, quien aceptó y murió en la lucha. 
Con el recrudecimiento de la guerra y la creciente revolución, las dudas de Carlos de Vargas y Cerveto aumentaron. Santana, desde el Seybo el 21 de febrero, comunicó con franqueza que el país les era mayoritariamente contrario, y que muchas poblaciones aparentemente pacíficas solo lo estaban por la presencia de las tropas. Santana agregó esta alarmante confesión: «No es posible aumentar las fuerzas de las reservas dominicanas; todos los hombres leales están alistados y haciendo su servicio al lado de las tropas del ejército, y aún de éstos hay algunos con quienes es necesario guardar precauciones y a quienes no es prudente dejarles el armamento por si se desertaren con él al enemigo». Esta confesión reveló la gravedad. Las declaraciones de Santana generaron discordia con el capitán general de la parte española de la isla, resultando en desacuerdos en los planes militares. 
El 5 de marzo de 1864, Santana encaró a una fuerza enemiga en los montes de Yerba Buena, en Hato Mayor. Este grupo independentista, liderado por el presbítero Domingo Feliciano, Genaro Díaz, Guzmán y su esposa Laureana Vásquez, fue derrotado completamente tras un combate que se extendió por cinco horas. El 7 de marzo, Carlos de Vargas ordenó la concentración en San Carlos de las tropas de Guanuma y Monte Plata, dejando dos batallones en San Antonio de Guerra. Esta decisión benefició a los restauradores, liderados por Gregorio Luperón, quien marchó contra la villa de Guerra, mientras Juan Suero salía a enfrentarle.
La disolución del campamento de Guanuma, que mantenía a raya a los restauradores, permitió que estos fortalecieran sus fuerzas. Las comunicaciones entre las tropas de Santana y los puntos estratégicos se volvieron más complejas y arriesgadas. Las guarniciones españolas, afectadas por enfermedades, recibieron la orden de retirarse a Santo Domingo. Ante este escenario, las guarniciones de Hato Mayor, Los Llanos y Guerra fueron reforzadas. Santana se oponía a la posibilidad de levantar los campamentos de Guanuma y Monte Plata, sugiriendo mantenerlos a toda costa. Aunque admitió la opción de concentración, estableció condiciones estrictas y lo consideró como último recurso. Su principal preocupación radicaba en evitar que el enemigo se aproximara a la capital y penetrara en el distrito del Seybo.
Siguiendo instrucciones del capitán general, Suero fue enviado para relevar al marqués de las Carreras en el mando de la comandancia general del Seybo. Ante la negativa de Santana, Suero se trasladó a Guerra, donde asumió el cargo de jefe de la brigada del pueblo homónimo el 14 de marzo. El día 24, durante el Jueves Santo, en la batalla del Paso del Muerto, Suero se enfrentó a los restauradores en un combate intenso y logró derrotar a las tropas de Luperón. Sin embargo, tras el combate, fue herido de muerte por una bala y, al regresar a Guerra, falleció horas después, generando un profundo pesar entre sus tropas.
Afectado por la muerte de Suero, Santana presenció cómo se alejaba hacia la irrelevancia, perdiendo amistades y enfrentando la hostilidad de sus compatriotas. Santana estaba enfrentando el trance más terrible de su vida pública. Desde Madrid, llegaban persistentes los ecos del desalentador fracaso de Vargas frente al auge de la revolución restauradora. El Gobierno español decidió entonces designar en su reemplazo al teniente general José de la Gándara, quien asumió el día 31 su difícil destino. Este nuevo gobernador creía que la rebelión se debía al odio de los dominicanos hacia Santana y se enfrentó directamente a él.
Santana, enfrentando apuros evidentes, optó por dirigirse a la capital con el propósito de sostener una conferencia y exponer sus dificultades al nuevo gobernador y capitán general. La visita tuvo lugar el 4 de abril de 1864, con la entrevista entre los generales Santana y José de la Gándara, mientras este último se encontraba ocupado con los preparativos para una operación en San Cristóbal. La entrevista entre ambos generales estuvo impregnada de tensiones. La pérdida total de prestigio, resultado del fracaso de la anexión, transformó el carácter de Santana en una combinación de irritación y ensoberbecimiento. La entrevista se volvió áspera debido a la acritud que los sucesos habían dejado impresa en la personalidad de Santana. Reconociendo que su situación era insostenible sin considerables refuerzos para controlar el distrito del Seybo en plena conflagración, Santana argumentó que la extensión de la revolución, la cual para él no era más que una guerra civil, no se debía solo a la retirada de las tropas de Guanuma y Monte Plata, como él mismo insistía, sino a la fuerza misma de los acontecimientos. Parapetándose en la idea de que la responsabilidad recaía en los errores políticos y administrativos de España, Santana informó al jefe peninsular sobre la imposibilidad de dominar el distrito del Seybo sin refuerzos sustanciales. La entrevista culminó con la promesa del capitán general de enviar refuerzos al Seybo, una vez concluida la expedición de San Cristóbal. 
La situación en el distrito del Seybo se volvía desafiante, a pesar de la influencia de Santana y los éxitos militares previos. La insurrección ganaba fuerza, impulsando ataques en pueblos controlados por los españoles. Ante esta realidad, el capitán general tomó medidas estratégicas, incrementando tropas y designando líderes para mejorar la organización tanto táctica como administrativamente. Tres batallones, una batería y 50 caballos, bajo el mando del brigadier Baldomero de la Calleja, fueron enviados para respaldar las operaciones del marqués de las Carreras. Aunque este nombramiento cumplía con la promesa hecha, generó polémica para Santana. 
En su comunicación al capitán general el 3 de mayo de 1863, Santana expresó su descontento y preocupación por la designación de Baldomero Calleja como su segundo al mando en las fuerzas que operaban en el distrito del Seybo. Llegó al extremo de declarar: «antes de leer este nombramiento, puedo asegurar a V. E. que hubiera preferido dejar de existir». Desde el principio, Santana mostró su preferencia por otros generales locales, como Eugenio Miches y Antonio Sosa, a quienes consideraba más aptos. En su comunicación, Santana subrayó la falta de confianza implícita en la designación de un brigadier peninsular en lugar de un general dominicano. Consideraba que esta medida desatendía a líderes locales dignos y comprometidos con la causa desde la anexión y conocedores de la región seybana. Además, resaltó que en el pacto establecido al entregar el país a la Corona española, donde se reconocían iguales consideraciones a los jefes y oficiales del Ejército dominicano y peninsular, y consideró que se estaba irrespetando este pacto, menoscabando los derechos y la dignidad de los oficiales dominicanos.
A pesar de la lealtad y valor de los generales de las reservas, el capitán general evaluó que ninguno reunía las condiciones necesarias para liderar con éxito a los peninsulares. Ya sea por compromisos comerciales, falta de conocimientos fundamentales o rivalidades personales, consideraba que, en general, los dominicanos carecían de las aptitudes necesarias para liderar tropas peninsulares. Pese al disgusto inicial por su nombramiento, Calleja no solo se ganó el aprecio y la consideración de Santana desde los primeros momentos, mostrando una actitud deferente y respetuosa, también obtuvo el respeto y la estima de los generales y jefes de las reservas, así como de todos los habitantes leales.
Mientras tanto, la situación de Santana se torna cada vez más tensa, y su irritación iba en aumento. Las discrepancias entre Santana y el capitán general alcanzan su punto crítico, desembocando en un quiebre con el capitán general José de la Gándara. Este quiebre se torna evidente cuando el gobernador y capitán general, sintiéndose agraviado por el contenido de la comunicación de Santana, no solo se muestra ofendido, sino que amenaza con llevarlo a los tribunales por indisciplina militar y falta de respeto a su posición. Destaca la gravedad de las supuestas faltas de Santana y le recuerda las responsabilidades inherentes a su mando, insistiendo en la necesidad de mantener la disciplina y subordinación en el Ejército. Advierte a Santana sobre las consecuencias de no reconocer su autoridad y obedecer sus mandatos, sugiriendo la posibilidad de que renuncie al mando a favor de Baldomero Calleja, si no está dispuesto a someterse. Finalmente, el general peninsular señala que, de persistir la situación en el Seybo, procederá resueltamente al reemplazo de Santana, incluso si es una decisión delicada pero necesaria.
No obstante, el 23 de mayo, el marqués de las Carreras, lejos de acobardarse, se defendió con firmeza en una extensa comunicación, negando haber incurrido en faltas de obediencia y disciplina. Afirmó que sus observaciones, expresadas en el documento al que respondía, eran justas y realizadas con buena fe y lealtad, con el objetivo de contribuir al bien del servicio de la reina y acelerar el triunfo de España. Casi en los párrafos finales, expresó: «Ruego, pues á V. E., que en lo sucesivo no emplee conmigo ese sistema, pues tengo demasiada dignidad para aceptarlo. Al general Santana no se le amenaza, se le juzga. Si he incurrido en las gravísimas faltas que V. E. me atribuye, V. E. no debe dejarlas impunes, y está en el caso de hacer que se me someta á los tribunales». Declaró su sorprendente renuncia al mando de la comandancia del Seybo, debido su persistencia en formular observaciones que el capitán general consideraba como insubordinación. Respecto a la posibilidad de ser juzgado, expresó:

“marcho á Santo Domingo, donde me tiene V. E. á disposicion de su autoridad, para que desde luego disponga se proceda á juzgarme de las faltas que V. E. me atribuye. Si aparezco culpable ante la imparcialidad y justicia de tribunal competente, yo sufriré gustoso el castigo que se me imponga, el cual servirá tambien de ejemplo á los demás generales, para que no incurran en las mismas faltas: pero hubiese sido preferible, Excmo. Sr., que V. E. me hubiese reemplazado en el mando que ejerzo, desde el momento en que se hizo cargo de la capitanía general, pues de ese modo se habria evitado este suceso tan desagradable para mí y que no me ha sorprendido, porque desde la conferencia que tuve con V. E. en Santo Domingo á principios del mes pasado, comprendí que abrigaba contra mí una prevencion injusta.”

En aquel momento, el general José de la Gándara, tras liderar la expedición hacia Monte Cristi, se encontraba en el campamento homónimo. En su ausencia, el mariscal de campo Juan José del Villar y Flores asumió el Gobierno de Santo Domingo.
A pesar de los esfuerzos de Santana para pacificar el distrito del Seybo, la situación no se consideraba totalmente resuelta, especialmente por la persistente presencia de restauradores en Bayaguana, Monte Plata, Santo Domingo y San Cristóbal. Santana percibía que la rebelión en la región seybana estaba aplastada y que el enemigo carecía de la fuerza y la voluntad necesarias para resistir seriamente en posiciones estratégicas. El 26 de mayo, desplegó una columna de 500 hombres y una pieza de montaña, logrando aniquilar al enemigo cerca de Sabana Burro. Al día siguiente, organizó otra expedición liderada por el coronel Antonio Sosa con 400 hombres, operando en la sección de Mata Palacios. La columna regresó después de repeler a las tropas enemigas de los coroneles Pedro Guillermo y Víctor de los Reyes en Guajaba, llevándose consigo dos prisioneros.
El día 30, la columna dirigida por el coronel de las reservas Francisco Saldaña, con 300 hombres, regresó después de derrotar a los insurgentes restauradores en Guayabo Dulce. El 1 de junio de 1864, Santana dispuso una última expedición con 450 hombres y una pieza de montaña bajo el mando del teniente coronel José Álvarez, operando en Cercado, Manganela, Guajaba y Azuí. El resultado fue satisfactorio, ya que el Ejército restaurador fue completamente derrotado, sin lamentar ninguna desgracia por parte española.
Al recibir la correspondencia del marqués de las Carreras en Santo Domingo, el capitán general interino Juan José del Villar y Flores se alarmó por lo que veía como una conducta extraña e injustificable de Santana, interpretando sus acciones como un intento de desencadenar un peligroso conflicto en las cuestiones de mando entre las clases de igual categoría de las dos procedencias, peninsular y dominicana. Además, el temor se intensificó al constatar que, a pesar de su renuncia inesperada y brusca, el marqués de las Carreras se negaba a entregar el mando durante muchos días, a veces con un pretexto y otras con otro, sin fijar plazo ni ofrecer otra explicación de tan anómala conducta, simplemente posponiendo para «nuestra primera conferencia verbal».
El 2 de junio, el general Juan José del Villar y Flores emitió una orden tajante: Santana debía entregar el mando de su división y presentarse en Santo Domingo a esperar órdenes. Las instrucciones de José de la Gándara fueron aún más estrictas: Santana debía ser conducido a Cuba y puesto a disposición del gobernador de dicha isla hasta recibir órdenes del Gobierno de España. El líder dominicano entregó el mando de la comandancia general del Seybo a Calleja el 5 y, el 7 de junio, se dirigió hacia Guerra, llegando solo a la capital de Santo Domingo el 8 de junio, donde se encontró con Juan José del Villar y Flores, quien quedó impactado por su notorio deterioro de salud, evidenciando claramente su declive. En la áspera entrevista con el jefe peninsular del 12 de junio de 1864, el marqués de las Carreras se dio cuenta de que su estrella y predominio político había llegado a su fin.

### Agonía y muerte

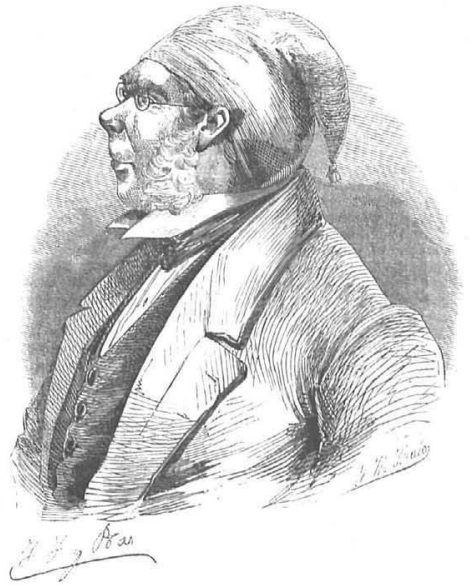
Ilustración del marqués de las Carreras en El Mundo Militar de 1864.

El marqués de las Carreras desde hace años cargaba con muchas enfermedades y algunas heredadas por las fatigas de la guerra de la independencia. Las certificaciones médicas de los doctores Pedro Antonio Delgado, André, Federico Illas, Rotellini y Carlos Jacobs de agosto y diciembre de 1861, quienes le trataron durante largo tiempo decían que entre las enfermedades que padecía había fiebres inflamatorias, discrasia humoral (producto de repetidos ataques de reumatismo poliarticular que dejaron su brazo derecho lesionado y paralizados los dedos anular y meñique de la mano derecha), disentería; y unas tantas veces diarreas, fiebre intermitente de diferentes tipos y desde hace más de veinte años, una gastritis inveterada.

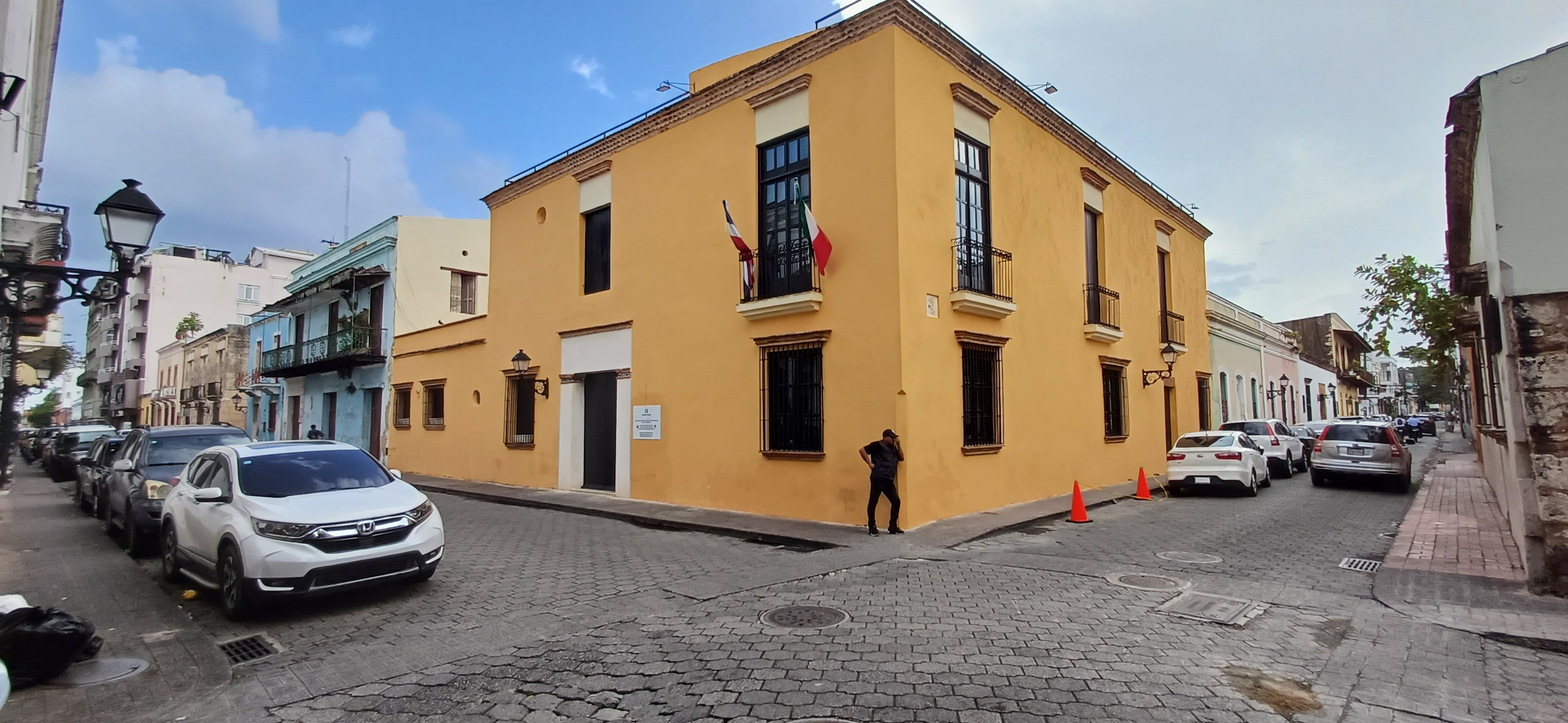
La casa de Pedro Santana, donde falleció, es actualmente la Casa de Italia en Santo Domingo.

El 14 de junio de 1864 fue atacado el marqués de las Carreras por una violenta fiebre. Pedro Delgado convocaría a junta médica, y Juan José del Villar hizo que fuera el primer médico y dos profesores de sanidad militar. Ya el marqués de las Carreras se encontraba fuera de razón y en delirio. Hasta las once de la mañana el desvarío del moribundo seguía hablando con claridad y todos los que se hallaban presentes estaban conmovidos, oyendo sus palabras de lealtad total al reino: «Díganles que se presente... que yo no tengo sino 180 hombres... Que les ofrezco la vida, y los recomendaré al capitán general... Que no crean á los vagabundos que dicen que los van á matar... Que la reina Isabel los perdonará, porque es muy buena, y repitió otra vez, la Reina es muy buena».
Luego siguió simulando ataques y dando voces de mando en la acción pero sin olvidar su idea fija, la base de su política en estos sucesos: «Capitán, vaya V. con esas compañías, ataquelos, y si se rinden, !no los maten!».
Gabriel Moreno del Christo viendo qué entraba en la agonía le otorgó el sacramento de la extremaunción, y después llegó Jaime Agustí i Milà, quien le auxilió espiritualmente con los rezos sagrados hasta su deceso.
El caudillo dominicano falleció a las cuatro y media de la tarde de inflamación cerebral. Alrededor de su lecho se encontraron todos sus antiguos amigos, inclusos aquellos que en los últimos tiempos se habían alejado de él.
La noticia de su fallecimiento conmocionó la capital y fue la primera en ser transmitida por el recién instalado telégrafo de Santo Domingo, generando sorpresa en Madrid. Inicialmente, la prensa dudó de su veracidad, pensando que se refería a Antonio López de Santa Anna, expresidente de México, debido a que las noticias anteriores no insinuaban tal acontecimiento. La confusión se disipó con la llegada del correo, que confirmó la noticia de la muerte.
En su testamento legó sus bienes a su viuda Ana Zorilla, su hermano demente y paralítico Florencio, su tía Dominga, sus hijastros Miguel y Loriana Febles, y su cuñada e hijastra Froilana Febles. También a sus sobrinos: Manuel, Francisco y Rafael; y sus ahijados: Pedro García, Francisco Robiou, Socorro de la Cruz Zorrilla y María de los Santos Núñez; los ahijados de sus sobrinos: Gerardo de la Cruz Zorrilla y Juan José de la Cruz Zorrilla; y el señor Valentín Familia.

## Posteridad

### Sus restos

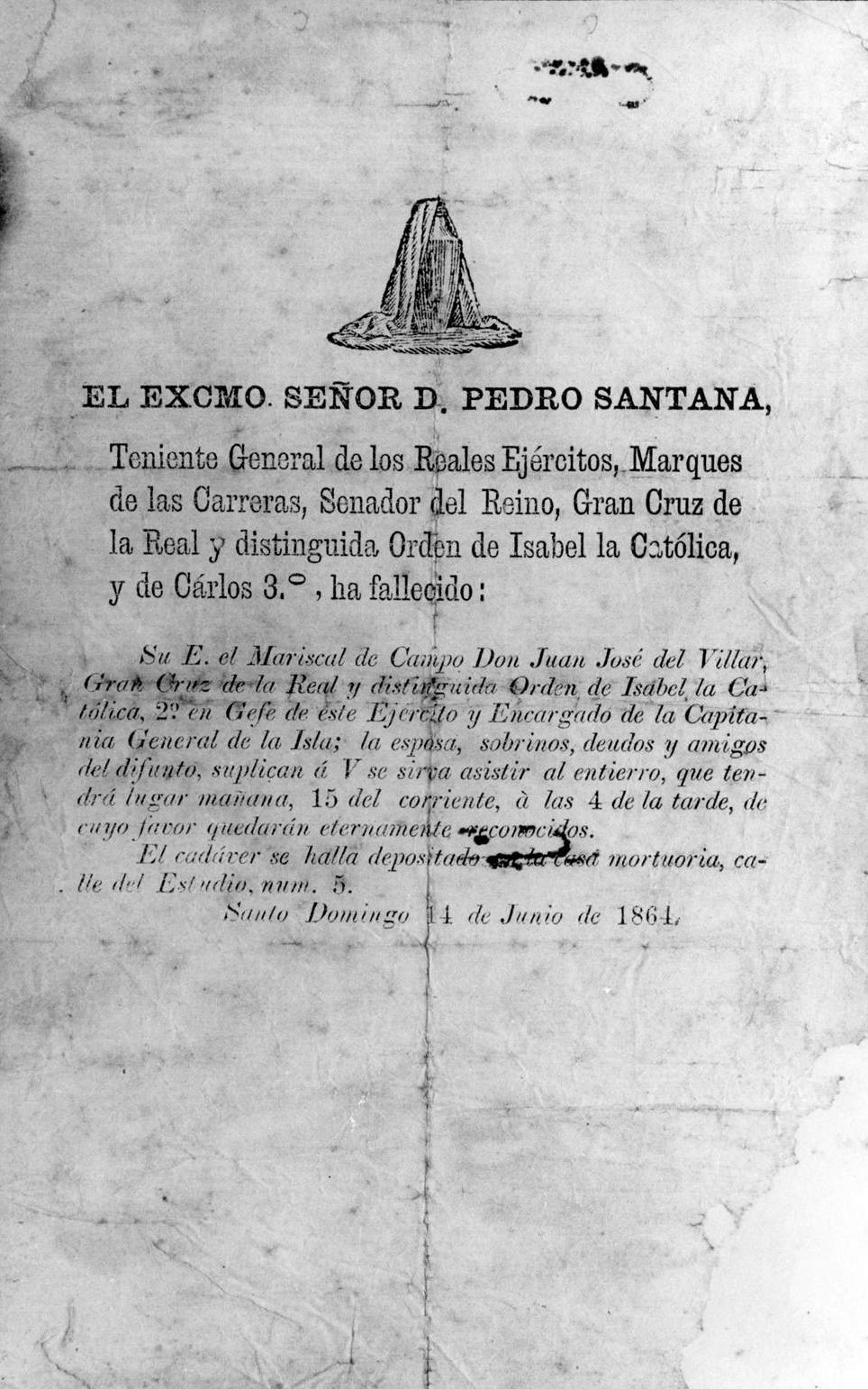
Aviso fúnebre del marqués de las Carreras.

Un túmulo de tres cuerpos, con las insignias del difunto marqués de las Carreras, fue erigido en la Catedral y a las seis de la tarde el cadáver quedó sepultado en la Torre del Homenaje, lugar que se consideró cómo el más honorífico por el momento a juicio de sus más adictos amigos.
En 1865 tras el proceso de abandono de Santo Domingo hecho por el Gobierno del presidente del Consejo de Ministros, Ramón María Narváez, duque de Valencia, el diputado Antonio Cánovas del Castillo, (futuro presidente del Consejo de Ministros y artífice del sistema político de la restauración) pediría que los restos del marqués de las Carreras fueran llevados a la península:

“Yo ruego a los señores Diputados de la mayoría que llenen una obligación que tiene España y que nosotros no podremos llenar por la desconfianza natural, lo reconozco, que tienen los Gobiernos de las oposiciones. Yo ruego a los señores de la mayoría presente una enmienda, una proposición cualquiera, para que no queden expuestos al furor enemigo de aquella isla los restos de uno de los más insignes patricios, de una de las mayores glorias en fin que en este siglo ha tenido España, el General Santana. Es imposible recordar sus hechos, tener noticia completa de su patriotismo y haber podido apreciar por documentos auténticos todo lo que aquel noble corazón sintió y padeció por la causa de España, y no experimentar el sentimiento que me mueve a pronunciar estas palabras. No dejéis, no, expuestos a los instintos feroces de sus enemigos las reliquias venerables de Santana: ya han salido de Santo Domingo las cenizas de Colón y han hecho alto en Cuba! Dios quiera que por mucho tiempo! Sacad también las del General Santana, y éstas traedlas desde luego a España!”

No obstante la petición de Cánovas no se llevaría a cabo.
El de 9 de enero de 1879 durante la presidencia de Cesáreo Guillermo a petición de Froilana Febles fue exhumado y traslado a la Iglesia Regina Angelorum para luego en 1890 ser llevados a la torre campanario de la Catedral por disposición del arzobispo Meriño. En marzo de 1931 durante la presidencia de Rafael Leónidas Trujillo Molina fue llevado a El Seibo.

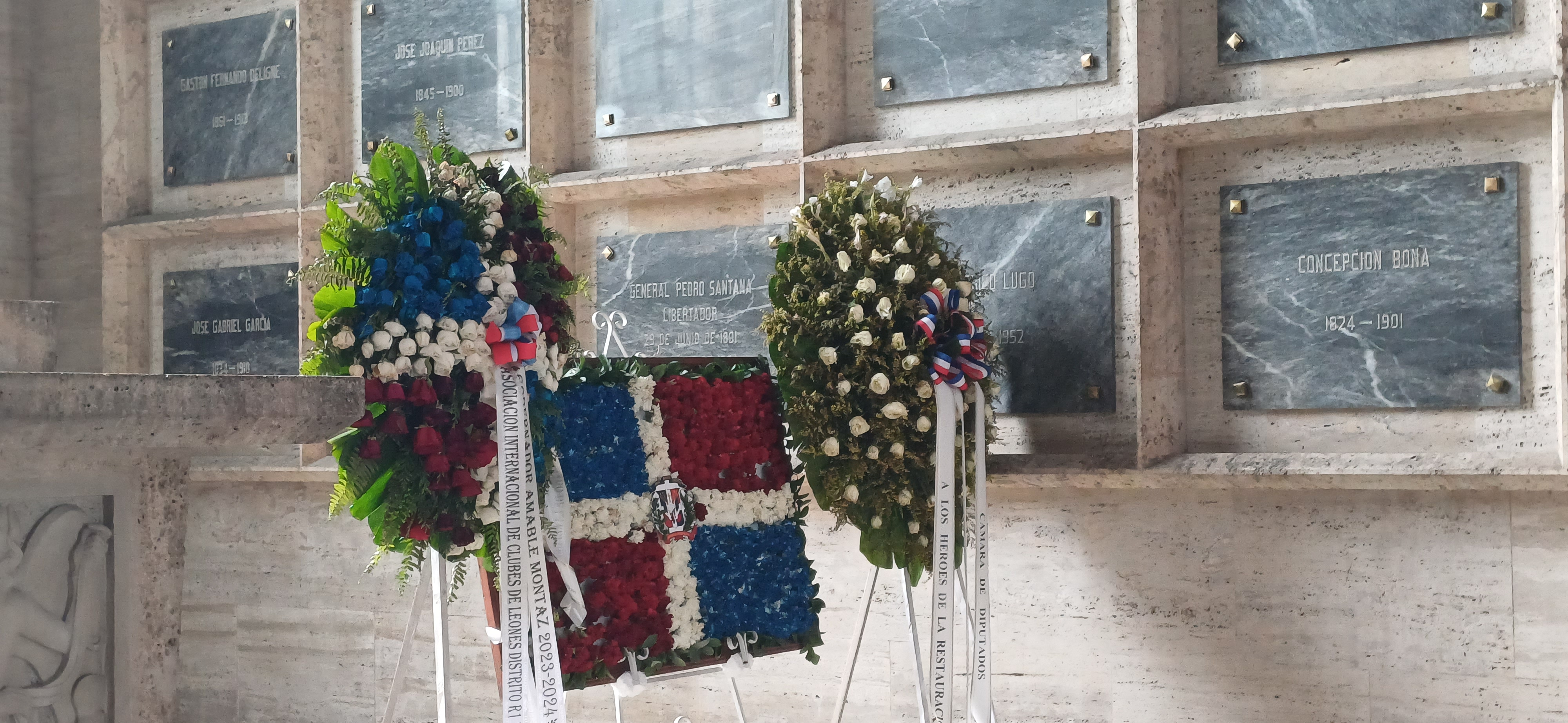
Pared norte del altar del Panteón de la Patria donde yace la tumba de Pedro Santana.

Desde 1978 sus restos yacen en el Panteón de la Patria por disposición del presidente Joaquín Balaguer y desde entonces se constituyó un grupo de presión, actualmente vigente que se empeña en exhumar de su tumba en el Panteón de la Patria al marqués de las Carreras y entre los abanderados de la causa se encuentra el Instituto Duartiano.

### Honores

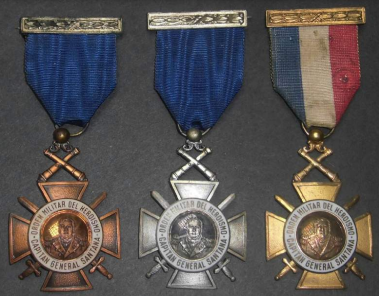
Orden del Heroísmo Capitán General Santana.

El 24 de agosto de 1954 durante la presidencia de Héctor Trujillo se promulgaría la ley 3915, mediante la cual fue creada la Orden del Heroísmo Capitán General Santana.
En 1963 la Fortaleza México de San Pedro de Macorís pasaría a denominarse Fortaleza General Pedro Santana.

### Espada del Libertador
Durante la visita del duque de la Torre a Santo Domingo cuando era gobernador de Cuba en agosto de 1861, el marqués de las Carreras creyó que no podía manifestar mejor el sentimiento de gratitud de que los más nobles dominicanos se sentían poseídos hacia España, que ofreciendo al duque de la Torre la espada que le había donado la república pero el duque de la Torre, se creía suficiente recompensado con la satisfacción de haber prestado a Isabel II y España un ilustre servicio, negándose a admitir la espada del marqués de las Carreras durante su vida y solo se prestó a aceptarla tras su muerte, y eso con la intención de presentarla entonces a Isabel II, por si se dignaba mandarla a colocar en la Real Armería de Madrid.
Tras la muerte del marqués de las Carreras su espada pasaría al duque de la Torre como quedaba estipulado en su testamento y en febrero de 1865 iría el coronel José María Velasco a Madrid para entregarle la espada. El 8 de marzo de aquel año, el duque de la Torre le entregó la espada a Isabel II, que acogió con gratitud y mando que fuese colocado en su Real Armería, como digno recuerdo de la anexión de Santo Domingo.
El 17 de octubre de 1936 en Higüey después de la inauguración de los puentes General Santana y Juan Sánchez Ramírez, le fue otorgado al presidente Rafael Leónidas Trujillo por el arzobispo retirado, Adolfo Alejandro Nouel, la espada del marqués de las Carreras. Al ponerse la espada en las manos de Trujillo, Nouel le dijo: «Yo le digo a Ud. ¡Salve Padre de la Patria! Conservad esta espada para que mañana, si es necesario- y Dios no lo quiera- podáis defender la patria de nuestros progenitores».

## Descendencia colateral
De su sobrino Rafael Santana Febles (casado con Paula Bobadilla) descienden el cardenal Octavio Beras (tataranieto de su hermano Ramón), el comediante Freddy Beras Goico (chozno de su hermano Ramón), la actriz y presentadora Ivonne Beras (bichozna o pentanieta de su hermano Ramón), y la actriz y comunicadora Gabi Desangles (bichozna o pentanieta de Ramón Santana).
De su sobrina María de los Ángeles Santana Febles (casada con Isidoro Durán) descienden el ministro y senador José Ignacio Paliza (hexanieto de su hermano Ramón), la diplomática Patricia Villegas (chozna de Ramón) y el diputado Orlando Jorge Villegas (bichozno o pentanieto de Ramón).

## Personalidad de Santana

### Aspecto y carácter

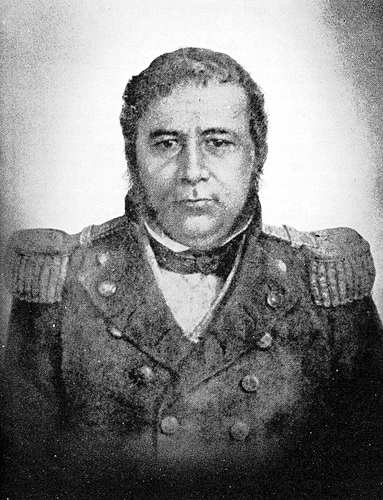
Santana, fotografiado por A. Hartman en 1851.

El 16 de junio de 1861 en la revista El Panorama Universal se publicaría en una sección la biografía del marqués de las Carreras donde se les describía de la siguiente forma:

“La estatura del Excmo. Sr. D. Pedro Santana es lo que en términos vulgares se llama regular. Su cara revela mucha energía y resolución determinada, y su frente sombreada de pelo, no es abultada. Sus cejas son espesas y cubren un par de ojos penetrantes, que brotan fuego cuando se irritan sus pasiones. Tiene bozo, pero no usa bigote, y en su vestido muestra mucha sencillez. Es dulce y caballeroso, pero muy cauto en la conversación. Escucha y pesa bien sus palabras antes de dar una afirmacion; pero cuando se altera ó se anima, habla en el fuerte dialecto de su provincia con ruda entonacion, sin perder, sin embargo, el dominio sobre si mismo. Este hombre notable es en su casa enteramente moderado y enemigo de ostentacion. Su porte sério podria hacer creer á los extranjeros que es austero. Tiene autoridad y prestigio ilimitado sobre sus soldados. Gana su afecto con modales insinuantes, y les impone respeto con el aire de una autoridad de que le ha dotado la naturaleza.”

El brigadier Antonio Peláez de Campomanes, quien le visito en 1860, decía de él que:

“Con un valor de león reune un corazón noble y generoso, como pueden certificarlo los muchos huérfanos y desvalidos a quienes ha acogido en su casa, y establecido después. Su honradez es a toda prueba...”

A principios de 1860 el estadounidense W. S. Courtney lo describiría de la siguiente forma:

“Pedro Santana, es el actual Presidente, es un hombre de unos sesenta años de edad, un español que tiene rasgos del indio nativo, nativo de la isla, hombre de mucha integridad de carácter y sin duda alguna habitualmente honesto y sincero. Es un hombre sagaz, y aunque no tiene mucho bagaje intelectual, posee un buen sentido para apreciar las cosas y gran parte de las capacidades administrativas. Es siempre frió y circunspecto y muy popular con las masas y los viejos habitantes españoles de la isla. Aunque no es un hombre de gran estatura, es de constitución robusta y saludable y tiene gran parecido con el difunto General Taylor.”

El general Luperón escribiría acerca de él en la última década del siglo XIX:

“Como hombre moral y honrado, ninguno ha podido serlo más que el General Santana en su país. Como soldado tuvo, desde el primer día de su carrera, maravillosa penetración, gran perspicacia, admirable entereza, gallardo valor y extraordinaria energia.
Era un táctico de notable superioridad, con espíritu verdaderamente organizador, amante de la disciplina, con peculiar pericia, gran serenidad y actividad infatigable. Era austero, probo, sincero y apasionado por el orden hasta ser inexorable. Constituía una especie de modelo de los grandes hombres del siglo pasado, sin poder entrar en derecho entre los modernos.
Para el Gral. Santana, la libertad del siglo XIX era el rayo que calcinaba su frente y fatigaba su espíritu. La democracia lo asustaba como el desierto al peregrino, y el liberalismo era su horror. Jamas pudo levantar su espíritu sobre las tinieblas de su tiempo ni seguir los adelantos de la civilización. Para él la verdadera política consistía en la autocracia, y el despotismo fué su cetro. En aquella puso todo su pensamiento, y por su régimen daba su vida con verdadera devoción.
Gobernó cuatro veces constitucionalmente la nación, la salvó de las invasiones haitianas con gran dignidad, pujanza y valor. Fundo el ejercito, la marina, la probidad en la Hacienda Pública, la equidad en la justicia, el respeto a las leyes y a las propiedades; infundio verdadera moralidad y honradez en las masas y fué el mandatario de más prestigio y popularidad que se ha conocido.”

### Fallecimiento
Falleció el 14 de junio de 1864 en el distrito de Santo Domingo, Santo Domingo, a causa de una inflamación cerebral.

## Ancestros
|  |                                                 |  |  |  |  |  |  |  |  |  |  |  |  |  |  |  |
|  | ¿? Santana                                      |  |  |  |  |  |  |  |  |  |  |  |  |  |  |  |
|  |                                                 |  |  |  |  |  |  |  |  |  |  |  |  |  |  |  |
|  |                                                 |  |  |  |  |  |  |  |  |  |  |  |  |  |  |  |
|  | Pedro Santana                                   |  |  |  |  |  |  |  |  |  |  |  |  |  |  |  |
|  |                                                 |  |  |  |  |  |  |  |  |  |  |  |  |  |  |  |
|  |                                                 |  |  |  |  |  |  |  |  |  |  |  |  |  |  |  |
|  | ¿?                                              |  |  |  |  |  |  |  |  |  |  |  |  |  |  |  |
|  |                                                 |  |  |  |  |  |  |  |  |  |  |  |  |  |  |  |
|  |                                                 |  |  |  |  |  |  |  |  |  |  |  |  |  |  |  |
|  | Pedro Santana Familias, marqués de las Carreras |  |  |  |  |  |  |  |  |  |  |  |  |  |  |  |
|  |                                                 |  |  |  |  |  |  |  |  |  |  |  |  |  |  |  |
|  |                                                 |  |  |  |  |  |  |  |  |  |  |  |  |  |  |  |
|  | Santiago Familias                               |  |  |  |  |  |  |  |  |  |  |  |  |  |  |  |
|  |                                                 |  |  |  |  |  |  |  |  |  |  |  |  |  |  |  |
|  |                                                 |  |  |  |  |  |  |  |  |  |  |  |  |  |  |  |
|  | Petronila Familias Carrasco                     |  |  |  |  |  |  |  |  |  |  |  |  |  |  |  |
|  |                                                 |  |  |  |  |  |  |  |  |  |  |  |  |  |  |  |
|  |                                                 |  |  |  |  |  |  |  |  |  |  |  |  |  |  |  |
|  | María Carrasco                                  |  |  |  |  |  |  |  |  |  |  |  |  |  |  |  |
|  |                                                 |  |  |  |  |  |  |  |  |  |  |  |  |  |  |  |
|  |                                                 |  |  |  |  |  |  |  |  |  |  |  |  |  |  |  |